# Saturn V
Vous lisez un « article de qualité » labellisé en 2007.
Saturn V, dit Saturn 5, est un lanceur spatial super lourd de la famille Saturn, développé dans les années 1960 par l'agence spatiale américaine, la NASA, pour le programme lunaire Apollo. Utilisé entre 1967 et 1973, il a placé en orbite terrestre, sans aucun échec, les vaisseaux qui ont déposé les astronautes américains sur le sol lunaire. Cette énorme fusée d'un peu plus de 3 000 tonnes — détenant toujours, en 2025, les records de masse et de capacité d'emport — est capable de placer jusqu'à 140 tonnes en orbite basse terrestre pour les dernières missions Apollo. Elle est développée dans le contexte de la course à l'espace opposant Américains et Soviétiques dans les années 1960. Ces circonstances permettent aux États-Unis de mobiliser des moyens financiers et humains exceptionnels pour permettre sa mise au point. La fin prématurée du programme Apollo et les restrictions budgétaires entraînent l'arrêt de la chaîne de fabrication de ce lanceur particulièrement coûteux. Après un dernier vol pour mettre en orbite la station spatiale Skylab, la NASA décide de développer un lanceur réutilisable, la navette spatiale américaine, en espérant abaisser sensiblement les coûts très élevés de mise en orbite.
Les caractéristiques de la fusée Saturn V sont étroitement liées au scénario retenu pour l'envoi d'un équipage sur le sol lunaire. La puissance de Saturn V lui permet de lancer une charge utile de 47 tonnes vers la Lune, soit la masse des deux vaisseaux (module lunaire Apollo et Module de commande et de service Apollo) nécessaires pour accomplir cette mission basée sur un rendez-vous en orbite lunaire. Pour atteindre les performances souhaitées, deux types de moteurs-fusées aux caractéristiques exceptionnelles sont mis au point : le moteur-fusée à ergols liquides F-1, d'une poussée de 700 tonnes dont cinq exemplaires propulsent le premier étage, et le J-2 de 103 tonnes de poussée brûlant un mélange d'hydrogène liquide/oxygène liquide dont c'est l'un des premiers usages (après l'Atlas-Centaur, la Saturn I et la Saturn IB).
Saturn V est l'aboutissement du programme de développement de la famille des lanceurs Saturn entamé en 1960 qui a permis de mettre au point progressivement les différents composants de la fusée géante. Le lanceur est en grande partie le résultat de travaux antérieurs menés par le motoriste Rocketdyne sur la propulsion cryotechnique oxygène/hydrogène et les moteurs de forte puissance. Le développement du lanceur Saturn V s'est fait sous la responsabilité du centre de vol spatial Marshall (MSFC) à Huntsville, en Alabama, dirigé par Wernher von Braun et avec une forte implication des sociétés Boeing, North American Aviation, Douglas Aircraft Company et IBM. Pour construire et mettre en œuvre le lanceur, une usine d'assemblage, des bancs d'essais et des installations de lancement (centre spatial Kennedy) aux proportions hors normes ont été édifiés.

## Historique

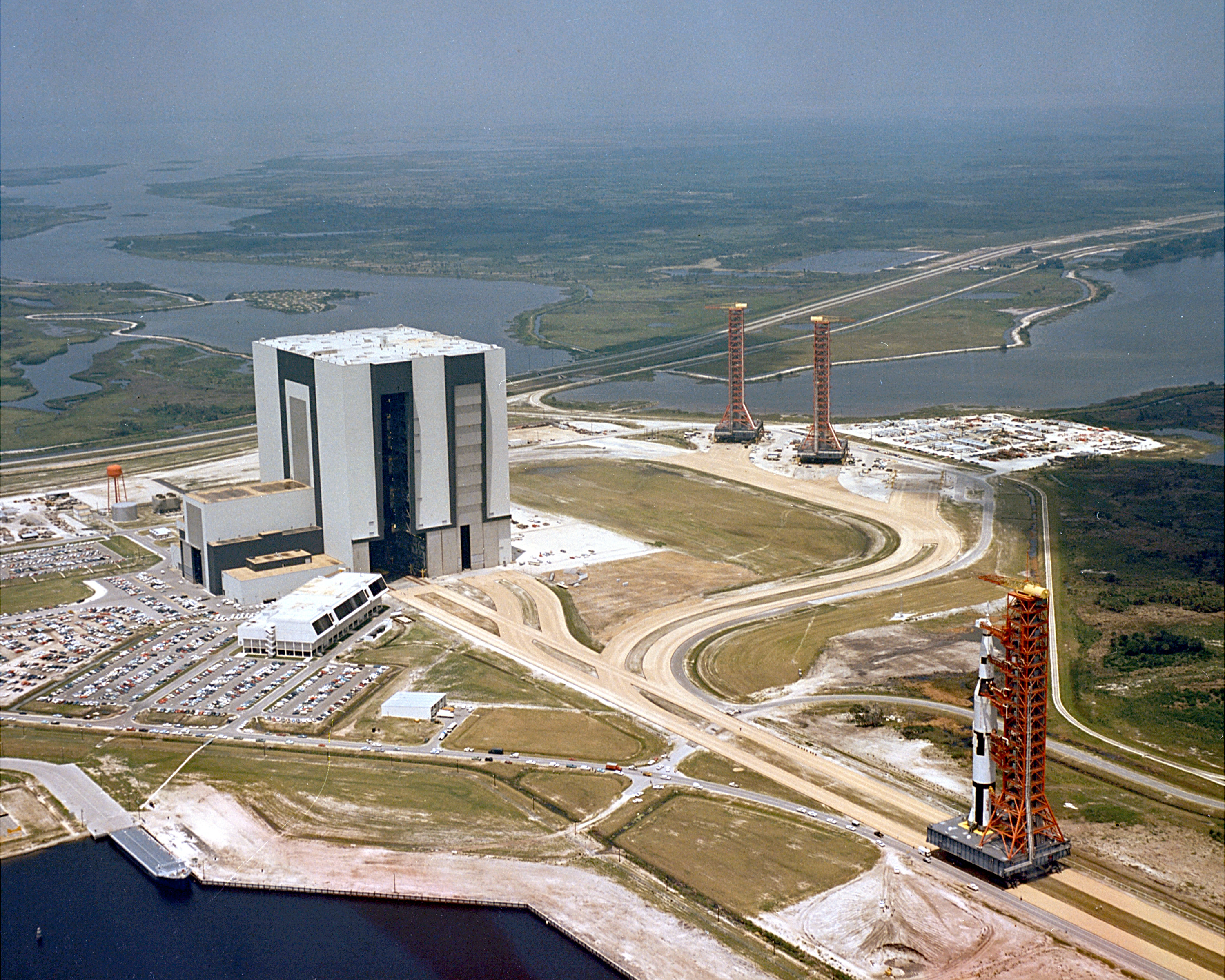
Le bâtiment d'assemblage (VAB) de la fusée Saturn V ; la fusée de 111 mètres de haut en cours de déplacement donne l'échelle.

### Un lanceur super lourd pour les satellites militaires
Les débuts de la famille de lanceurs spatiaux Saturn sont antérieurs au programme Apollo et à la création de la NASA. Au début de 1957, le département de la Défense (DoD) américain identifie un besoin pour un lanceur lourd, permettant de placer en orbite basse des satellites de reconnaissance et de télécommunications pesant jusqu'à 18 tonnes. À cette époque, les lanceurs américains les plus puissants en cours de développement peuvent tout au plus lancer 1 tonne en orbite basse, car ils dérivent de missiles balistiques beaucoup plus légers que leurs homologues soviétiques. En 1957, Wernher von Braun et son équipe d'ingénieurs, venus comme lui d'Allemagne, travaillent à la mise au point des missiles Redstone et Jupiter au sein de l'Army Ballistic Missile Agency (ABMA), un service de l'Armée de Terre situé à Huntsville (Alabama). Cette dernière lui demande de concevoir un lanceur permettant de répondre à la demande du DoD. Von Braun propose un engin, qu'il baptise « Super-Jupiter », dont le premier étage, constitué de 8 étages Redstone regroupés en fagot autour d'un étage Jupiter, fournit les 680 tonnes de poussée nécessaires pour lancer les satellites lourds. La course à l'espace, qui débute fin 1957, décide le DoD, après examen de projets concurrents, à financer en août 1958 le développement de ce nouveau premier étage rebaptisé Juno V puis finalement Saturn (la planète située au-delà de Jupiter). Le lanceur utilise, à la demande du DoD, 8 moteurs-fusées H-1, simple évolution du propulseur utilisé sur la fusée Jupiter, ce qui doit permettre une mise en service rapide.

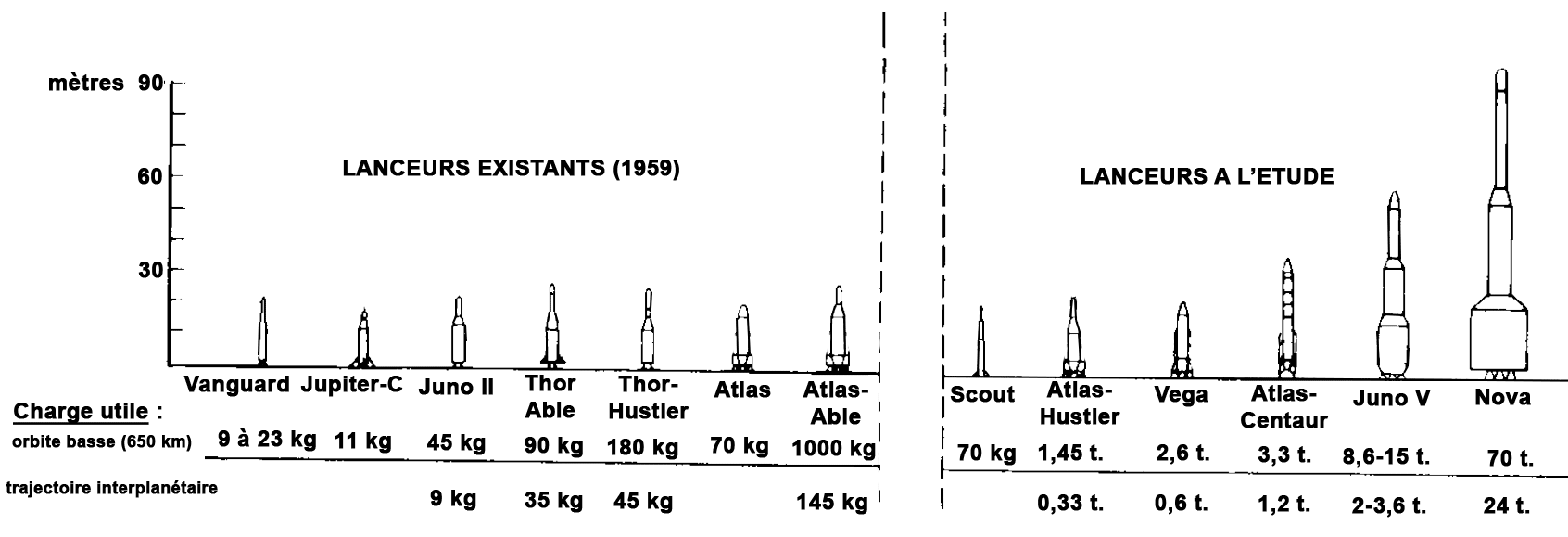
Les lanceurs américains existants ou à l'étude en 1959.

### La récupération du projet Saturn par la NASA
Durant l'été 1958, la NASA, qui vient tout juste d'être créée, identifie le lanceur comme un composant clé de son programme spatial. Mais au début de 1959, le département de la Défense décide d'arrêter ce programme coûteux dont les objectifs sont désormais couverts par d'autres lanceurs en développement. La NASA obtient le transfert en son sein du projet et des équipes de von Braun fin 1959 ; celui-ci est effectif au printemps 1960 et la nouvelle entité de la NASA prend le nom de centre de vol spatial Marshall (George C. Marshall Space Flight Center MSFC).
La question des étages supérieurs du lanceur était jusque-là restée en suspens : l'utilisation d'étages de fusée existants, trop peu puissants et d'un diamètre trop faible, n'était pas satisfaisante. Fin 1959, un comité de la NASA travaille sur l'architecture des futurs lanceurs de la NASA. Son animateur, Abe Silverstein, responsable du centre de recherche Lewis et partisan de la propulsion par des moteurs utilisant le couple hydrogène/oxygène en cours d'expérimentation sur la fusée Atlas-Centaur, réussit à convaincre un von Braun réticent d'en doter les étages supérieurs de la fusée Saturn. Le comité identifie dans son rapport final six configurations de lanceur de puissance croissante (codées A1 à C3) permettant de répondre aux objectifs de la NASA tout en procédant à une mise au point progressive du modèle le plus puissant. Le centre Marshall étudie en parallèle à l'époque un lanceur hors-normes capable d'envoyer une mission vers la Lune : cette fusée, baptisée Nova, est dotée d'un premier étage fournissant 5 300 tonnes de poussée et est capable de lancer une charge de 81,6 tonnes sur une trajectoire interplanétaire.

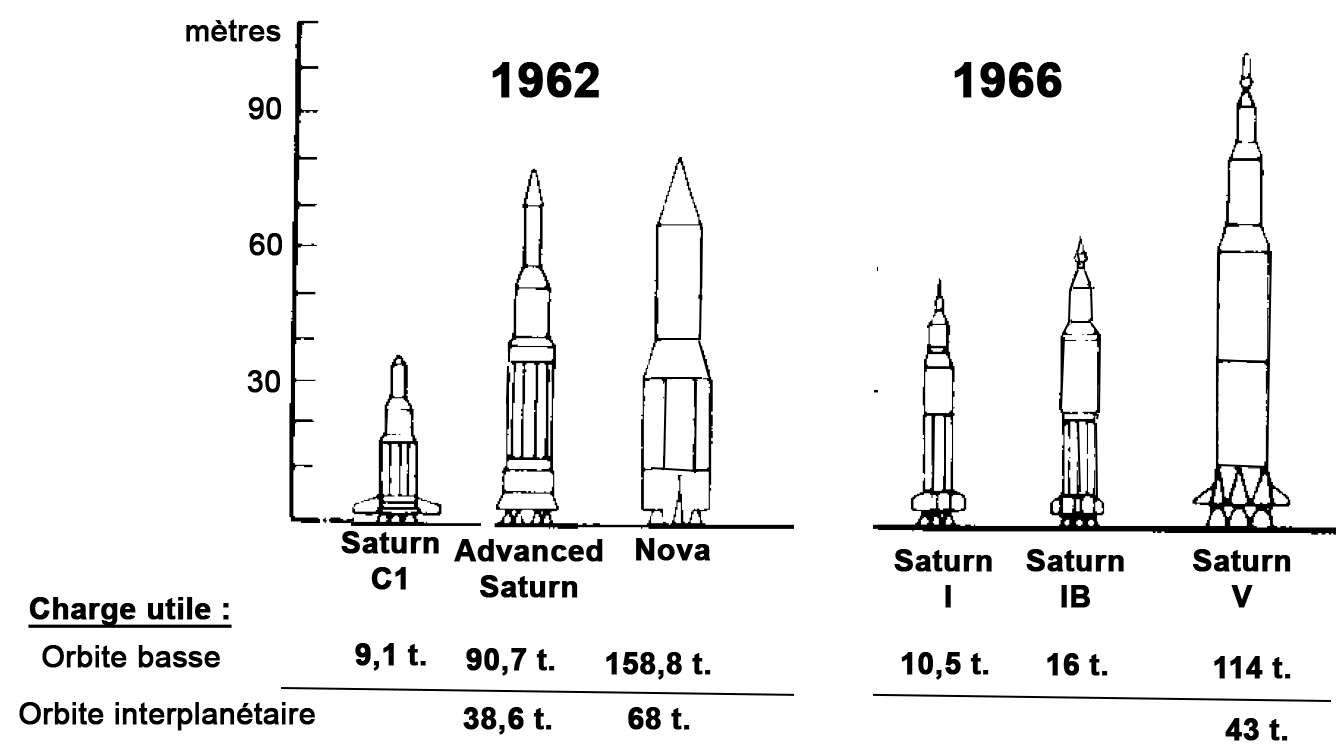
Lanceurs américains envisagés dans le cadre du programme Apollo en 1962 et développés en 1966.

### Les Saturn IB et V dans leurs configurations définitives
Lorsque le président américain John F. Kennedy accède au pouvoir au début de 1961, les configurations du lanceur Saturn sont toujours en cours de discussion, reflétant l'incertitude sur les missions futures de cette famille de fusée. Toutefois, dès juillet 1960, Rocketdyne, sélectionné par la NASA, a démarré les études sur le moteur J-2, consommant le mélange hydrogène et oxygène et d'une poussée de 89 tonnes, retenu pour propulser les étages supérieurs. Le même motoriste travaille depuis 1956, initialement à la demande de l'Armée de l'air, sur l'énorme moteur F-1 (677 tonnes de poussée) retenu pour le premier étage. Fin 1961, la configuration du lanceur super lourd (C-5, futur Saturn V) est figée : le premier étage est propulsé par cinq F-1, le deuxième étage par cinq J-2 et le troisième par un J-2. L'énorme lanceur peut placer 114 tonnes en orbite basse et envoyer 43 tonnes vers la Lune. Deux modèles moins puissants doivent être utilisés durant la première phase du projet :
- la C-1 (ou Saturn I), utilisée pour tester des maquettes des vaisseaux Apollo, est constituée d'un premier étage propulsé par huit moteurs H-1, couronné d'un second étage propulsé par six RL-10 ;
- la C-1B (ou Saturn IB), chargée de qualifier les vaisseaux Apollo en orbite terrestre, est constituée du 1er étage de la S-1 couronné du troisième étage de la C-5.

| Lanceur                                                         | Saturn I                                           | Saturn IB                                                         | Saturn V                                             |
| --------------------------------------------------------------- | -------------------------------------------------- | ----------------------------------------------------------------- | ---------------------------------------------------- |
| Charge utile en orbite basse (LEO) injection vers la Lune (TLI) | 9 t (LEO)                                          | 18,6 t (LEO)                                                      | 140 t (LEO) 47 t (TLI)                               |
| 1er étage                                                       | S-I (poussée 670 t.) 8 moteurs H-1 (LOX/Kérosène)  | S-IB (poussée 670 t.) 8 moteurs H-1 (LOX/Kérosène)                | S-IC (Poussée 3 402 t.) 5 moteurs F-1 (LOX/Kérosène) |
| 2e étage                                                        | S-IV (Poussée 40 t.) 6 RL-10 (LOX/LH2)             | S-IVB (Poussée 89 t.) 1 moteur J-2 (LOX/LH2)                      | S-II (Poussée 500 t.) 5 moteurs J-2 (LOX/LH2)        |
| 3e étage                                                        | -                                                  | -                                                                 | S-IVB (Poussée 100 t.) 1 moteur J-2 (LOX/LH2)        |
| Vols                                                            | 10 (1961-1965) Satellites Pegasus, maquette du CSM | 9 (1966-1975) Qualification CSM, relève Skylab, vol Apollo-Soyouz | 13 (1967-1973) missions lunaires et lancement Skylab |

### Lancement du programmeApollo

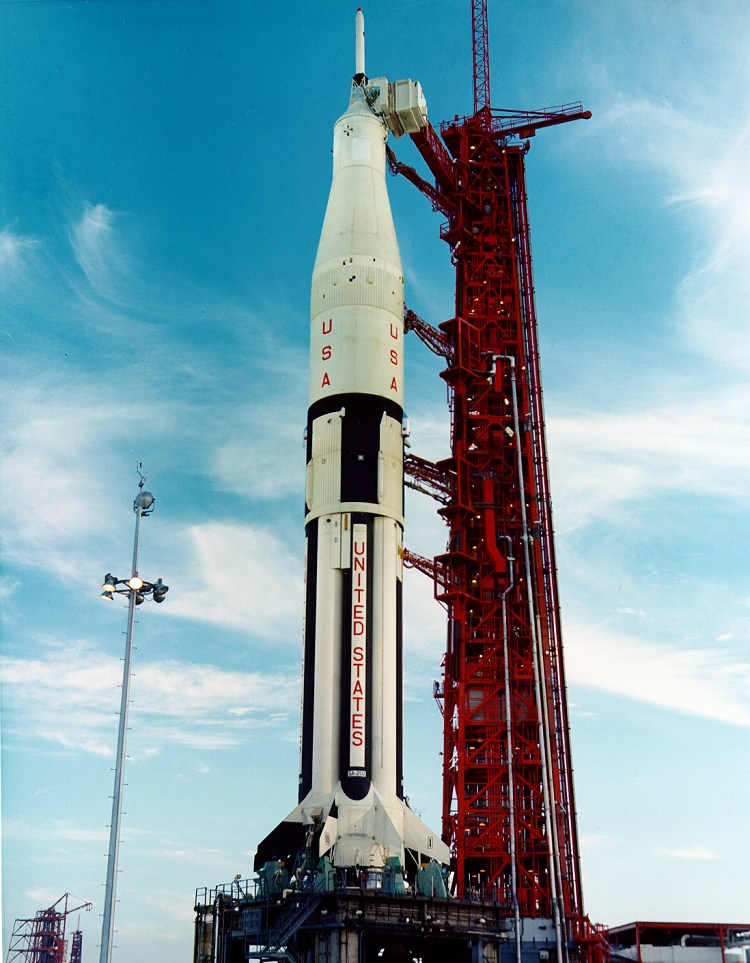
Le lanceur Saturn IB utilise un deuxième étage similaire au dernier étage de la fusée Saturn V.

Le lancement du premier homme dans l'espace par les Soviétiques (Youri Gagarine, le 12 avril 1961) convainc le président Kennedy de la nécessité de disposer d'un programme spatial ambitieux pour récupérer le prestige international perdu. Le vice-président Lyndon B. Johnson, consulté par Kennedy, propose d'envoyer une mission habitée sur la Lune. Le 25 mai 1961, le président annonce devant le Congrès des États-Unis le lancement du programme Apollo, qui doit amener des astronautes américains sur le sol lunaire « avant la fin de la décennie ». La proposition du président reçoit un soutien enthousiaste des élus de tous les horizons politiques ainsi que de l'opinion publique, traumatisés par les succès de l'astronautique soviétique. Le nouveau programme est baptisé Apollo, nom choisi par Abe Silverstein, à l'époque directeur des vols spatiaux habités. Les fonds alloués à la NASA vont passer de 500 millions de dollars, en 1960, à 5,2 milliards de dollars en 1965, date à laquelle son budget atteint son plus haut niveau.

### Choix du scénario des missions lunaires et sélection de la fusée Saturn V
Dès 1959, au sein de l'agence spatiale américaine, des études sont lancées dans une perspective à long terme sur la manière de poser un engin habité sur la Lune. Trois scénarios principaux se dégagent :
- l'envoi direct d'un vaisseau sur la Lune (« Direct Ascent ») : un lanceur beaucoup plus puissant que la Saturn V, la fusée Nova, lance un vaisseau capable à la fois d'atterrir sur la Lune puis de revenir sur Terre ;
- le rendez-vous orbital autour de la Terre (EOR pour « Earth-Orbit Rendez-vous ») : pour limiter les risques et le coût de développement de la fusée Nova, les composants du vaisseau sont envoyés en orbite terrestre par deux ou plusieurs fusées moins puissantes. Ces différents éléments sont assemblés en orbite, en utilisant éventuellement une station spatiale comme base arrière. Le déroulement du vol du vaisseau, par la suite, est similaire à celui du premier scénario ;
- le rendez-vous en orbite lunaire (LOR pour « Lunar Orbital Rendez-vous ») : une seule fusée est requise, mais le vaisseau spatial comporte deux sous-ensembles qui se séparent une fois que l'orbite lunaire est atteinte. Un module dit « lunaire » se pose sur la Lune avec deux des trois astronautes et en décolle pour ramener les astronautes jusqu'au module dit « de commande », resté en orbite autour de la Lune, qui prend en charge le retour des astronautes vers la Terre. Cette solution permet d'économiser du poids par rapport aux deux autres scénarios (beaucoup moins de combustible est nécessaire pour faire atterrir puis décoller les hommes sur la Lune), et permet de concevoir un vaisseau destiné à sa mission proprement lunaire. En outre, la fusée à développer est moins puissante que celle requise par le premier scénario.

Lorsque le président Kennedy donne à la NASA, en 1961, l'objectif de faire atterrir des hommes sur la Lune avant la fin de la décennie, l'évaluation de ces trois méthodes est encore peu avancée, bien que le choix effectué ait des répercussions importantes sur les caractéristiques du lanceur et des vaisseaux à lancer. L'agence spatiale manque d'éléments permettant de mesurer les avantages et les inconvénients de chacun de ces scénarios : elle n'a pas encore réalisé un seul véritable vol spatial habité (le premier vol orbital habité du Programme Mercury n'a lieu qu'en février 1962). L'agence spatiale peut difficilement évaluer l'ampleur des difficultés soulevées par les rendez-vous entre engins spatiaux et elle ne sait pas dans quelle mesure les astronautes pourront supporter des séjours de longue durée dans l'espace et à y travailler. Ses lanceurs ont essuyé jusque là une série d'échecs qui l'incite à la prudence dans ses choix techniques. Aussi, bien que la sélection du scénario d'une mission lunaire conditionne les caractéristiques des véhicules spatiaux et des lanceurs à développer, et que tout retard pris dans cette décision pèse sur l'échéance, la NASA va mettre plus d'un an, passé en études et en débats, avant de finalement choisir le troisième scénario. Au début de cette phase d'étude, la technique du rendez-vous en orbite lunaire (LOR) est la solution qui suscite le moins d'engouement, malgré les démonstrations détaillées de John C. Houbolt du centre de recherche Langley, son plus ardent défenseur. Aux yeux de beaucoup de spécialistes et responsables de la NASA, le rendez-vous entre module lunaire et module de commande autour de la lune paraît trop risqué. Les avantages du LOR, en particulier le gain sur la masse à placer en orbite, ne sont pas appréciés à leur juste mesure. Toutefois, au fur et à mesure que les autres scénarios sont approfondis, le LOR gagne en crédibilité. Au début de l'été 1962, les principaux responsables de la NASA se sont tous convertis au LOR, et le choix de ce scénario est finalement entériné le 7 novembre 1962. Le lanceur Saturn V joue un rôle central dans le scénario retenu et les études sur le lanceur Nova sont arrêtées. Dès juillet, onze sociétés aérospatiales américaines sont sollicitées pour la construction du module lunaire, sur la base d'un cahier des charges sommaire.

### Le développement de la fusée Saturn V

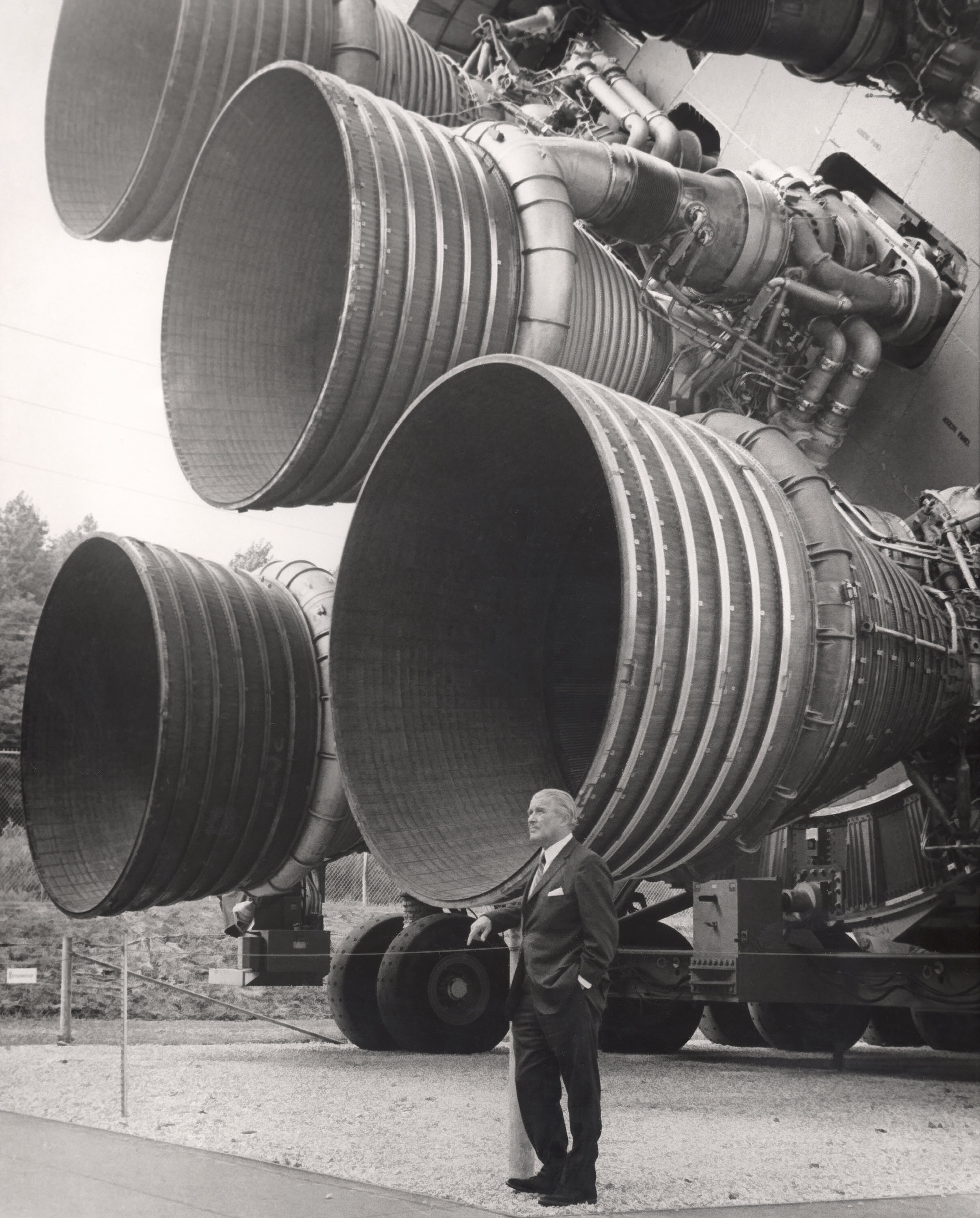
Les moteurs F-1 du premier étage S-C dominent le « père » de la fusée Saturn V, Wernher von Braun.

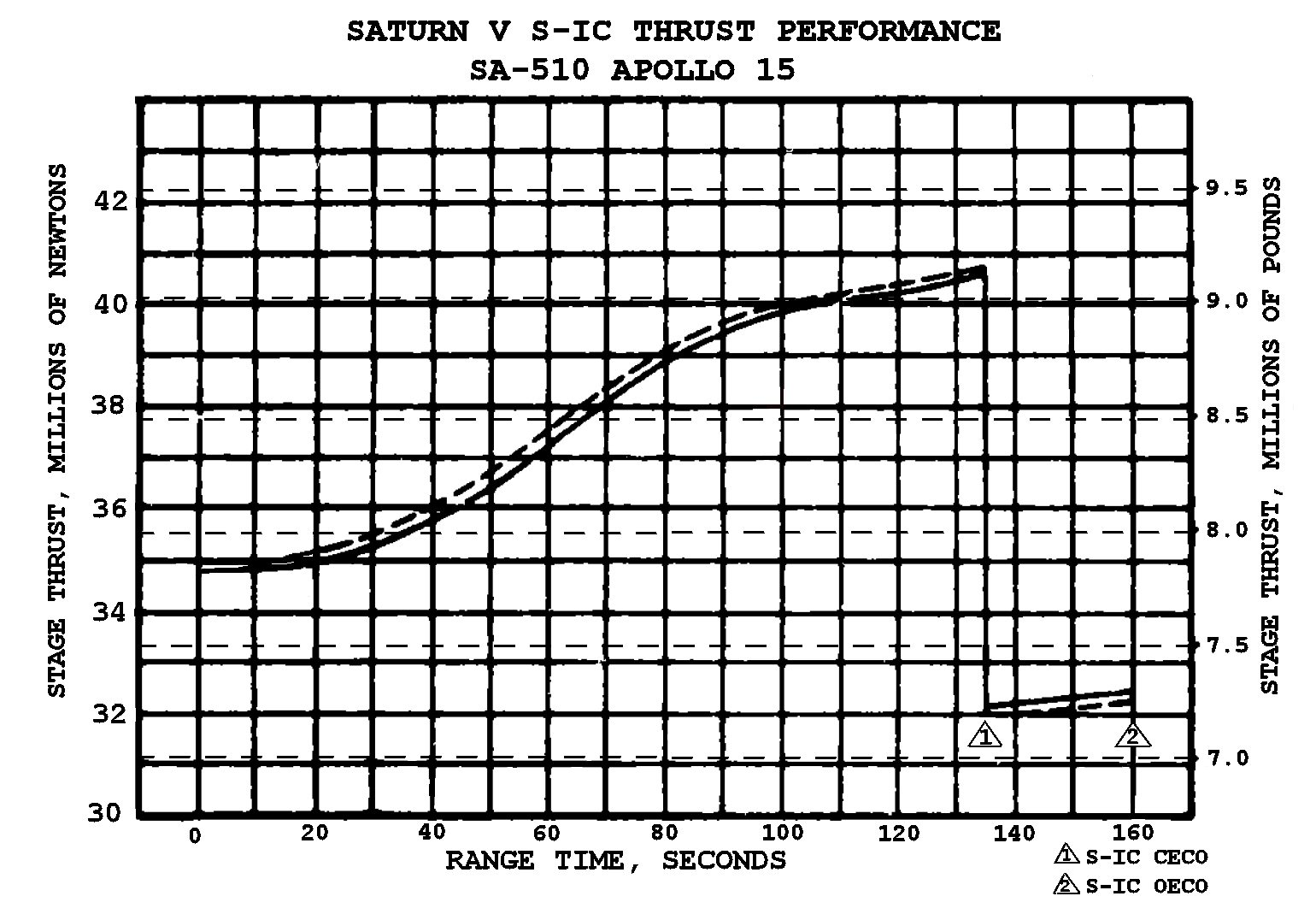
Courbe d'évolution de la poussée du premier étage de Saturn pendant le lancement d'Apollo 15.

Le développement du lanceur Saturn V constitue un défi sans précédent sur les plans technique et organisationnel : il faut mettre au point un lanceur spatial dont le gigantisme pose des problèmes jamais rencontrés jusque-là, ainsi que deux nouveaux moteurs-fusées innovants aussi bien par leur puissance (F-1) que par leur technologie (J-2), des vaisseaux spatiaux d'une grande complexité. Ces développements doivent être réalisés avec une exigence de fiabilité élevée (probabilité de perte de l'équipage inférieure à 0,1 %), tout en respectant un calendrier très tendu (8 ans entre le démarrage du programme Apollo et la date butoir fixée par le président Kennedy pour le premier atterrissage sur la Lune d'une mission habitée). Le programme connaît de nombreux déboires durant la phase de développement, qui sont tous résolus grâce à la mise à disposition de ressources financières exceptionnelles, avec un point culminant en 1966 (5,5 % du budget fédéral alloué à la NASA), mais également grâce à une mobilisation des acteurs à tous les niveaux et la mise au point de méthodes organisationnelles (planification, gestion de crises, gestion de projet) qui ont fait école par la suite dans le monde de l'entreprise.
La mise au point du moteur F-1, d'architecture conventionnelle mais d'une puissance exceptionnelle (2,5 tonnes d'ergols brûlés par seconde), est très longue à cause de problèmes d'instabilité au niveau de la chambre de combustion, qui ne sont résolus qu'en combinant études empiriques (comme l'utilisation de petites charges explosives dans la chambre de combustion) et travaux de recherche fondamentale. Le deuxième étage de la fusée Saturn V, qui constitue dès ses spécifications un tour de force technique du fait de la taille de son réservoir d'hydrogène, a beaucoup de mal à faire face à la cure d'amaigrissement imposée par l'augmentation de la charge utile du lanceur au fur et à mesure de son développement.
Les essais ont une importance considérable dans le cadre du programme puisqu'ils représentent près de 50 % de la charge de travail totale. Grâce aux avancées de l'informatique, la séquence des essais et l'enregistrement des mesures de centaines de paramètres (jusqu'à 1 000 pour un étage de la fusée Saturn V) se déroulent pour la première fois de manière automatique. Ceci permet aux ingénieurs de se concentrer sur l'interprétation des résultats et réduit la durée des phases de qualification. Chaque étage de la fusée Saturn V subit ainsi quatre séquences d'essai : un essai sur le site du constructeur, deux sur le site du MSFC, avec et sans mise à feu avec des séquences d'essais par sous-système puis répétition du compte à rebours et enfin un test d'intégration au centre spatial Kennedy une fois la fusée assemblée.
Les responsables du programme spatial américain, qui sont confrontés depuis le début de l'ère spatiale à des problèmes de mise au point de leurs lanceurs qui se traduisent par des échecs fréquents au lancement, ont pris l'habitude de tester de manière progressive les nouvelles fusées avant de les considérer comme opérationnelles. Wernher von Braun et ses ingénieurs comptent appliquer la même méthode pour la mise au point de la fusée Saturn V : les premiers lancements utiliseront des étages supérieurs inertes et le premier vol avec équipage sera précédé par six tests. Mais George Mueller, responsable du programme spatial habité à la direction de la NASA, a calculé que cette méthode ne permettait pas de respecter l'échéance fixée et se traduisait par des coûts incompatibles avec le budget disponible. Dans son emploi précédent, Mueller a participé à la mise au point des missiles balistiques intercontinentaux Titan et Minuteman qui pour la première fois appliquent le concept du all-up. Celui-ci consiste à tester dès le premier vol d'une fusée l'ensemble de ses composants dans leur configuration définitive. En novembre 1963, Mueller transmet aux responsables des établissements de la NASA un nouveau cadencement du programme Apollo reposant sur la mise en œuvre de la méthode du all-up. La fusée Saturn V doit dès son premier vol utiliser l'ensemble de ses étages ainsi qu'un vaisseau Apollo opérationnel. Un équipage est embarqué dès le troisième vol. Dans les centres concernés et particulièrement à Marshall, les ingénieurs et techniciens sont initialement complètement opposés à cette méthode compte tenu des difficultés rencontrées dans la mise au point de plusieurs composants essentiels, qui, disent-ils, imposent une démarche plus progressive. Mais von Braun, bien que réticent initialement, se range à cette décision qui est mise en œuvre par la suite et contribuera finalement au succès du programme.

### Choix du site et du processus d'assemblage final et de lancement
Le problème soulevé par le lancement d'une fusée géante est étudié par l'agence spatiale américaine dès 1958. Le décollage de celle-ci se traduit par un niveau sonore très élevé et un risque d'explosion aux conséquences cataclysmiques qui imposent d'éloigner les installations de lancement des zones habitées. Des solutions originales sont proposées comme l'implantation du pas de tir sur un derrick à bonne distance des côtes ou sur une île artificielle. Mais une étude effectuée au printemps 1961 conclut que la taille du lanceur n'impose pas un lancement offshore. Le concept de plateforme de lancement mobile est mis au point pour la fusée Saturn V. Les lanceurs sont à l'époque assemblés sur le pas de tir ce qui immobilise celui-ci sur une période de deux mois. La direction des lancements de la NASA (LOD Launch Operations Directorate) propose d'assembler la fusée dans un bâtiment dédié puis de l'amener sur le pas de tir pour une dernière vérification avant le lancement. Ce scénario, combiné avec l'automatisation des tests, permet de limiter la durée d'immobilisation du pas de tir à 10 jours et de protéger le lanceur des intempéries et des embruns salés durant une grande partie des préparatifs. Une étude est effectuée en avril 1961 pour comparer les deux méthodes d'assemblage avec l'option d'un transfert de la fusée à l'horizontale ou à la verticale. Elle met en évidence que le surcoût des installations et équipements nécessaires pour un assemblage à distance du pas de tir est largement amorti lorsque la fréquence des lancements est élevée (48 tirs par an).
En juillet 1961, différents lieux d'implantation pour la future base de lancement sont évalués. Outre Cape Canaveral en Floride, site déjà utilisé par la NASA, l'étude envisage une implantation à Hawaï, aux Bahamas, à White Sands, dans l'île Christmas, à Brownsville (Texas) et dans l'île de Cumberland (en Géorgie). Cape Canaveral, bien noté dans l'ensemble, présente toutefois deux inconvénients : il est sur la route des cyclones et il subit une crise aiguë du logement due à une forte croissance démographique alimentée par l'activité spatiale en plein essor dans cette zone. Finalement, le 24 août, la NASA décide d'acquérir 324 km2 de terrain, presque entièrement situé sur l'île Meritt au nord de la base de lancement de Cap Canaveral appartenant à l'Armée de l'Air américaine. La construction de la nouvelle base de lancement, baptisée Centre spatial Kennedy (KSC) et d'où partiront toutes les missions habitées du programme Apollo excepté Apollo 7, est confiée au Corps du génie de l'armée de terre des États-Unis et débute en 1963.
Les modalités de transport de la fusée Saturn V entre le bâtiment d'assemblage et le pas de tir sont longuement étudiées. Le transport par péniche ou par rail, envisagé initialement, s'avère beaucoup plus coûteux ou compliqué que prévu. Un mode de transport terrestre de la plateforme mobile est finalement retenu mi-juin 1962. Il existe dans les mines à ciel ouvert des engins aux capacités proches du véhicule qui pourrait transporter la plateforme de lancement avec le lanceur. L'engin chenillé retenu pourra se déplacer à une vitesse de 1,6 km/h avec un rayon de braquage de 152 mètres. Le coût de la construction d'une voie capable de supporter les milliers de tonnes de l'ensemble est compris entre 0,5 et 1,2 million US$.

### Nouveaux établissements et nouvelles installations de la NASA
Pour développer et tester, la NASA crée de nouvelles installations adaptées à la dimension du projet :
- Le centre de vol spatial Marshall (George C. Marshall Space Flight Center ou MSFC), situé près de Huntsville dans l'Alabama, transféré en 1960 à la NASA et dirigé par Von Braun, joua un rôle central dans le développement de la fusée, dont il assura la conception et la qualification. On y trouvait des bancs d'essais, des bureaux d'étude et des installations d'assemblage. Les premiers exemplaires de la fusée Saturn I y furent construits, avant que le reste de la production soit confié à l'industrie. Il emploiera jusqu'à 20 000 personnes[18],[19].
- En 1961, le centre spatial John C. Stennis fut édifié dans l'État du Mississippi. Le nouveau centre dispose de bancs d'essais, utilisés pour tester les moteurs-fusées développés pour le programme[9].
- Le Langley Research Center (1914), situé à Hampton (Virginie) abritait de nombreuses souffleries. Il servit jusqu'en 1963 de siège au MSC et continua, par la suite, à abriter certains simulateurs du programme.

Installations
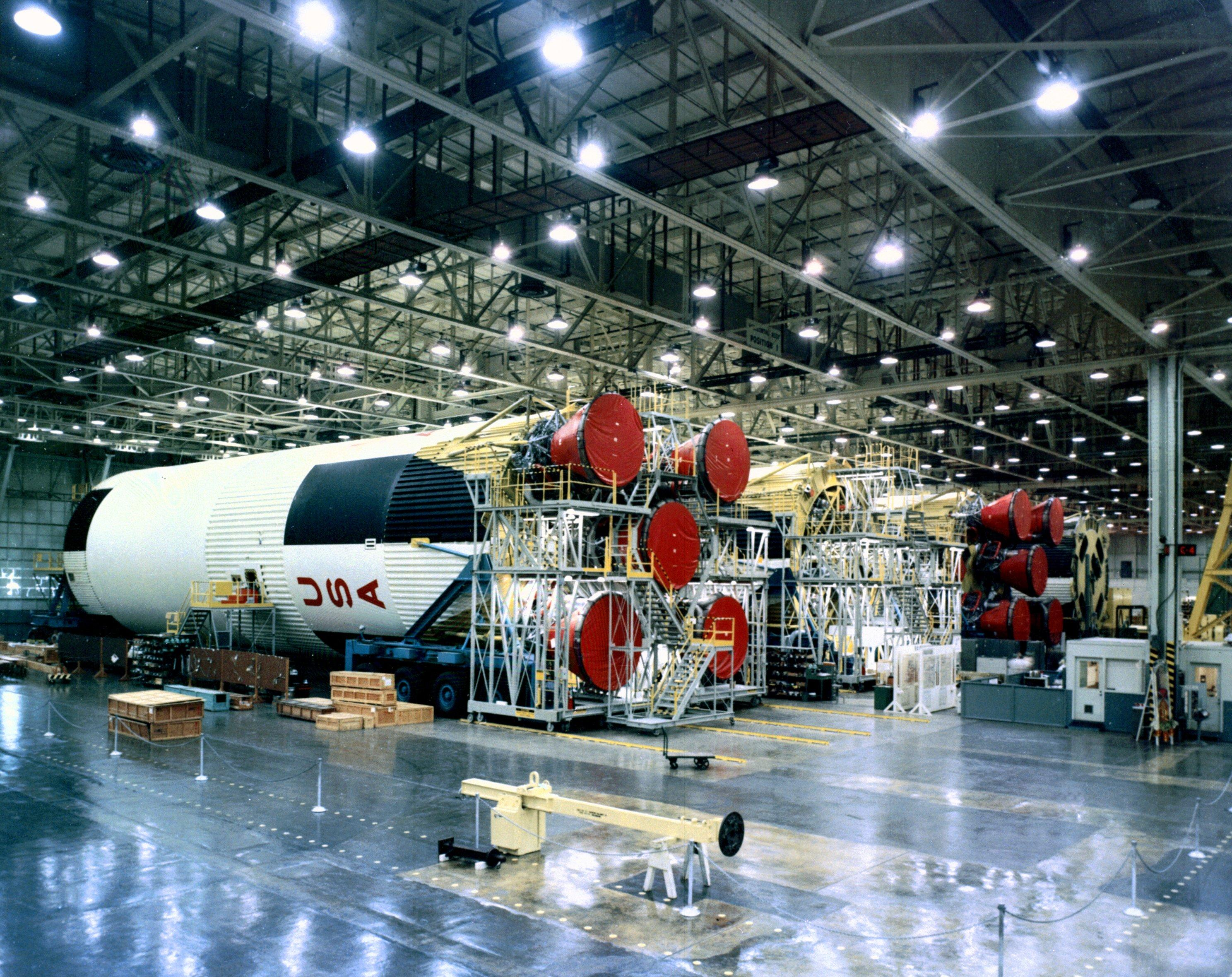
Premier étage de la fusée Saturn V, en cours d'assemblage dans l'usine de Michoud.
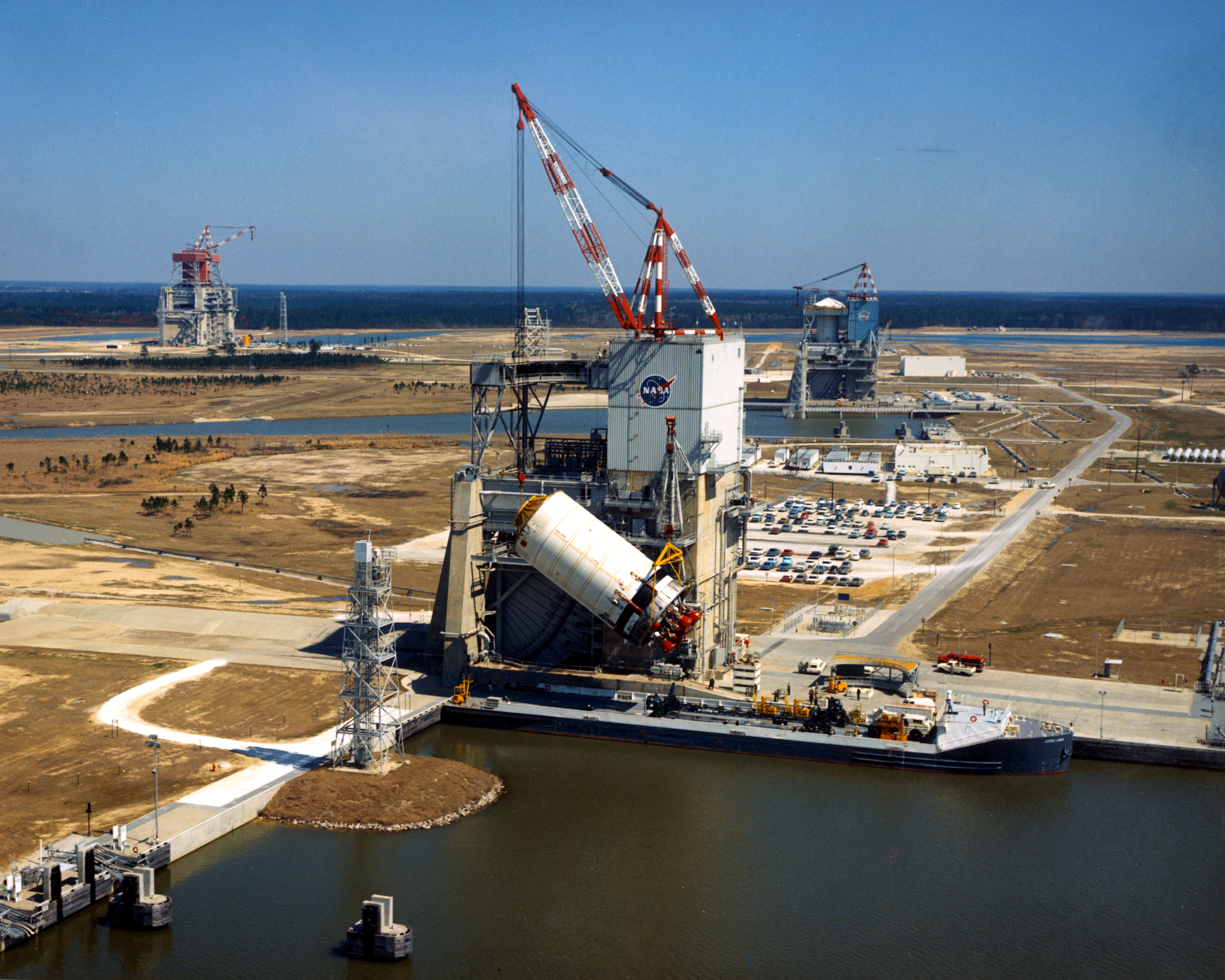
Bancs d'essais des étages S1 et S2, au Stennis Space Center (1967).
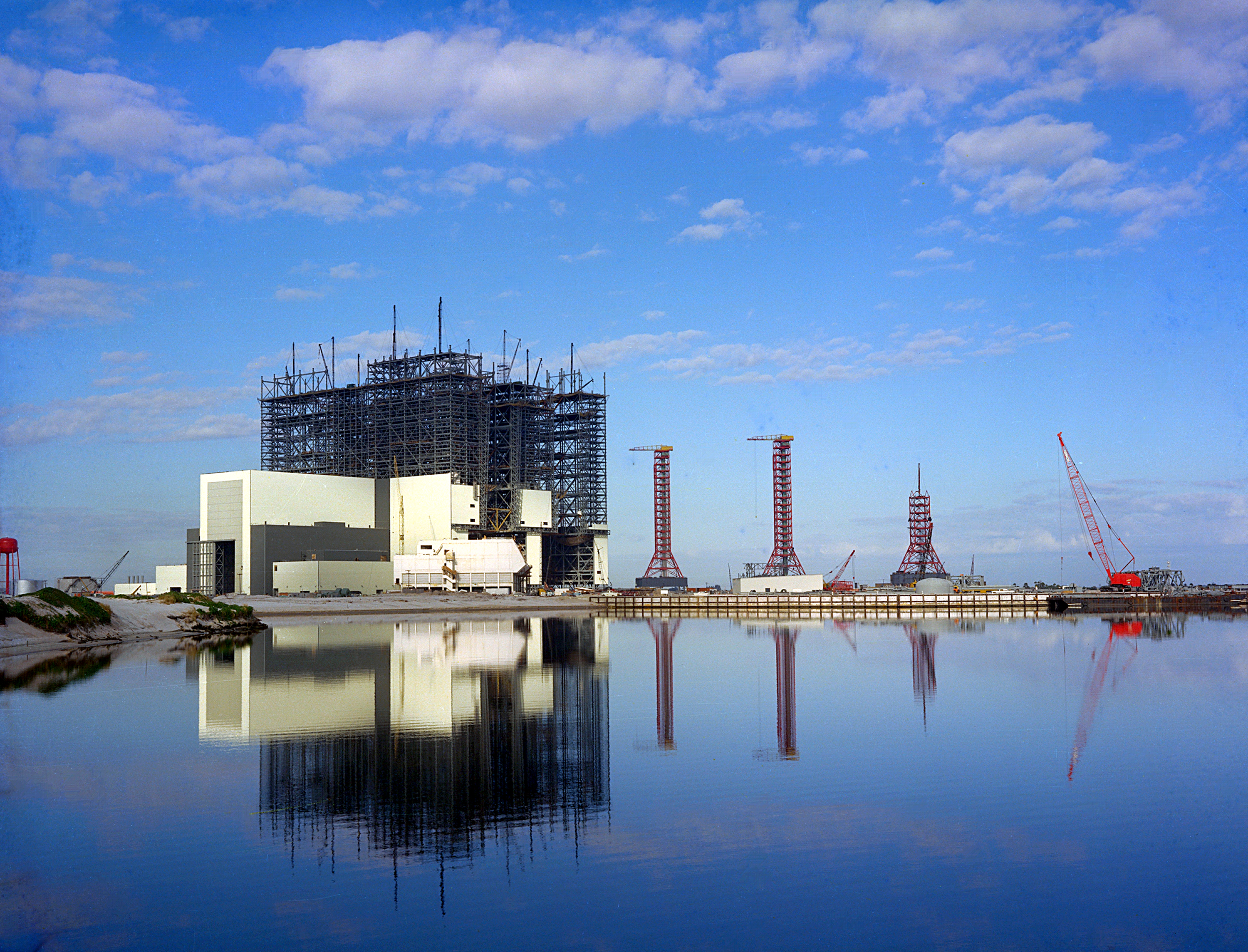
Construction du bâtiment d'assemblage du lanceur (VAB) au centre spatial Kennedy (1965).

### Vie opérationnelle
La fusée Saturn V après deux vols sans équipage destinés à tester son fonctionnement et trois vols destinés à tester les vaisseaux et les manœuvres, a été utilisée à sept reprises pour remplir l'objectif du programme Apollo c'est-à-dire le transport d'un équipage d'astronautes jusqu'à la surface de la Lune. Les trois derniers vols (Apollo 15 à Apollo 17) sont effectués avec une version du lanceur optimisée qui permet de lancer environ 2,2 tonnes de plus vers la Lune réparties à peu près à parts égales entre le vaisseau Apollo et le module lunaire Apollo. Cette version permet aux astronautes de prolonger leur séjour sur la Lune et de disposer d'un véhicule motorisé à la surface de celle-ci (le rover lunaire Apollo). Le gain en charge utile est obtenu principalement en optimisant le fonctionnement du premier étage de la fusée : les moteurs F1 fonctionnent désormais jusqu'à épuisement de l'oxygène (moteurs situés à périphérie) ou ont une durée de fonctionnement prolongée (moteur central), le nombre de rétrofusées assistant la séparation de l'étage passe de huit à quatre,.
Les missions Apollo 6 et Apollo 13 ont connu des pannes moteurs, mais les ordinateurs de bord ont été capables de compenser celles-ci en faisant fonctionner les autres moteurs restants plus longtemps. Tous les lancements effectués avec la fusée Saturn V remplissent leurs objectifs en plaçant leur charge utile sur l'orbite ou la trajectoire souhaitée.

### La fin prématurée du lanceur Saturn V
La NASA se préoccupe dès 1963 de la suite à donner au programme Apollo et donc de son lanceur super lourd Saturn V. En 1965, l'agence crée une structure affectée aux missions postérieures à celles déjà planifiées regroupées sous l'appellation Apollo Applications Program (AAP). La NASA propose plusieurs types de mission dont le lancement en orbite d'une station spatiale, des séjours prolongés sur la Lune mettant en œuvre plusieurs nouveaux modules dérivés du module lunaire, une mission habitée vers Mars, le survol de Vénus par une mission habitée, etc. Mais les objectifs scientifiques trop vagues ne réussissent pas à convaincre le Congrès américain beaucoup moins motivé par les programmes spatiaux « post-Apollo ». Par ailleurs, les priorités des États-Unis ont changé : les dispositifs sociaux mis en place par le président Lyndon Johnson dans le cadre de sa guerre contre la pauvreté (Medicare et Medicaid) et surtout un conflit vietnamien qui s'envenime prélèvent une part croissante du budget. Ce dernier ne consacre aucun fonds à l'AAP pour les années 1966 et 1967. Les budgets votés par la suite ne permettront de financer que le lancement de la station spatiale Skylab réalisée en utilisant un troisième étage de la fusée Saturn V.
En 1970, le programme Apollo lui-même est touché par les réductions budgétaires : la dernière mission planifiée (Apollo 20) est annulée tandis que les vols restants sont étalés jusqu'en 1974. La NASA doit se préparer à se séparer de 50 000 de ses employés et sous-traitants (sur 190 000) tandis que l'on annonce l'arrêt définitif de la fabrication de la fusée Saturn V qui ne survivra donc pas au programme. Un projet de mission habitée vers Mars (pour un coût compris entre trois et cinq fois celui du programme Apollo) proposé par un comité d'experts sollicité par le nouveau président républicain Richard Nixon ne reçoit aucun appui ni dans la communauté des scientifiques ni dans l'opinion publique et est rejeté par le Congrès sans débat,. Le 20 septembre 1970, le responsable de la NASA, démissionnaire, annonce que les contraintes budgétaires nécessitent de supprimer deux nouvelles missions Apollo 18 et Apollo 19,.
L'annulation des missions laisse trois fusées Saturn V inutilisées dont l'une permettra néanmoins de lancer la station spatiale Skylab. Les deux restantes sont aujourd'hui exposées au Johnson Space Center et au centre spatial Kennedy. La station spatiale Skylab est occupée successivement par trois équipages lancés par des fusées Saturn IB et utilisant des vaisseaux Apollo (1973). Une fusée Saturn IB fut utilisée pour le lancement de la mission Apollo-Soyouz qui emportait un vaisseau spatial Apollo (1975). Ce sera la dernière mission à utiliser du matériel développé dans le cadre du programme Apollo.

### Coût du programme Saturn V
Le programme Apollo dans son ensemble a coûté 288 milliards d'US$ (valeur 2019 corrigée de l'inflation). Sur ce montant 60 milliards d'US$ ont été dépensés pour développer le lanceur géant Saturn V, 39 milliards d'US$ pour concevoir le module de commande et de service Apollo et 23,4 milliards d'US$ pour développer le module lunaire Apollo. Le solde a été utilisé pour construire les infrastructures, fabriquer les différents éléments (lanceurs, vaisseaux) et la gestion des missions.

## Caractéristiques techniques
La Saturn V a été la fusée la plus grande de l'histoire spatiale de sa création jusqu'au 6 août 2021, date à laquelle le Starship, vaisseau spatial de la compagnie SpaceX du milliardaire Elon Musk a été assemblé fixant alors le record de la fusée la plus longue à 119 m.
Saturn V est haute de 110,6 mètres avec un diamètre de 10 mètres, une masse totale supérieure à 3 000 tonnes au décollage et une capacité de mise en orbite en LEO (Low Earth Orbit) de 140 tonnes. Sans ergols mais avec sa charge utile, sa masse à vide est de 209 tonnes, ce qui fait que 93% de sa masse au décollage est due à ses ergols (soit 2 829 tonnes d'ergols). Elle surpasse toutes les autres fusées ayant précédemment volé.
Saturn V est principalement conçue par le centre de vol spatial Marshall à Huntsville, en Alabama. De nombreux composants majeurs, comme la propulsion, ont été conçus par des sous-traitants. Les moteurs utilisés par ce lanceur étaient les nouveaux et puissants moteurs F-1 et moteurs J-2. Lorsqu'ils étaient testés, ces moteurs créaient des vibrations dans le sol qui pouvaient être ressenties à 80 kilomètres à la ronde. L'ensemble des stations sismographiques des États-Unis étaient capables de percevoir les vibrations lors du décollage d'une Saturn V. De plus, la fusée Saturn V serait la machine produite par l'Homme ayant généré le plus grand nombre de décibels.
Les concepteurs décidèrent très tôt d'utiliser pour Saturn V des technologies déjà testées sur le lanceur Saturn 1. Ainsi, le troisième étage S-IVB de Saturn V était basé sur le second étage S-IV de Saturn 1. De la même façon, les instruments qui contrôlent Saturn V partageaient certaines caractéristiques avec ceux de Saturn 1.

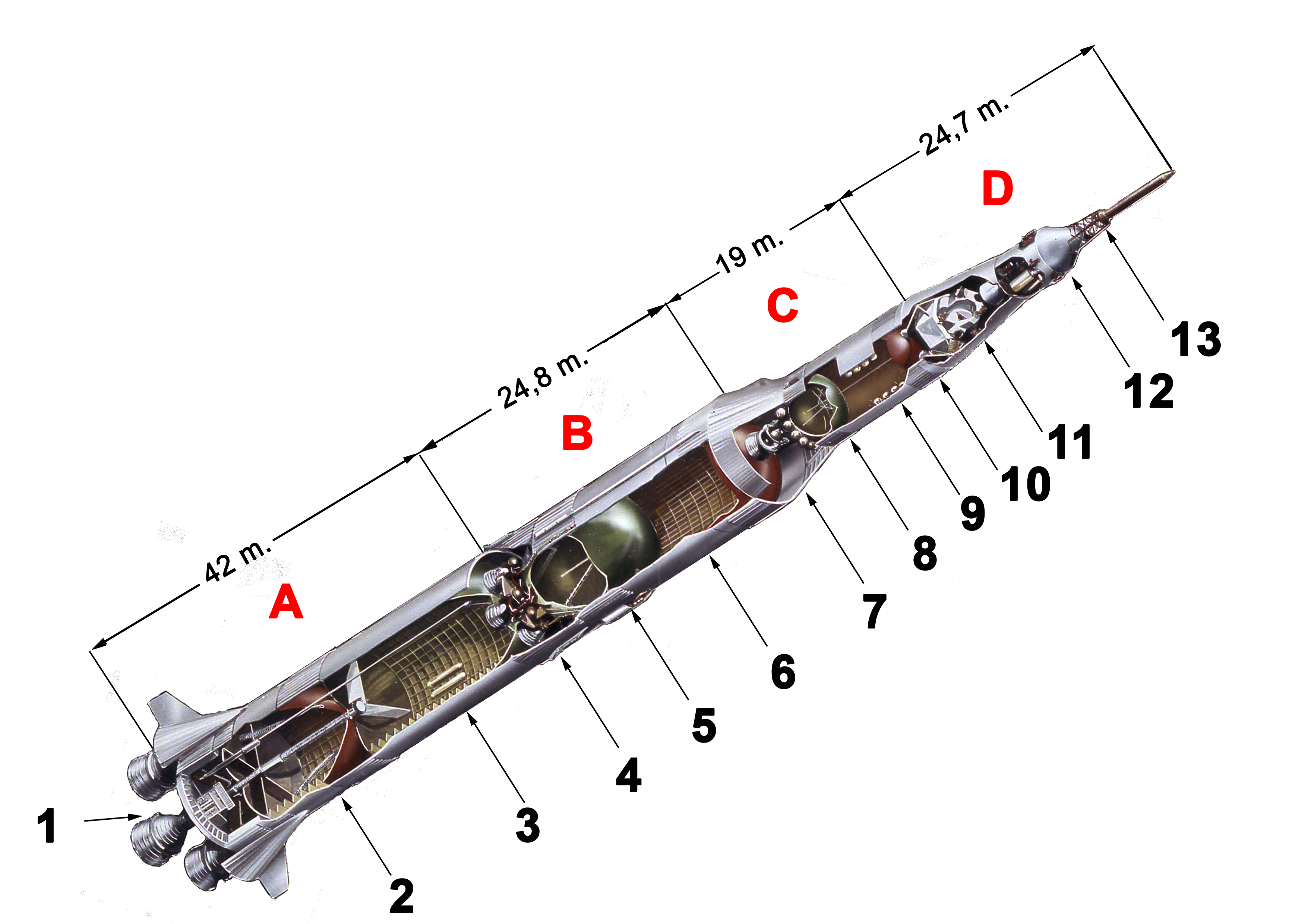
Vue en coupe de la fusée Saturn.
A : Premier étage - 1 : 5 moteurs F-1 - 2 : Réservoir de kérosène - 3 : Réservoir d'oxygène liquide - B : Deuxième étage - 4 : 5 moteurs J-2 - 5 : Réservoir d'oxygène liquide - 6 : Réservoir d'hydrogène liquide - C : Troisième étage - 7 : 1 moteur J-2 - 8 : Réservoir d'oxygène liquide - 9 : Réservoir d'hydrogène liquide - 10 : Case à équipements - D : Charge utile - 11 : Module lunaire - 12 : Vaisseau Apollo - 13 : Tour de sauvetage.

### Les étages du lanceur
Le lanceur Saturn V est composé de trois étages (le S-IC, le S-II et le S-IVB) et une case à équipements située à son sommet. Les trois étages utilisent de l'oxygène liquide (LOX) comme oxydant. Le premier étage utilise du kérosène (RP-1) comme réducteur tandis que les deuxième et troisième étages utilisent de l'hydrogène liquide. Les deux étages supérieurs sont équipés de petits moteurs à poudre dits de « tassement » qui ont pour rôle de plaquer les ergols liquides au fond des réservoirs après le largage de l'étage inférieur lorsque le lanceur n'avance plus que par inertie. Il s'agit de permettre un bon fonctionnement des pompes aspirantes lors de la mise à feu des moteurs-fusées de l'étage. Enfin des rétrofusées sont utilisées lors du largage d'un étage pour l'éloigner du lanceur.
| Caractéristique                       | 1er étage                          | 2e étage                     | 3e étage                     |
| Désignation                           | S-IC                               | S-II                         | S-IVB                        |
| ------------------------------------- | ---------------------------------- | ---------------------------- | ---------------------------- |
| Dimension (longueur × diamètre)       | 42 × 10 m                          | 24,8 × 10 m                  | 17,9 m × 6,6 m               |
| Masse avec ergols (mission Apollo 11) | 2 279 t                            | 481 t                        | 107 t                        |
| Masse à vide                          | 130,4 t                            | 36,5 t                       | 11,3 t                       |
| Poussée maximale (dans le vide)       | 33,4 MN                            | 5 MN                         | 1 MN                         |
| Impulsion spécifique (dans le vide)   |                                    |                              |                              |
| Durée de fonctionnement               | 150 s                              | 360 s                        | 136 + 335 s                  |
| Moteurs                               | 5 x F-1                            | 5 x J-2                      | J-2                          |
| ergols                                | Kérosène (RP-1) et oxygène liquide | Hydrogène et oxygène liquide | Hydrogène et oxygène liquide |

#### Le premier étage S-IC
L'étage S-IC était construit par la société Boeing au centre d'assemblage Michoud, à La Nouvelle-Orléans, où furent plus tard construits les réservoirs extérieurs de la navette spatiale américaine. La quasi-totalité de la masse de 2 000 tonnes au décollage du S-IC vient du RP-1 et de l'oxygène liquide qu'elle contient.
Cet étage faisait 42 mètres de haut et 10 mètres de diamètre, et fournissait une poussée de 3 500 tonnes propulsant la fusée pendant les 67 premiers kilomètres d'ascension.

Premier étage
Le premier étage en exposition au Kennedy Space Center.
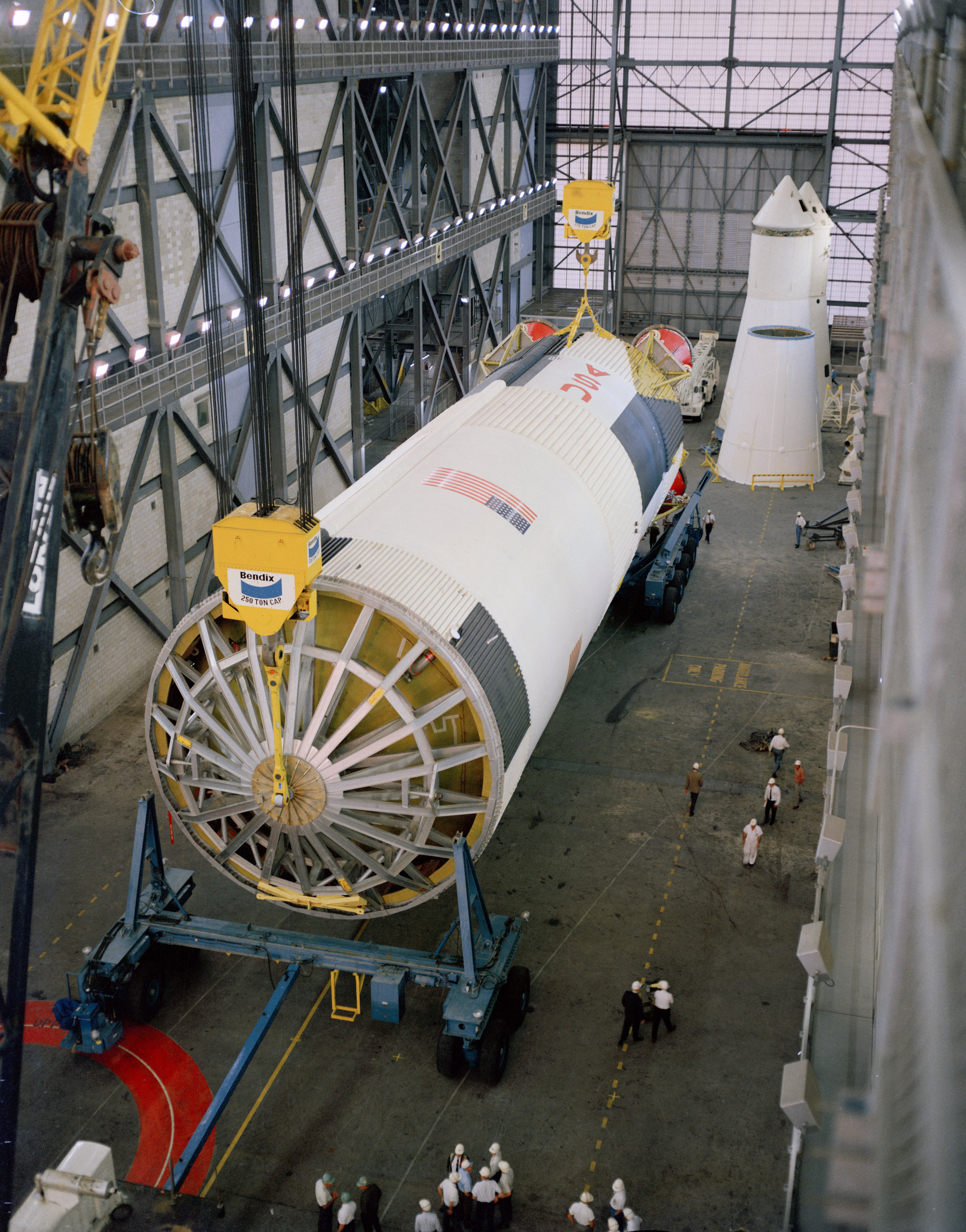
L'arrivée du premier étage pour l'expédition Apollo 10.
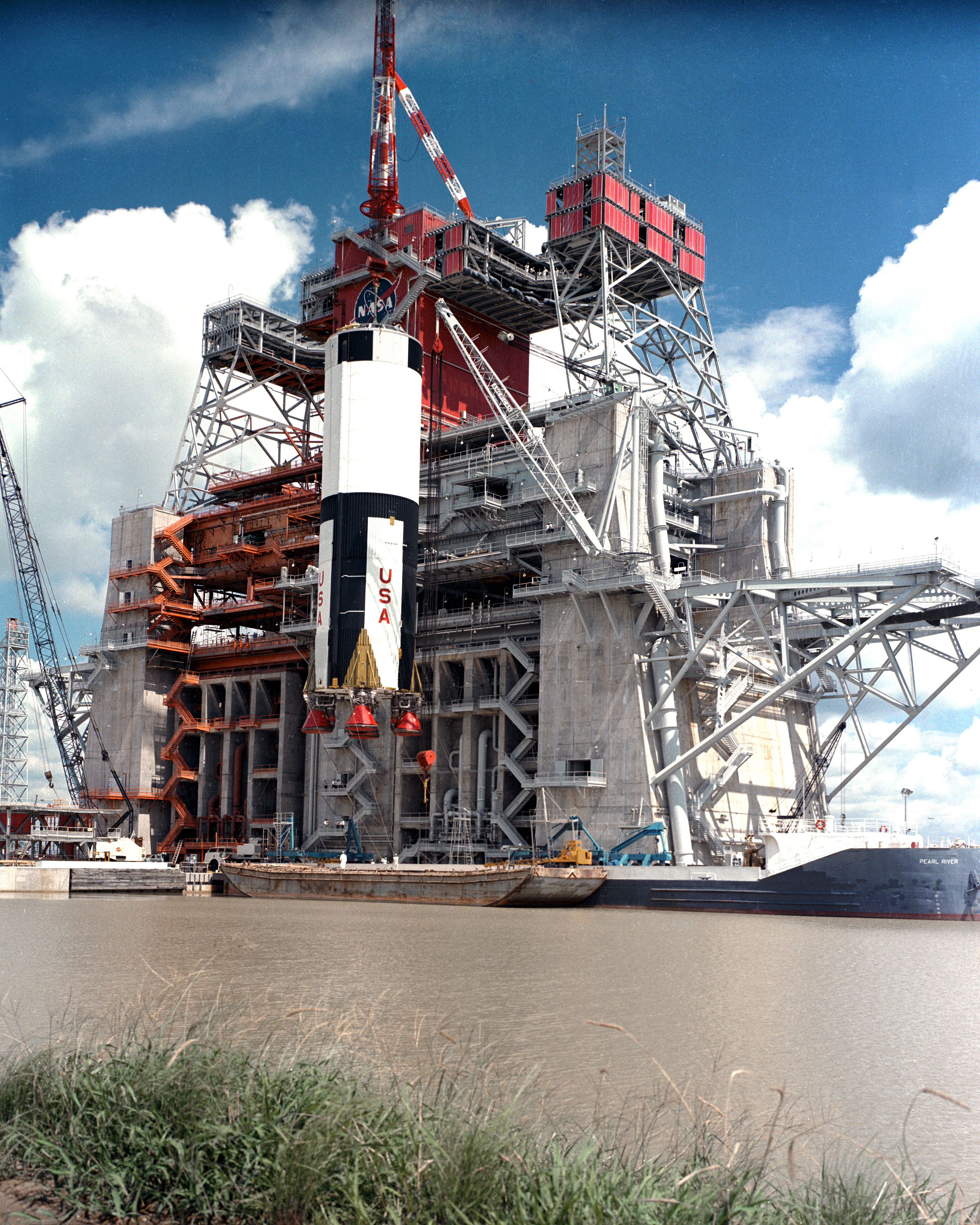
Test du premier étage.
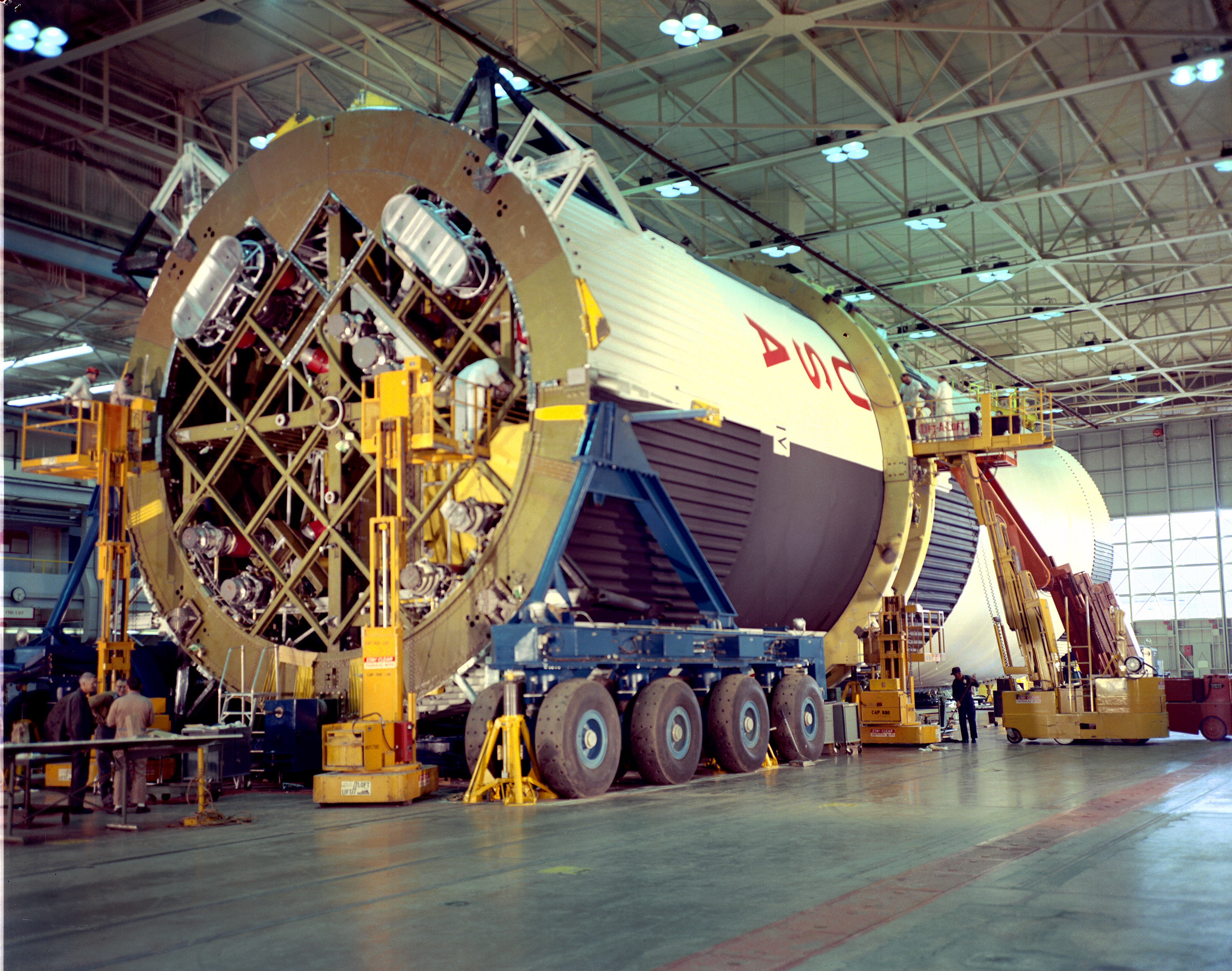
Le réservoir de carburant est accouplé au réservoir d'oxygène liquide.

#### Le second étage S-II
Le S-II était construit par North American Aviation à Seal Beach en Californie. Utilisant de l'oxygène et de l'hydrogène liquides, ses cinq moteurs J-2 présentaient une disposition similaire au S-IC. Le deuxième étage accélérait Saturn V à travers les hautes couches de l'atmosphère grâce à une poussée de 5 MN. Avec ses réservoirs remplis, 97 % de la masse de l'étage provenait des ergols.
Au lieu d'avoir une structure inter-réservoirs entre ses deux réservoirs d'ergols, comme sur le S-IC, le S-II avait une structure à cloison commune, le fond du réservoir LH2 étant le sommet du réservoir LOX. Cette cloison était constituée de deux feuilles d'aluminium séparées par une structure en nid d'abeilles en phénol. Elle devait assurer une isolation thermique entre les deux réservoirs, ces derniers ayant une différence de température de 70 °C. L'utilisation de réservoirs à cloison commune permit de réduire la masse de l'étage de 3,6 tonnes.

Second étage
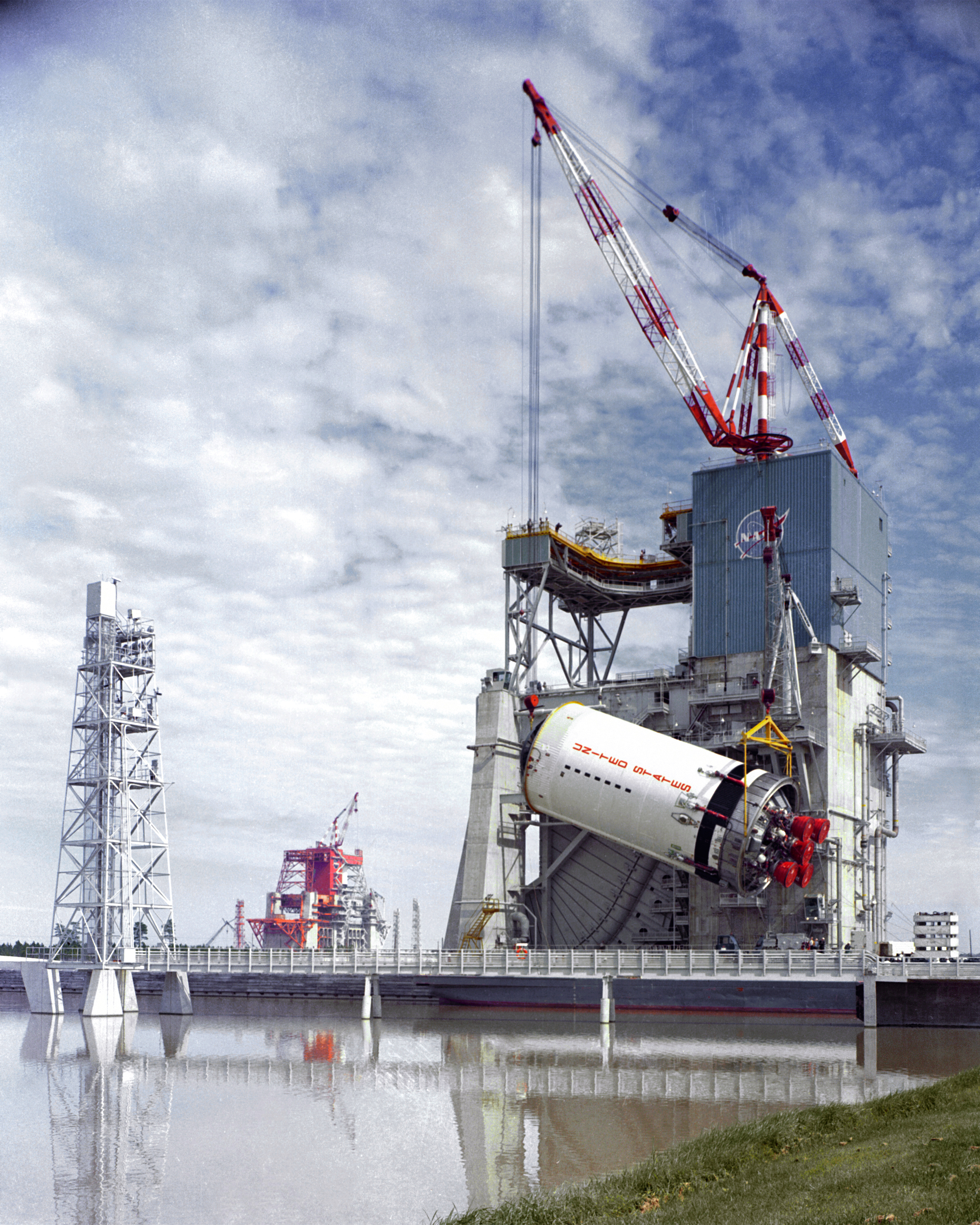
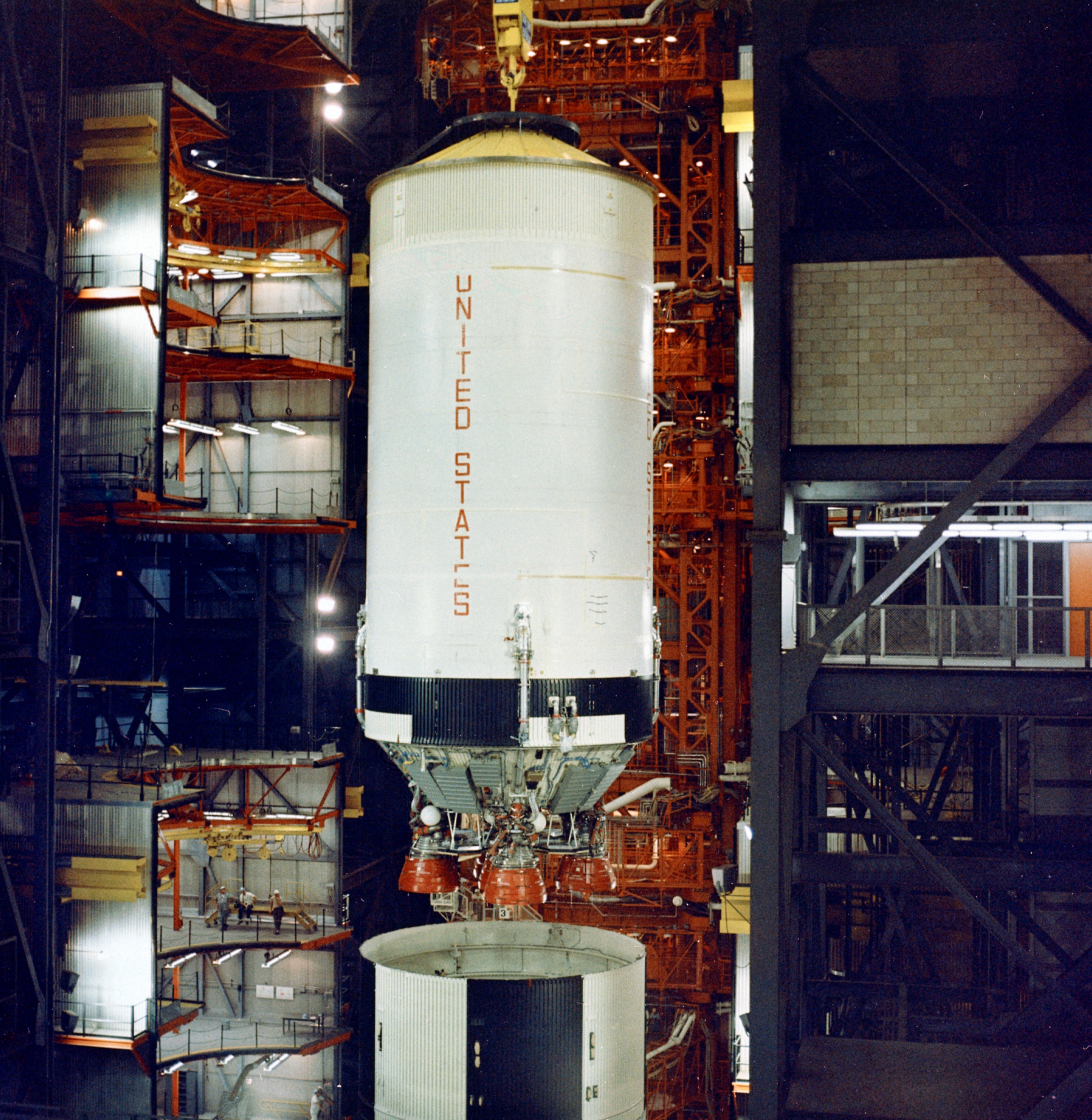
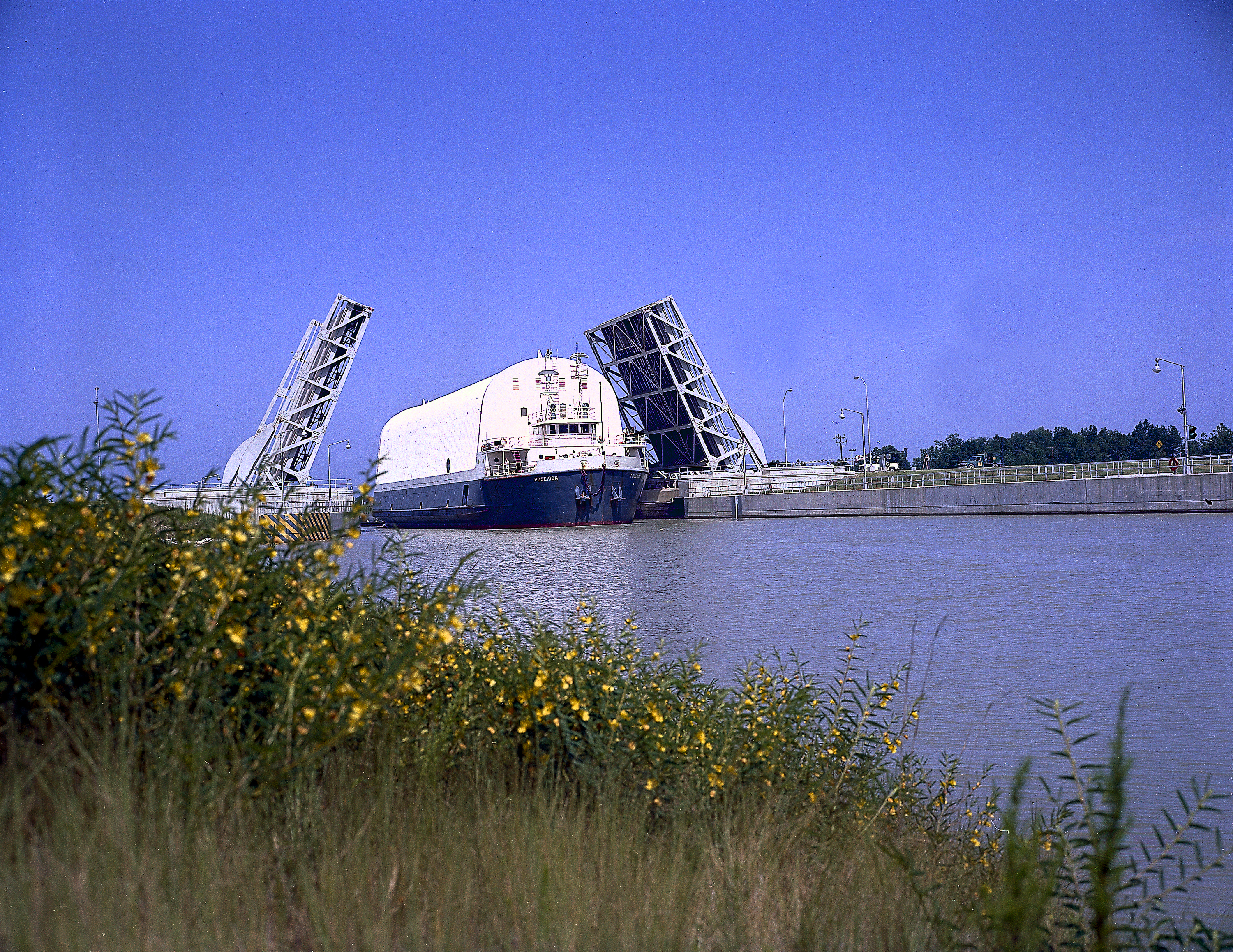
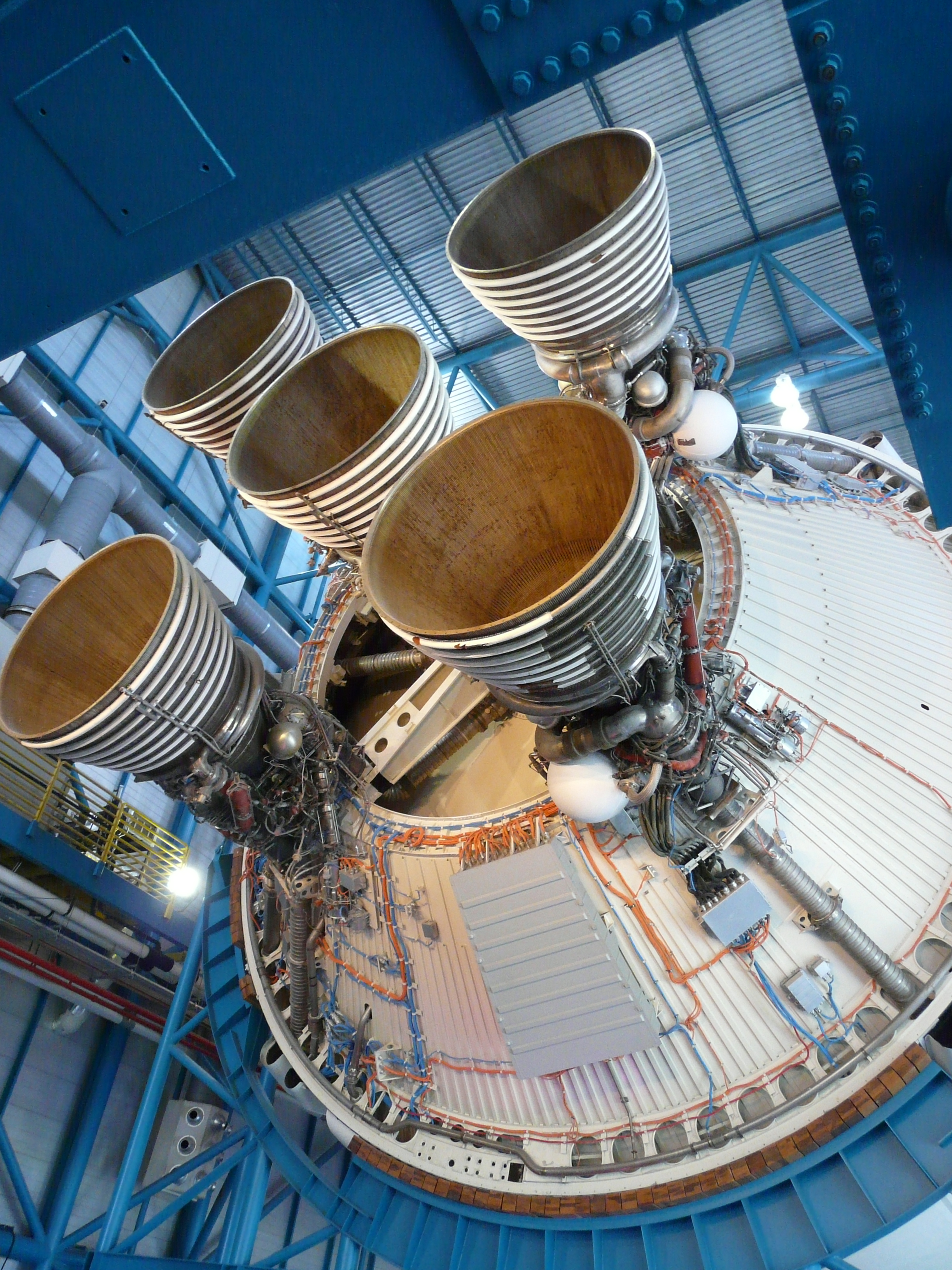
Les moteurs J-2 du second étage

#### Le troisième étage S-IVB
Le troisième étage du lanceur S-IVB est presque identique au second étage de la fusée Saturn IB mis à part l'adaptateur inter-étages. Il est fabriqué par la compagnie Douglas Aircraft dans son établissement de Huntington Beach en Californie. Le S-IVB est le seul étage de la fusée Saturn V suffisamment petit pour pouvoir être transporté par avion, en l'occurrence le super Guppy.
L'étage est propulsé par un unique moteur J-2 et utilise donc les mêmes ergols que le S-II. Le S-IVB dispose également comme celui-ci d'une structure à cloison commune pour séparer les réservoirs contenant les deux ergols. Cet étage est utilisé deux fois au cours d'une mission lunaire : d'abord pour la mise en orbite après l'extinction du deuxième étage puis quelques heures plus tard pour l'injection des vaisseaux lunaires sur la trajectoire devant les amener à proximité de la Lune (« Translunar injection » - TLI). Deux systèmes de propulsion auxiliaires à ergols liquides, montés sur la jupe arrière de l'étage, sont utilisés pour le contrôle d'attitude lorsque l'étage et les vaisseaux Apollo se trouvent sur leur orbite d'attente et durant l'injection des vaisseaux sur leur trajectoire lunaire. Ces deux systèmes auxiliaires sont également utilisés comme fusée de tassement pour qu'en absence de gravité, plaquer les ergols dans le fond des réservoirs avant l'allumage du moteur.

Troisième étage
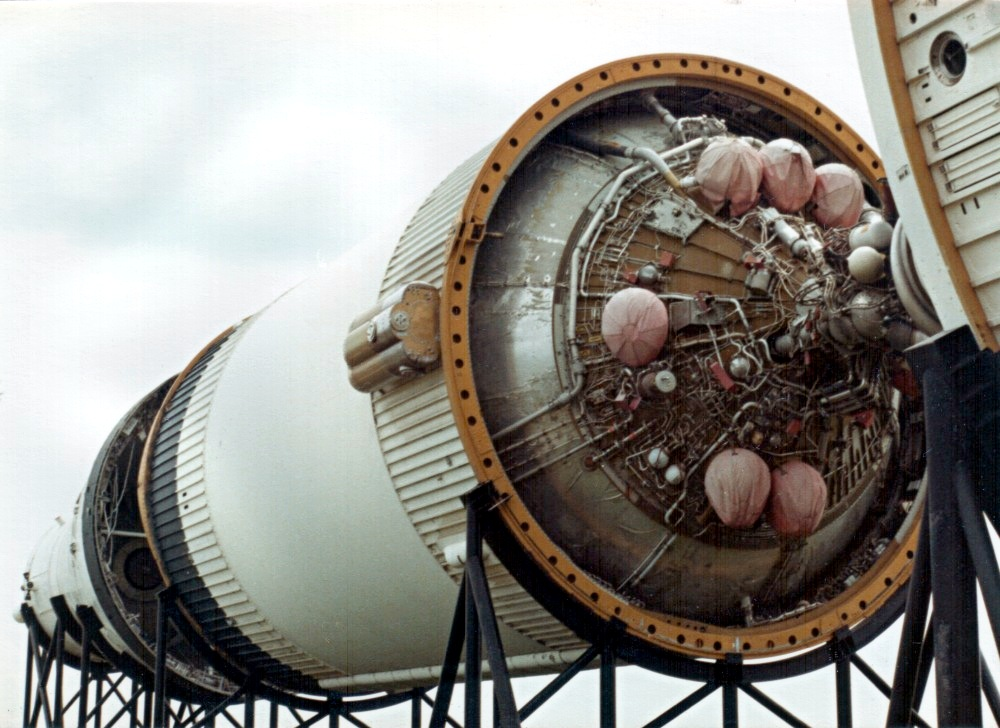
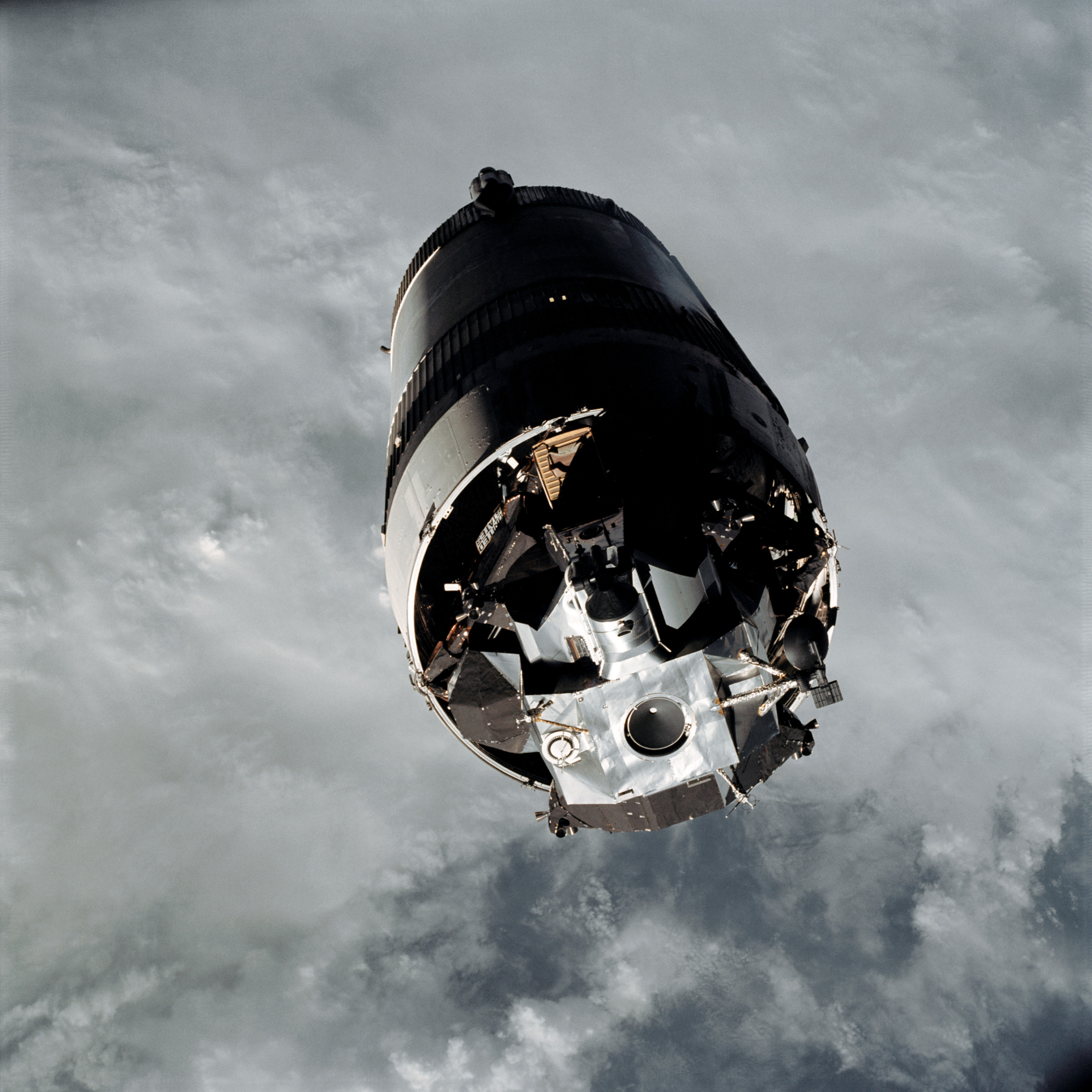
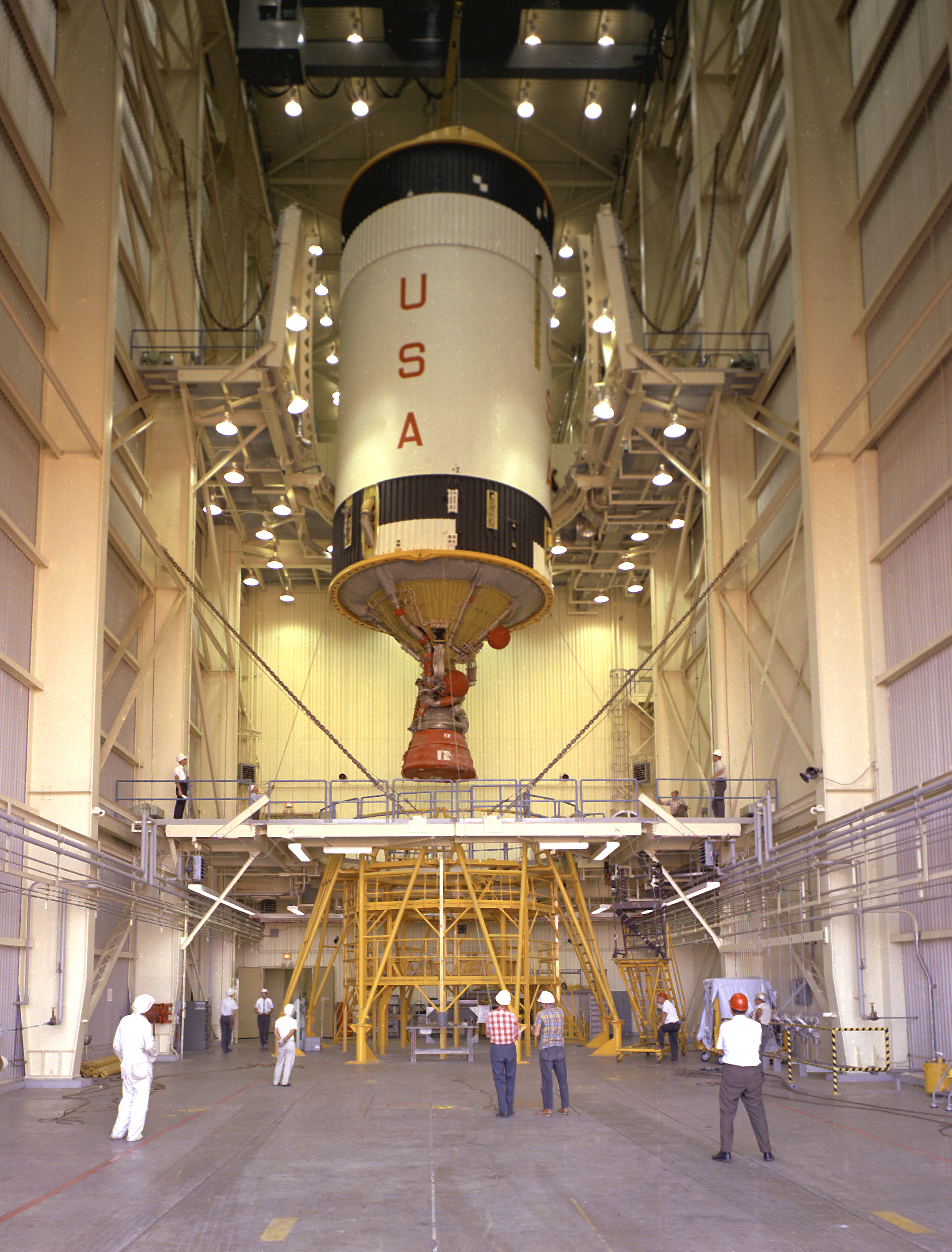

### Le moteur F-1
Le premier étage est propulsé par cinq moteurs F-1 disposés en croix. Le moteur central est fixe, tandis que les quatre extérieurs, assistés de vérins hydrauliques, peuvent pivoter pour orienter la fusée. Le F-1 était un moteur-fusée de très grande puissance conçu par Rocketdyne pour le lanceur. Les cinq moteurs F-1 utilisés sur Saturn V brûlent de l'oxygène liquide (LOX) et du kérosène (RP-1). Avec une poussée de 6,7 MN (680 tonnes), le F-1 est encore aujourd'hui considéré comme le moteur-fusée à ergols liquides et à chambre de combustion unique le plus puissant à avoir été mis en service. Le moteur russe RD-171 (1986) atteint une poussée supérieure (790 tonnes au sol) mais en utilisant 4 chambres de combustion distinctes.

Moteur F-1
Quatre moteurs F-1 montés sur leur structure de poussée
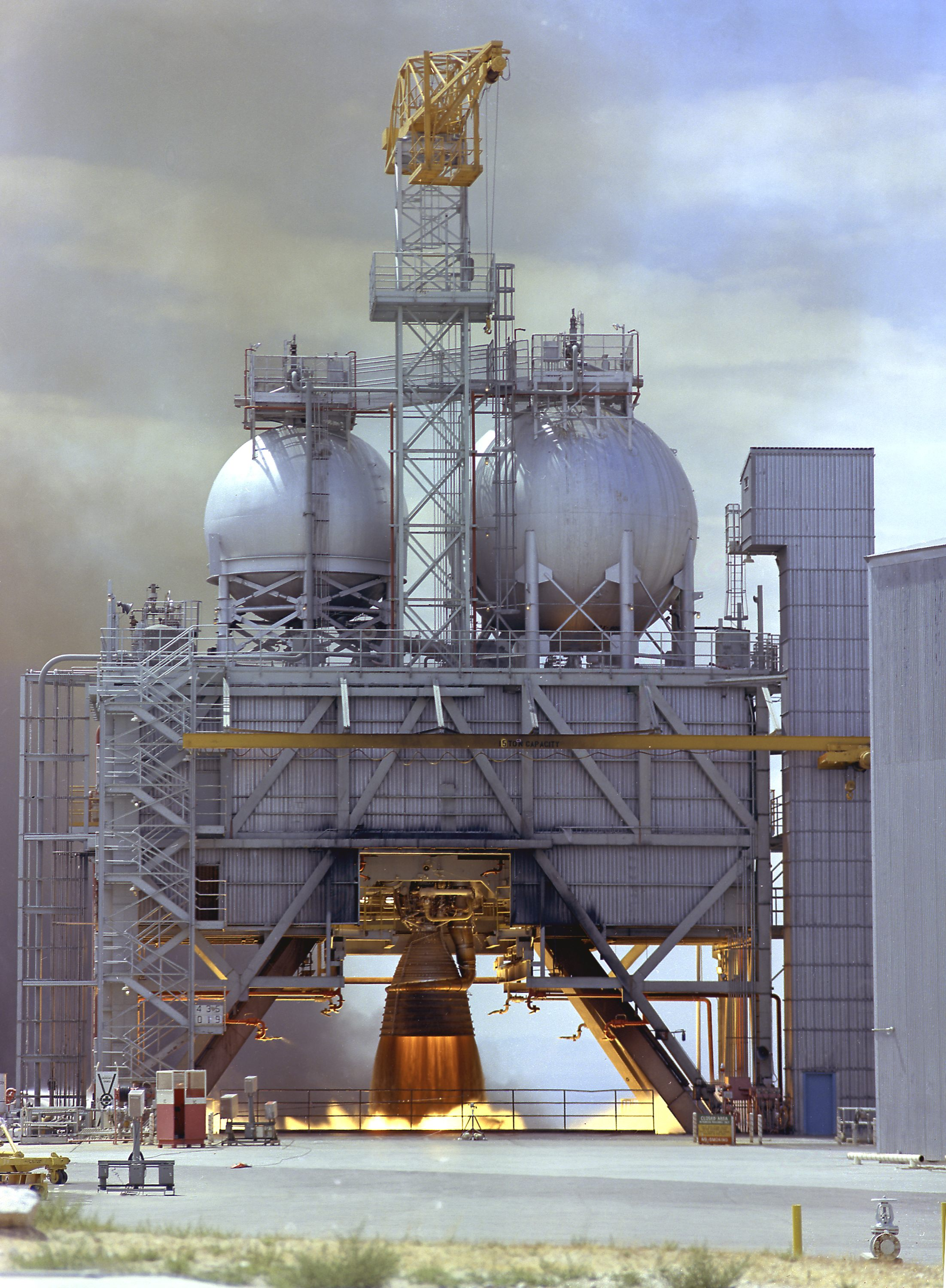
Test statique d'un moteur F-1
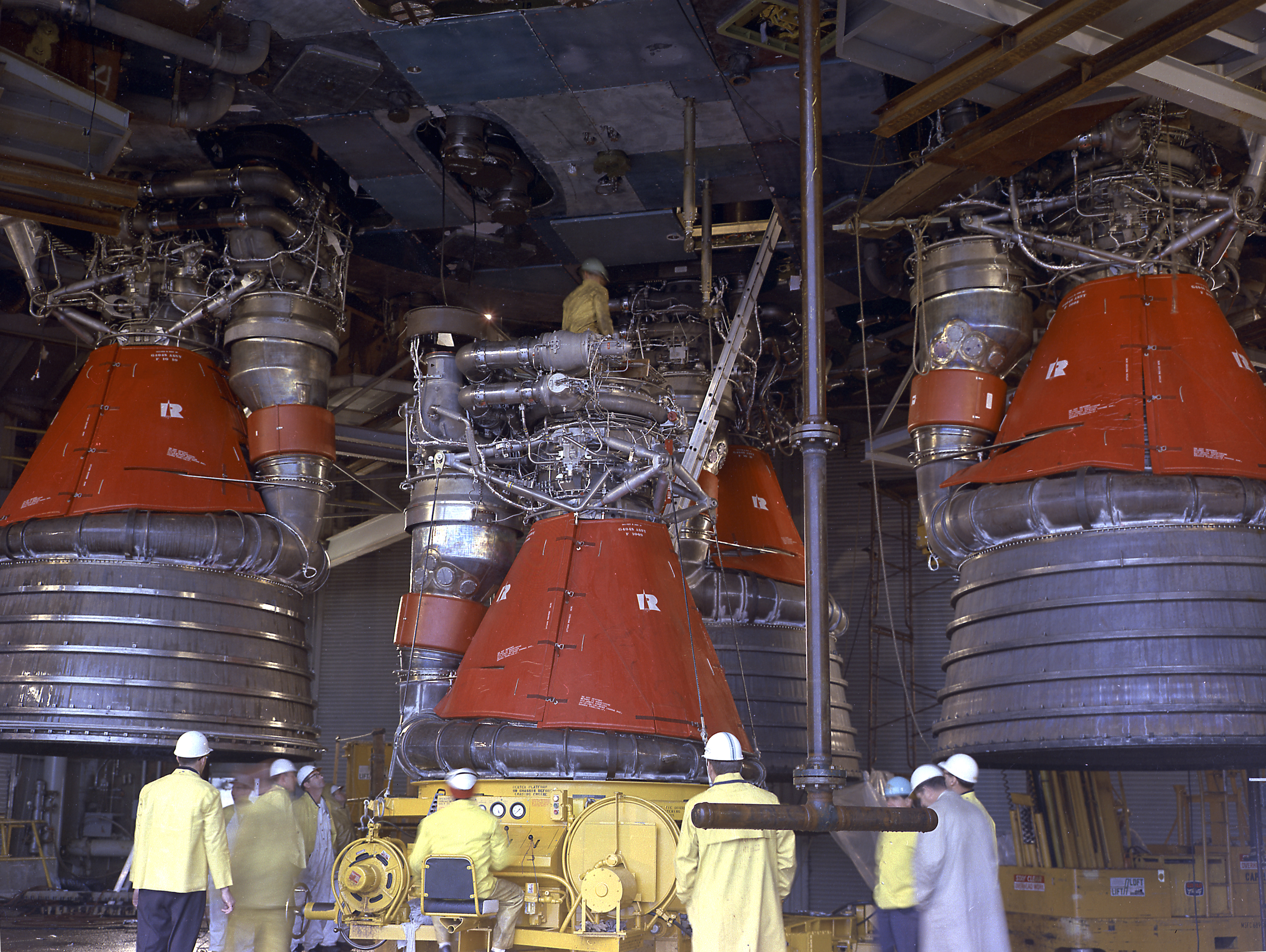
Installation des moteurs sur le premier étage pour un test statique de l'ensemble de l'étage

### Le moteur J-2
Le J-2 est un moteur-fusée fabriqué par la société américaine Rocketdyne qui propulse les deuxième et troisième étages de la fusée Saturn V qui sont en particulier chargés de la satellisation des vaisseaux Apollo autour de la terre puis de les lancer sur leur trajectoire en direction de la Lune. Le moteur utilise des ergols liquides (hydrogène et oxygène liquides). Ce couple d'ergols permet une vitesse d'éjection des gaz brûlés de 3 900 m/s et le moteur fournit une poussée dans le vide de 105,5 tonnes. Pour remplir sa mission, le moteur du troisième étage est ré-allumable en vol. Une version modifiée, appelée J-2X, devrait propulser le second étage du Space Launch System.

Moteur J-2
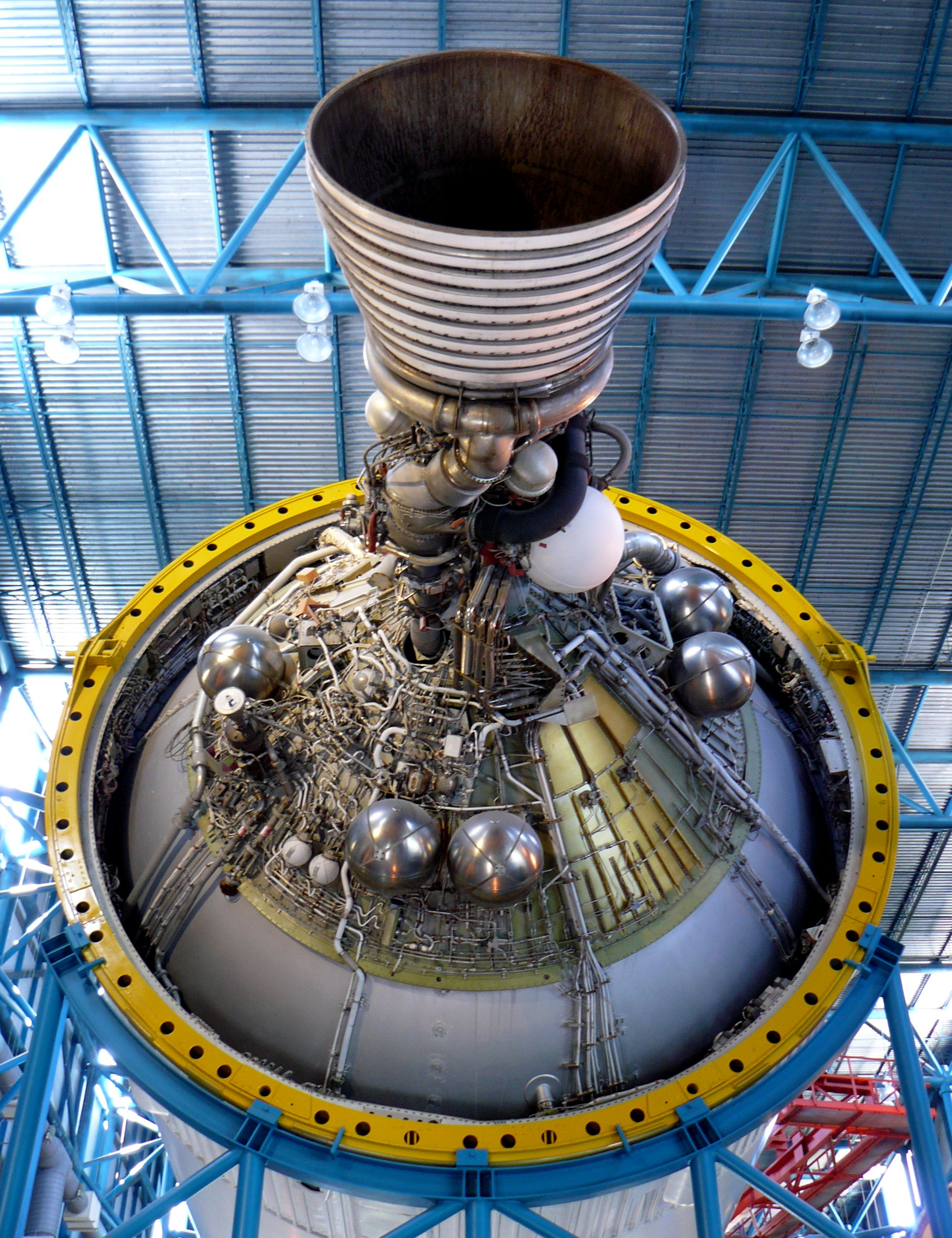
Moteur J2 du troisième étage
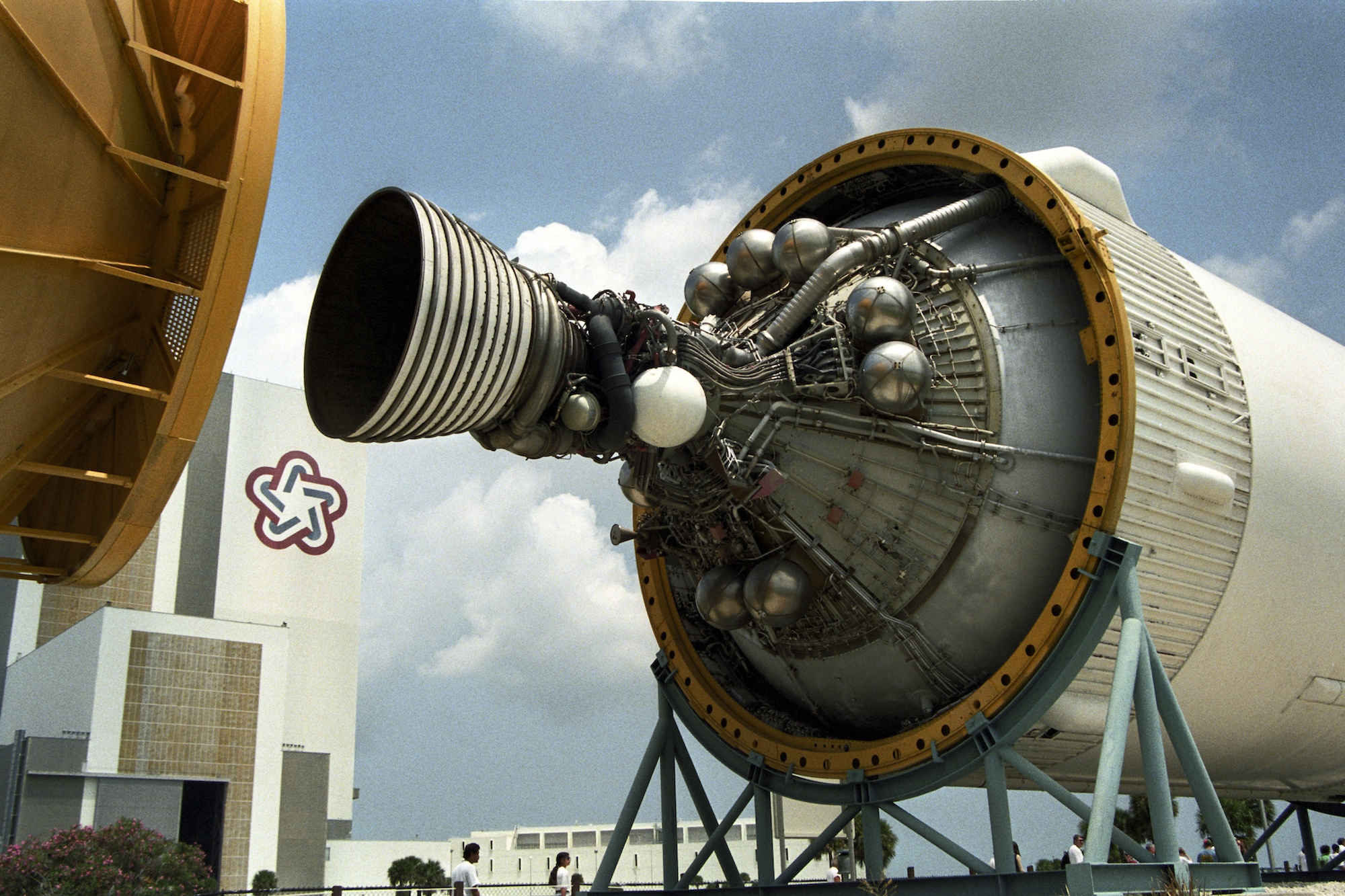
Moteur J2 du troisième étage
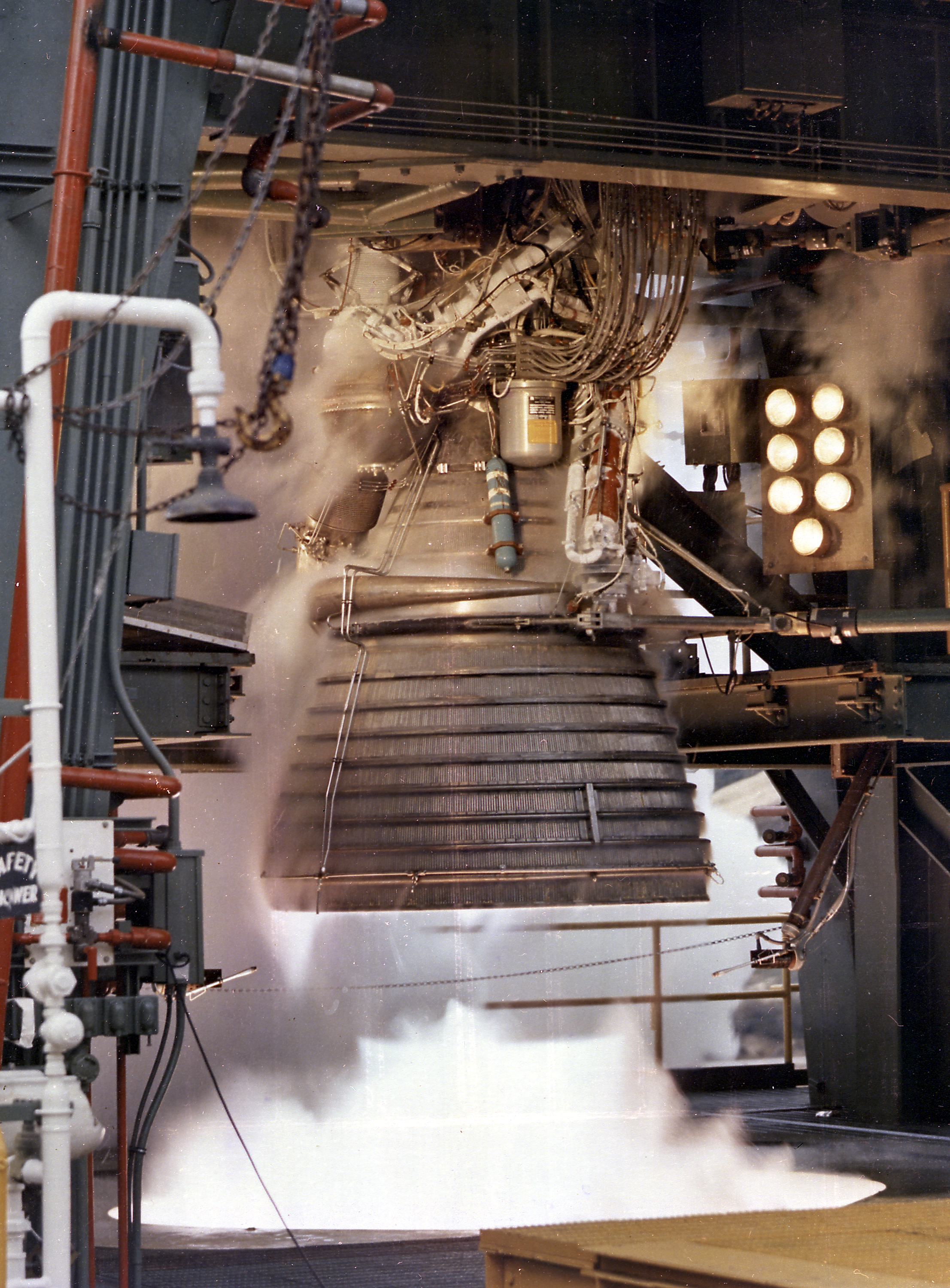
Essai du moteur J-2

### Case à équipements
La case à équipements (Instrument Unit ou IU) regroupe les instruments chargés de contrôler et piloter le lanceur Saturn V durant son vol jusqu'au largage du dernier étage. Les instruments sont accrochés aux parois d'un anneau de 91 cm de haut et de 6,6 mètres de diamètre situé au sommet du 3e étage. La structure cylindrique est constituée de feuilles d'aluminium fixées sur un cœur en nid d'abeilles d'aluminium. La structure avec les équipements qui y sont installés a une masse de 2 041 kg. Le développement de la case à équipements a largement précédé celui du lanceur puisque les premières versions ont volé sur les lanceurs Saturn I et IB. Dès le départ, la conception des instruments a été prévue pour être facilement adaptable et peu de modifications ont été apportées pour le lanceur Saturn V, hormis l'augmentation de la capacité de calcul et de la mémoire. La case à équipement héberge notamment la centrale à inertie ST-124 développée par Bendix Corporation (en) et l'ordinateur de bord développé par IBM capable d'effectuer 9 600 opérations par seconde et doté d'une mémoire de 460 kilobits. Tous les circuits jouant un rôle critique sont triplés, et leurs résultats sont comparés par un système de vote majoritaire pour leur prise en compte. L'ordinateur de bord déclenche les différentes opérations en vol jusqu'au largage du troisième étage S-IVB : allumage et extinction des moteurs, calcul et correction de la trajectoire, séparation des étages. La case à équipements comprend également les systèmes de guidage et de télémétrie transmettant en temps réel les données collectées en différents points du lanceur (comportement des moteurs, températures, trajectoire...). En mesurant l'accélération et l'altitude du lanceur, l'ordinateur embarqué calcule la position et la vitesse de la fusée et corrige les déviations par rapport à la trajectoire prévue. Les données utilisées et reçues par l'ordinateur sont collectées et converties par un système baptisé convertisseur de données interfacé avec tous les systèmes du lanceur et avec le système de télécommunications. Enfin on y trouve également quatre batteries fonctionnant à 28 volts fournissant l'énergie nécessaire aux différents équipements. La chaleur générée est évacuée par un système à liquide caloporteur qui la transporte jusqu'à des plaques froides exposées dans l'espace. Un circuit secondaire dans lequel circule de l'eau se sublimant dans l'espace au contact du premier circuit évacue le solde de chaleur. La case à équipements est fabriquée par la société IBM dans un établissement créé spécifiquement pour le lanceur à Huntsville qui emploiera jusqu'à 2 000 personnes,.

Case à équipements
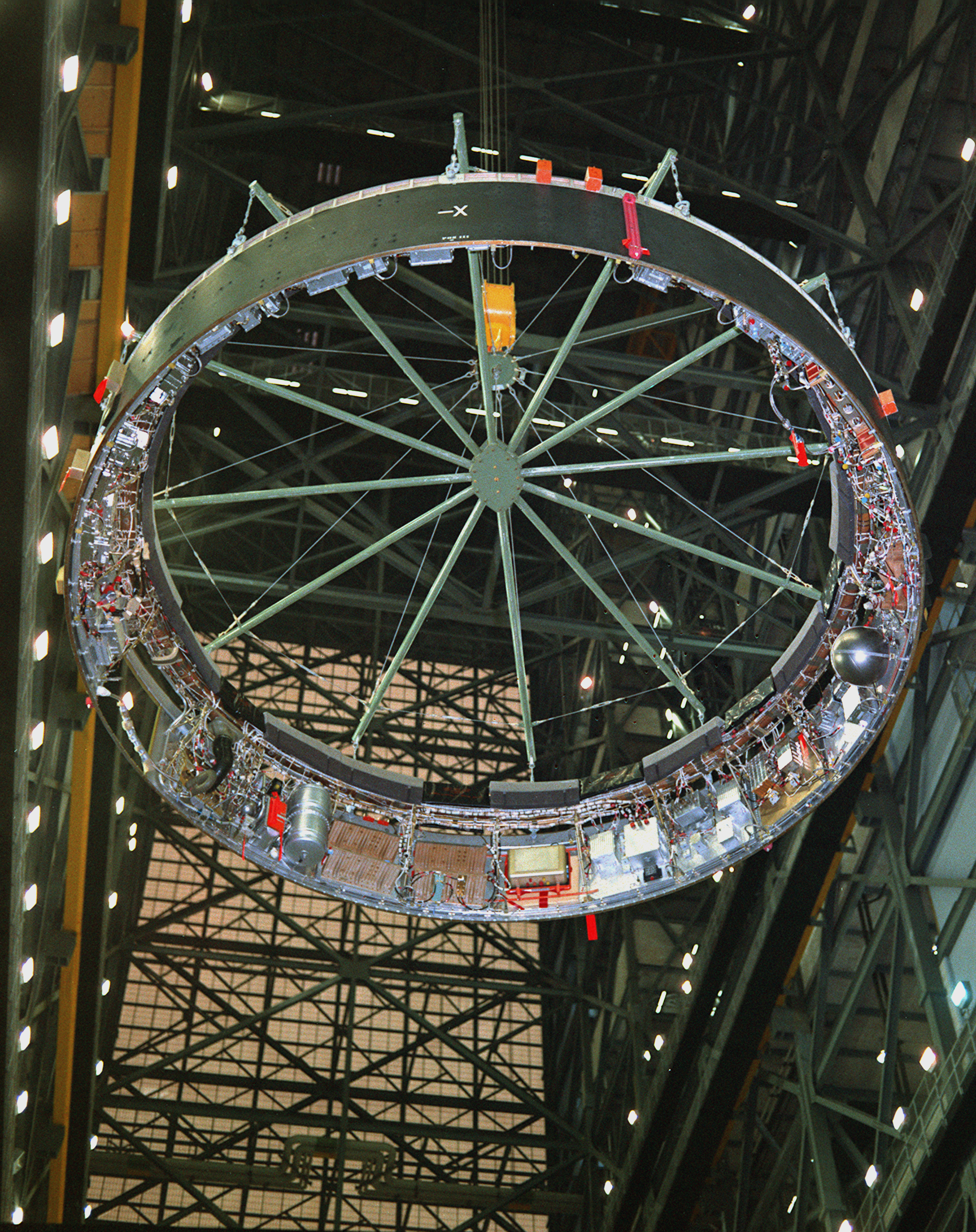
La case à équipements de la Saturn V d'Apollo 4.
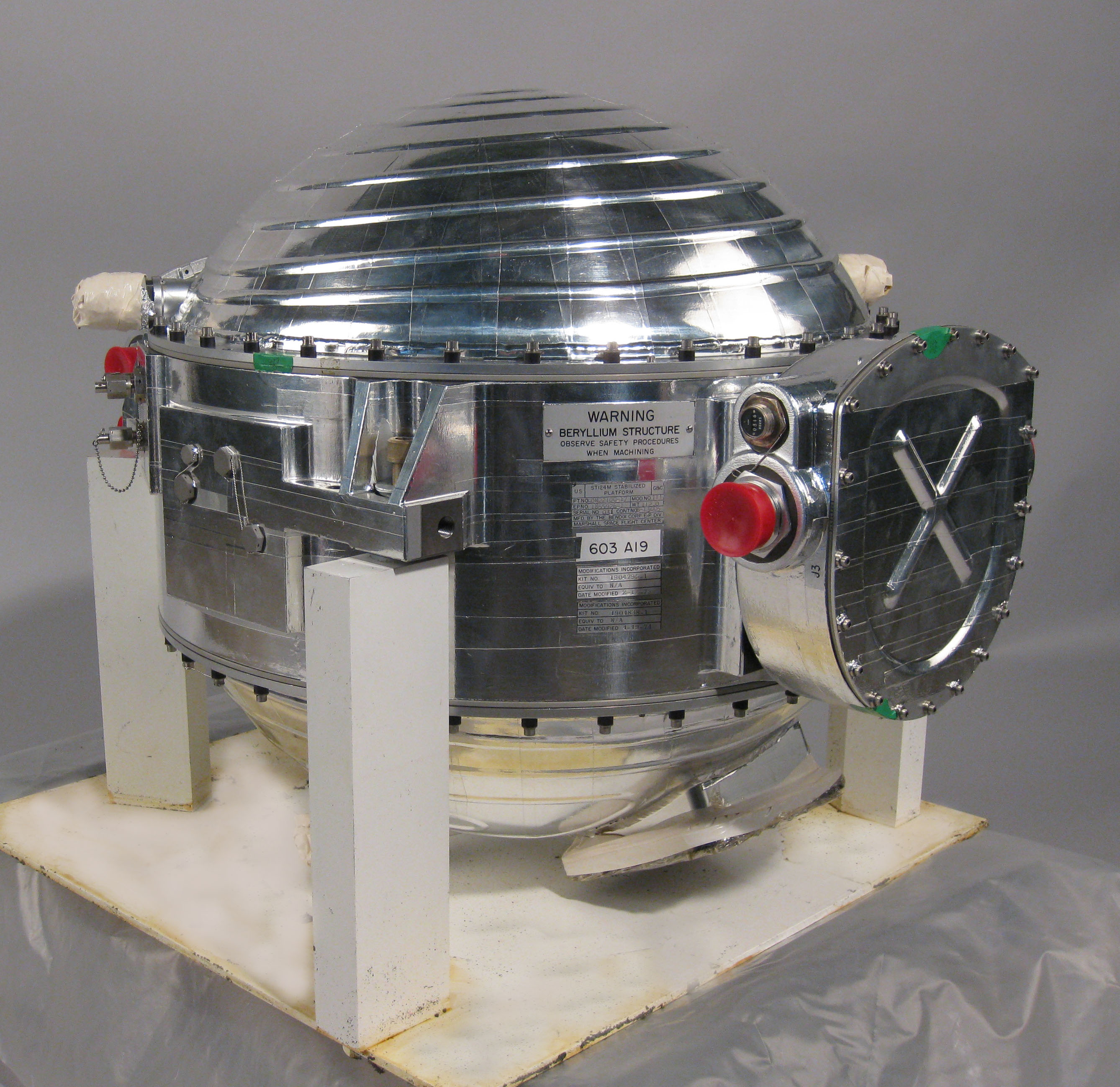
La centrale à inertie ST-124
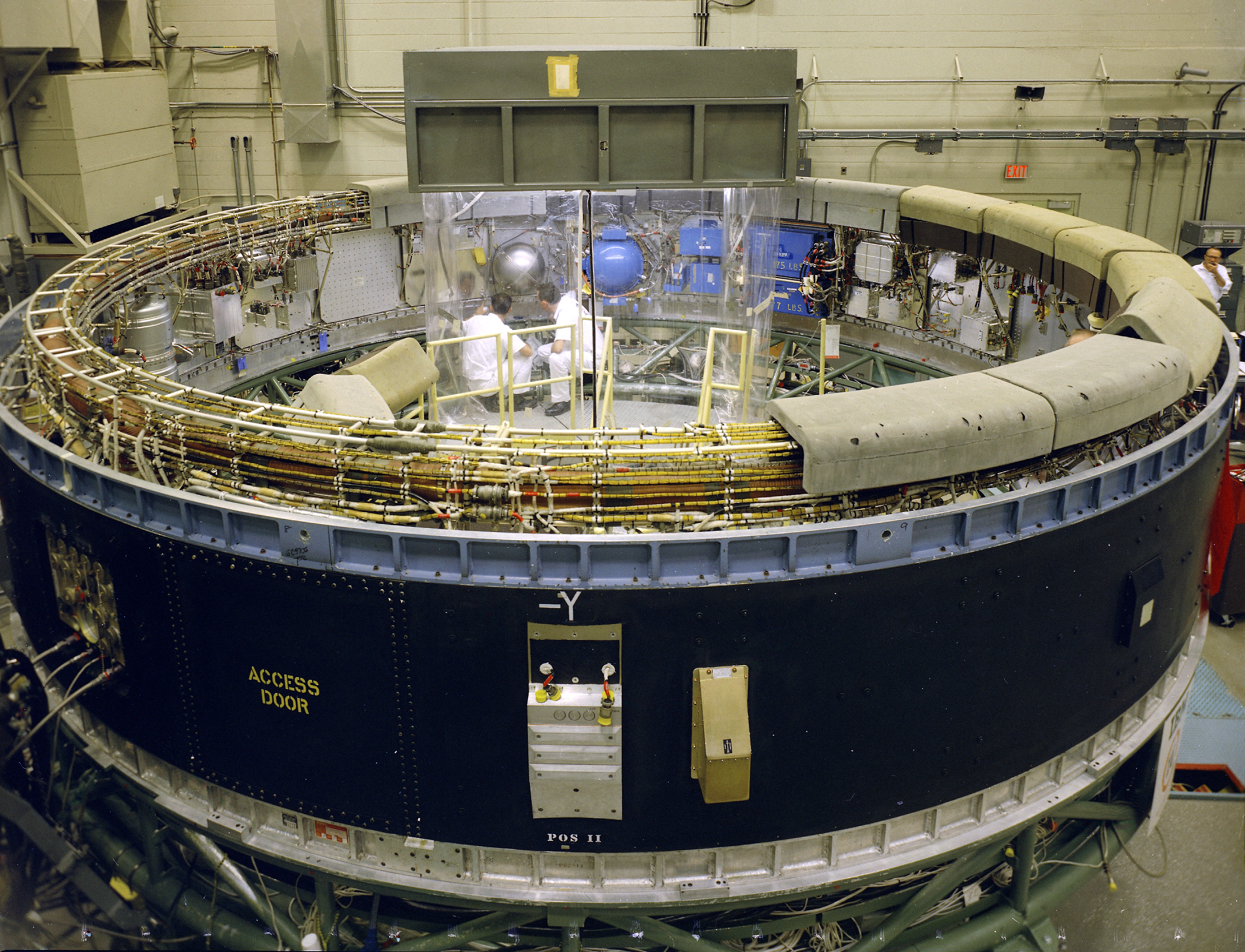
Tests dans les locaux d'IBM à Huntsville

### Coiffe de jonction des modules de service et lunaire (SLA: Spacecraft–Lunar module Adapter)

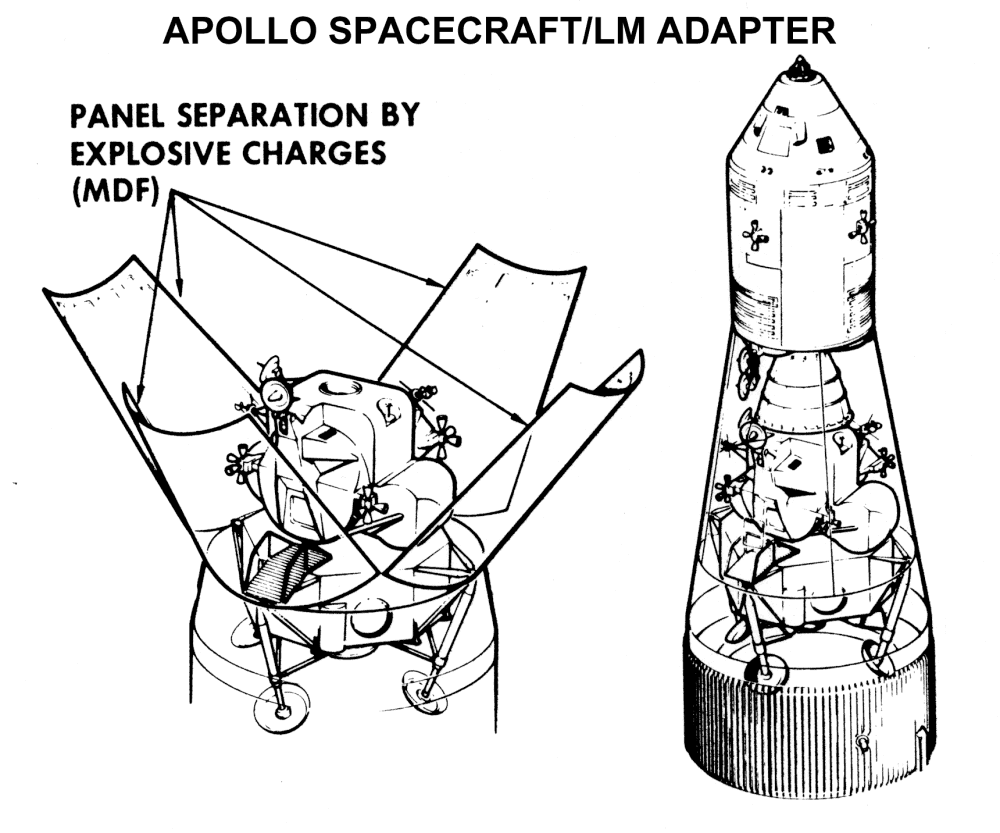
Coiffe de jonction CSM-LEM (SLA).

La coiffe de jonction CSM-LEM ou le SLA, construit par North American Aviation (Rockwell), était une structure conique en aluminium qui reliait le module de service (SM) au troisième étage S-IVB de la fusée Saturn V. Il protégeait également le module lunaire (LEM) et la tuyère du système de propulsion du module de commande et de service (CSM) lors du lancement et de l'ascension dans l'atmosphère.
Le SLA était composé de quatre panneaux fixes de 2,1 m boulonnés à la case à équipements au-dessus du troisième étage (S-IVB), qui étaient reliés par des charnières aux quatre panneaux de 6,4 m de haut et s'ouvraient d'en haut, semblables à des pétales de fleurs.
Le SLA a été fabriqué à partir de matériaux en nid d'abeilles en aluminium de 43 mm d'épaisseur. L'extérieur du SLA a été couvert par une fine couche (0,76-5,08 millimètres) de liège peint en blanc pour réduire au minimum des contraintes thermiques pendant le lancement et l'ascension.

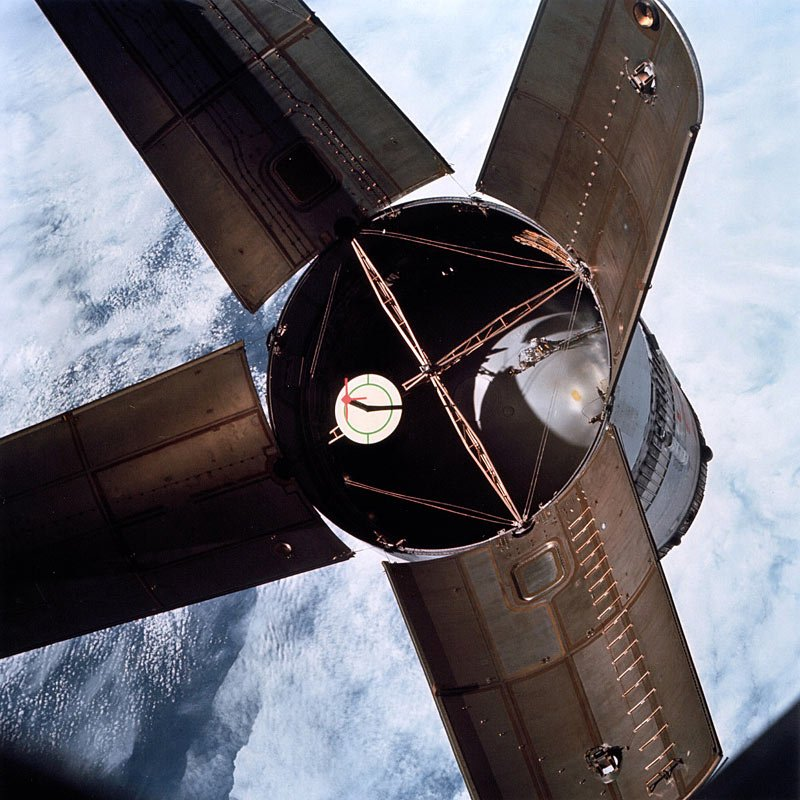
L'un des panneaux du SLA sur Apollo 7 ne s'est pas complètement ouvert à 45°.

Lors de la mission Apollo 7 un panneau ne s'est pas complètement ouvert à 45 degrés, ce qui a soulevé des préoccupations, pour les futures missions lunaires, de la possibilité d'une collision entre le vaisseau spatial et les panneaux du SLA, pendant l'amarrage et l'extraction du LEM. Cela a conduit à une reconception du système d'ouverture à l'aide de charnière à ressort, pour libérer les panneaux à un angle de 45 degrés puis les expulser loin du troisième étage (S-IVB) à une vitesse d'environ 8 km/h, offrant une distance de sécurité optimale pendant le retrait du CSM, sa rotation à 180°, l'amarrage du LEM et son extraction.

### Charge utile: le vaisseau Apollo et le module lunaire

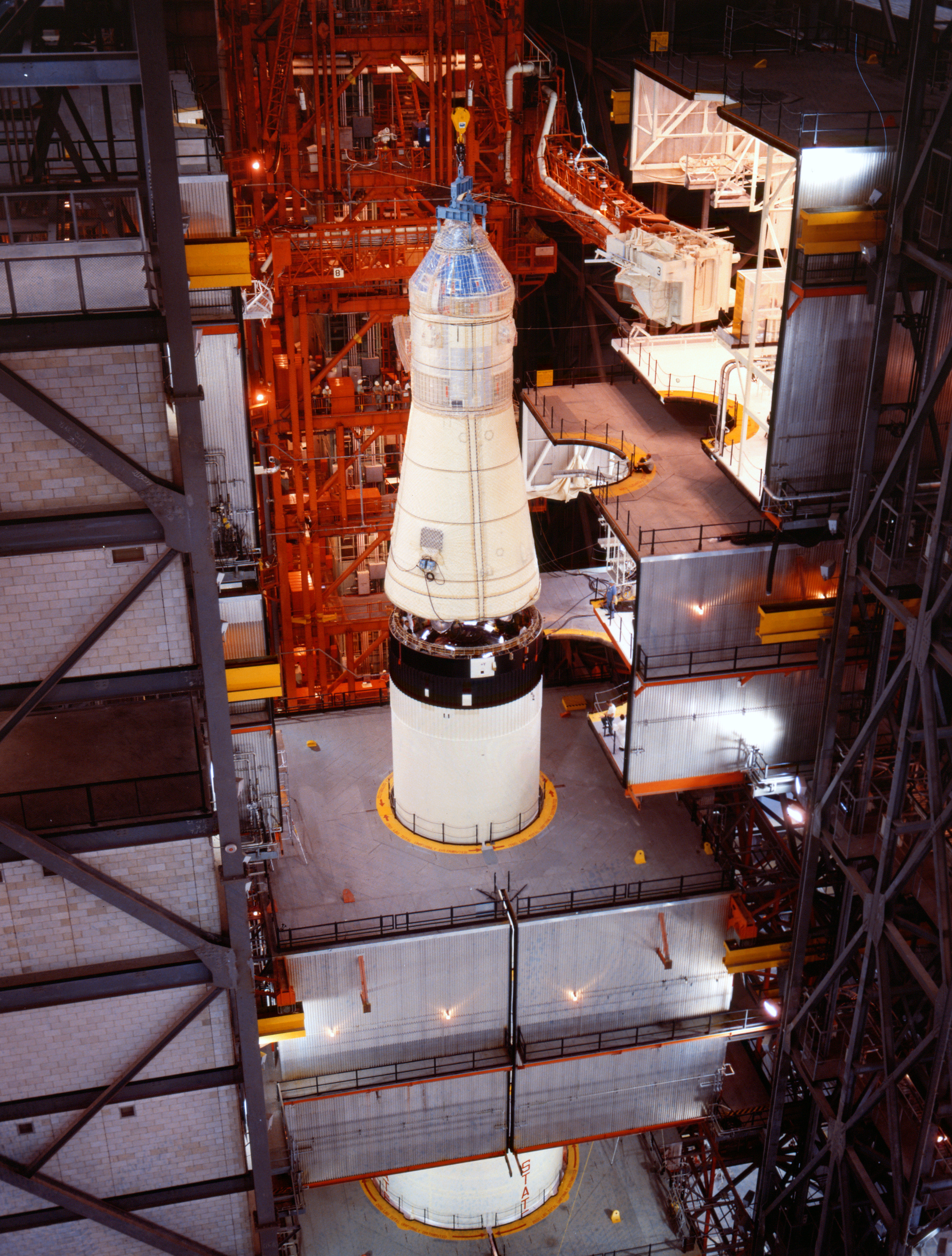
Le vaisseau Apollo et le module lunaire sont fixés au sommet de la fusée dans le bâtiment d'assemblage, le VAB.

La fusée Saturn V est conçue autour d'un unique but : envoyer un équipage à la surface de la Lune. Pour remplir cet objectif, la fusée Saturn V doit injecter deux véhicules spatiaux sur une trajectoire les menant à la Lune : le Module de commande et de service (CSM), le vaisseau principal, et le module lunaire qui doit faire la navette entre l'orbite lunaire et la surface de notre satellite.

#### Le module de commande et de service (CSM)
Le module de commande et de service (CSM) est un vaisseau de 30 tonnes comprenant le module de service et le module de commande.
Le module de service de forme cylindrique comporte les réservoirs d'ergols, les piles à combustible, la tuyère principale, les RCS de manœuvre et l'antenne principale de communication. Une partie importante de sa masse est représentée par sa propulsion qui fournit un delta-v de 2 800 m/s.
Le module de commande est un habitacle de forme conique appelé aussi capsule. Il comporte 3 places utilisées par les trois astronautes durant la mission, sauf lorsque deux d'entre eux descendent sur la Lune au moyen du module lunaire. Seule cette partie d'une masse de 6,5 tonnes revient sur Terre.

#### Module lunaire Apollo
Le module lunaire est le vaisseau utilisé pour descendre à la surface de la Lune, y séjourner et remonter en orbite. D'une masse de 14,5 tonnes, il comporte deux étages : un étage de descente permet d'atterrir sur la Lune et sert par ailleurs de plate-forme de lancement au deuxième étage, l'étage de remontée où séjournent les deux astronautes, qui reconduit les astronautes au vaisseau Apollo en orbite à la fin de leur expédition à la surface de la Lune.

### La tour de sauvetage
La tour de sauvetage est un dispositif destiné à éloigner le vaisseau spatial du lanceur Saturn V si celui-ci subit une défaillance durant les premières phases du vol. Le recours à des sièges éjectables, utilisé sur le vaisseau spatial Gemini, est exclu compte tenu du diamètre de la boule de feu que créerait l'explosion de la fusée Saturn V. La tour de sauvetage est constituée d'un propulseur à poudre situé au bout d'un treillis métallique lui-même perché au sommet du vaisseau Apollo. En cas d'incident, le moteur-fusée de la tour arrache le vaisseau de la fusée tandis qu'un petit propulseur l'écarte de la trajectoire de la fusée. La tour est alors larguée et le vaisseau entame sa descente en suivant une séquence similaire à celle d'un retour sur Terre. Si le lancement se déroule sans problème, la tour est éjectée lorsque le deuxième étage de la fusée Saturn est mis à feu,.

## Les installations de lancement du centre spatial Kennedy

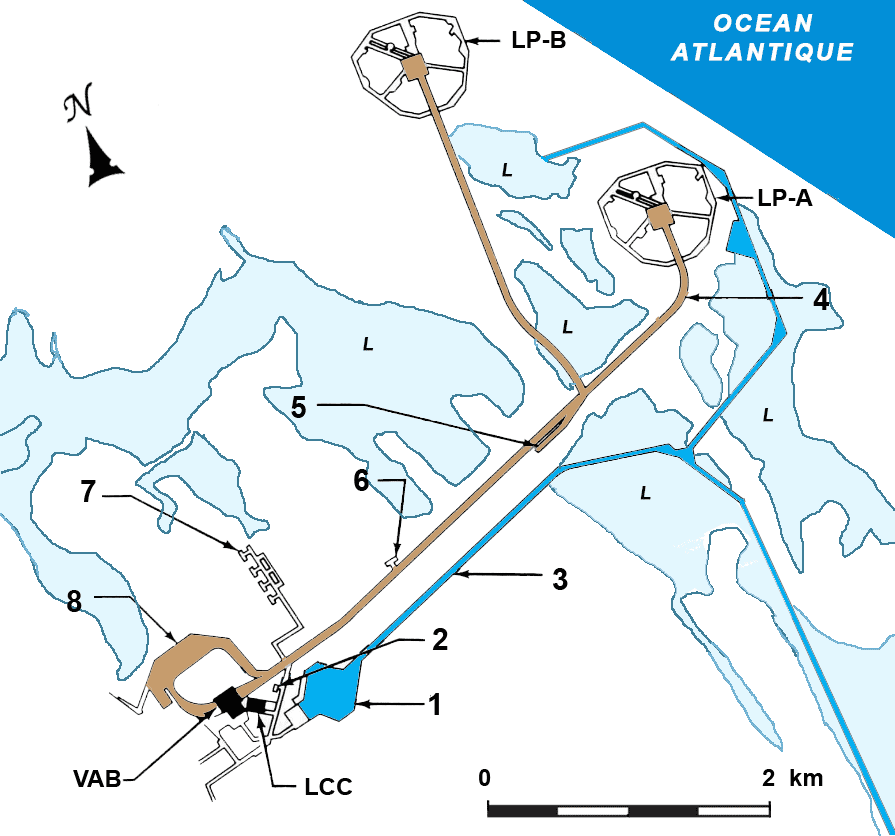
Plan du complexe de lancement 39 du centre spatial Kennedy à l'époque du programme Apollo.
VAB : Bâtiment d'assemblage des fusées Saturn V
LP-A : Pas de tir A -
LP-B : Pas de tir B -
1 : Bassin d'évitage -
2 : Lieu de stockage de l'azote et de l'hélium -
3 : Canal (couleur bleue foncée) -
4 : Voie empruntée par les plateformes de lancement (couleur marron) -
5 : Aire de parking des tours de service -
6 : Transformateurs / compresseurs -
7 : Site de stockage des équipements pyrotechniques -
8 : Aire de maintenance des plateformes de lancement -
L : Lagunes.

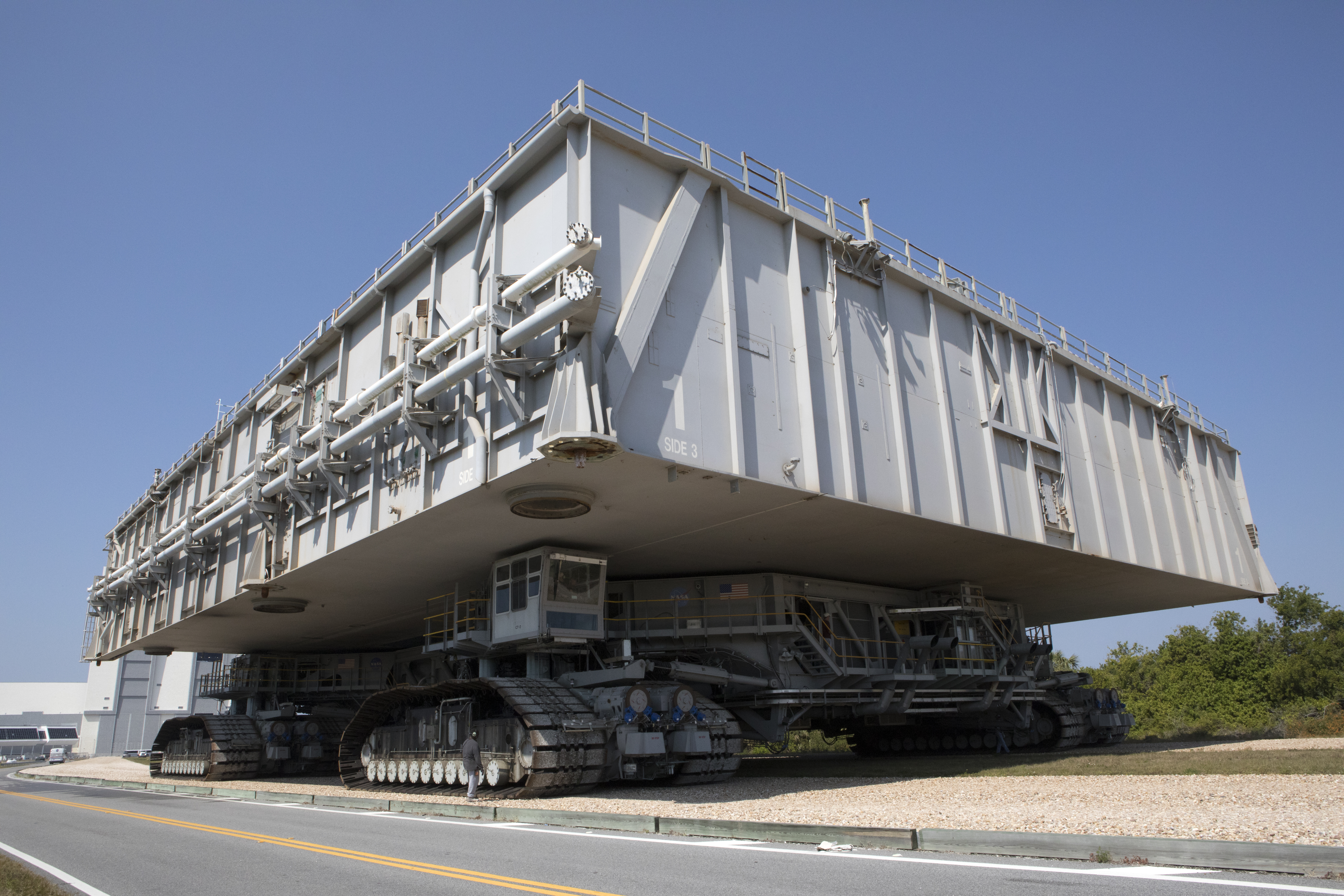
Le crawler et la plateforme de lancement mobile. Le personnage au pied de l'ensemble donne l'échelle.

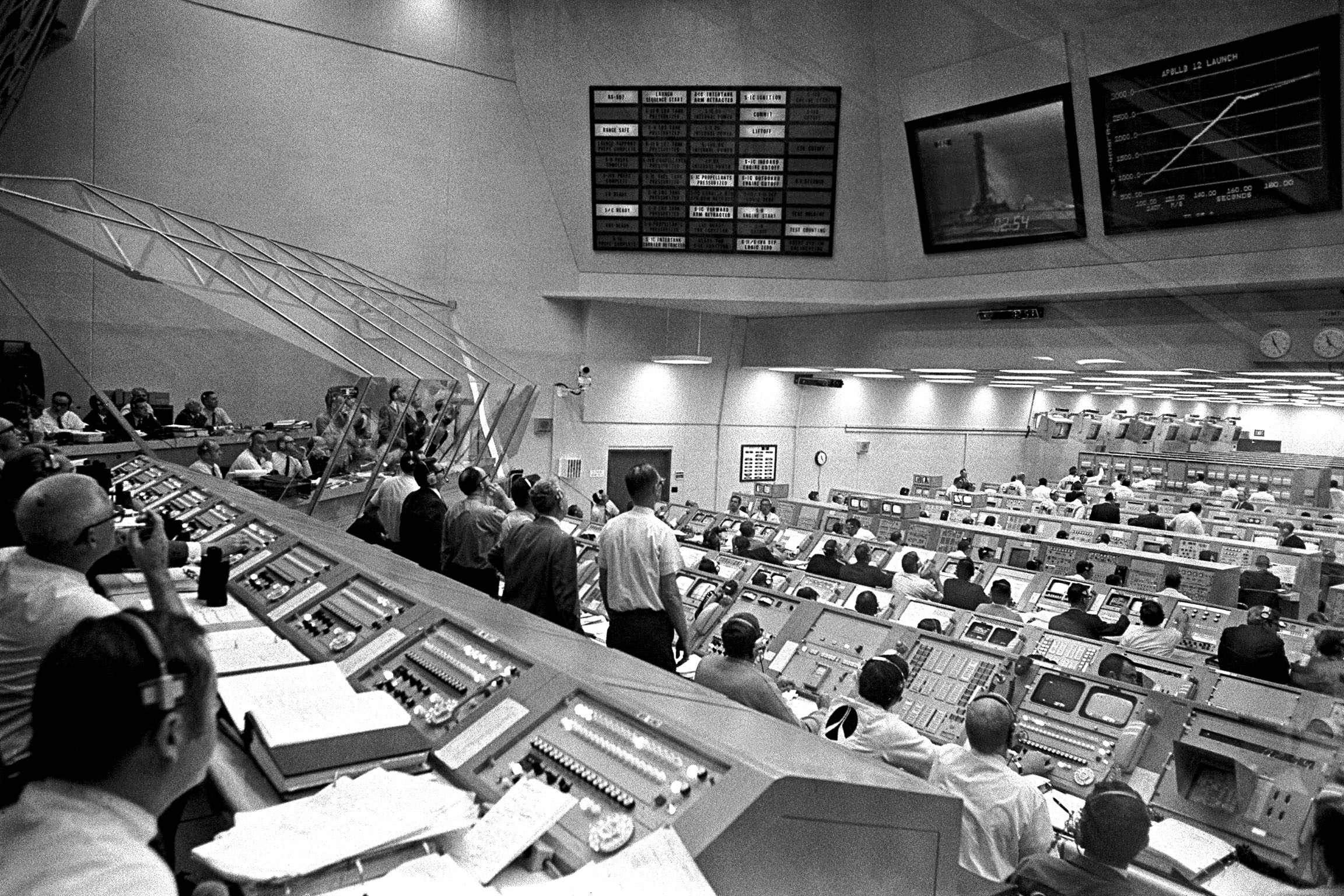
La salle de contrôle de lancement n°2 du LCC lors du décollage d'Apollo 12.

Les fusées Saturn V décollent depuis le centre spatial Kennedy qui a été entièrement conçu dans ce but. Dans le centre sont assemblés les étages de la fusée ainsi que sa charge utile, l'ensemble est testé puis amené sur le pas de tir pour une répétition avant le lancement proprement dit. Le centre contrôle l'ensemble des opérations jusqu'au décollage du lanceur.
Le cœur du centre spatial est le « complexe de lancement 39 » qui comprend un immense bâtiment d'assemblage, le VAB (hauteur de 140 mètres), dans lequel quatre fusées Saturn V pouvaient être préparées en parallèle. Ce bâtiment jouxte un canal qui permet d'amener par péniche jusqu'à leur lieu d'assemblage les deux premiers étages. Cette voie d'eau de 20 kilomètres de long est large de 38 mètres et profonde de 3 mètres. Elle relie le complexe à la Banana River qui est une voie navigable communiquant avec l'Océan Atlantique. Les autres installations du complexe de lancement comprennent le centre de contrôle du lancement (LCC) et deux pas de tir (A et B) distants d'environ 5 kilomètres.
Le VAB est composé en fait de deux bâtiments accolés : une partie haute subdivisée en quatre sous-ensembles pouvant chacun permettre d'assembler une fusée Saturn V à la verticale et une partie basse dans laquelle sont testés les deux étages supérieurs (le premier étage est directement testé dans la partie haute). Une allée centrale traversant les deux bâtiments est utilisée pour réceptionner tous les composants et les transférer grâce à un pont roulant pouvant soulever 175 tonnes jusqu'à une hauteur de 50 mètres. La fusée est assemblée dans une des quatre baies d'assemblage sur une plateforme de lancement mobile, structure en acier de 41 mètres sur 49 mètres, haute de 7,6 mètres et pesant 3 730 tonnes. Pour les opérations d'assemblage les opérateurs disposent de plateformes mobiles qui peuvent entourer la fusée à différentes hauteurs et de deux ponts-roulants fixés au sommet de la structure permettant de soulever 250 tonnes. Sur la plateforme une tour ombilicale haute de 120 mètres comporte huit bras mobiles échelonnés sur toute sa hauteur qui permettent de réaliser les multiples connexions nécessaires jusqu'au lancement (liaisons électriques, pneumatiques, air conditionné, alimentation des différents réservoirs (ergols, hélium...) ainsi qu'une passerelle permettant à l'équipage d'accéder au vaisseau Apollo. La tour ombilicale comprend de nombreux équipements destinés à contrôler les fluides qui y circulent, deux ascenseurs rapides desservant 18 étages ainsi qu'une grue placée à sommet qui permet de soulever une charge comprise entre 10 et 25 tonnes.
Une fois la fusée assemblée, l'ensemble formé par celle-ci, la plateforme et la tour ombilicale est déplacé vers l'un des deux pas de tir éloigné de 5 km à l'aide d'un engin spécialement conçu pour cela, le transporteur « crawler » qui est placé sous la plateforme. Le crawler est un engin gigantesque de 2 700 t monté sur quatre bogies à deux chenilles chacun dont la conception est basée sur un engin employé dans les mines à ciel ouvert. Entre le VAB et les pas de tir, il circule sur une voie de 57 mètres de large réalisée en entassant deux couches de matériaux sur deux mètres d'épaisseur pouvant résister à la pression exercée par l'énorme véhicule (58 tonnes au m2).
Les pas de tir sont construits au sommet d'une petite colline artificielle de 12 mètres de haut faite de sable renforcé par des structures de béton. Cette élévation a permis de façonner sous la plateforme de lancement une tranchée sans descendre au-dessous du niveau du sol car la nappe phréatique affleure. Pour gravir la pente de 5° qui conduit au sommet de la colline, le crawler utilise des vérins qui permettent de maintenir la plateforme à l'horizontale. Celle-ci est positionnée à cheval sur la tranchée de manière que les cinq moteurs géants puissent expulser vers celle-ci leurs gaz brûlants (1 500 °C) sans endommager la plateforme et le lanceur (la plateforme comporte un vaste orifice central de 14 mètres de côté situé sous les moteurs). Dans la tranchée large de 18 mètres et longue de 137 mètres, un déflecteur de flammes en forme de V inversé est chargé de dévier les jets de gaz sur le côté pour que ceux-ci n'endommagent pas la plateforme ou la fusée en rebondissant. Cet équipement de 635 tonnes se déplaçant sur rail est recouvert d'une couche de céramique de 10 centimètres d'épaisseur pour résister aux températures extrêmes qu'il subit lors du lancement. Une fois positionnée, la plateforme est déposée sur six piliers puis le crawler se retire pour aller chercher la tour de service (Mobile Service Structure ou MSS) et l'installer près de la plateforme de lancement. Cette tour, dotée de petites plateformes mobiles, permet aux techniciens d'intervenir sur l'ensemble du lanceur.
Plusieurs autres bâtiments jouant un rôle central dans la préparation et le lancement de la fusée Saturn V, sont situés dans la zone industrielle construite au sud du VAB. Pour contrôler les tests des lanceurs et le lancement proprement dit, le complexe 39 dispose de quatre salles de lancement (une par lanceur en cours de préparation) installées au troisième étage d'un bâtiment bas (le LCC) situé près du VAB et relié à celui-ci par une passerelle. Chaque salle de lancement est équipée de plus de 200 consoles organisées en 7 rangées permettant aux techniciens de surveiller et d'intervenir sur les différents paramètres de fonctionnement du lanceur. Un bâtiment (O&C pour Operation and Checkout) est consacré au contrôle du vaisseau Apollo et du module lunaire. Il comprend notamment une salle blanche et deux chambres à vide de 17 mètres de haut pour 10 mètres de diamètre permettant de tester le fonctionnement de l'ensemble de la charge utile (vaisseau Apollo et module lunaire) dans l'espace. Le bâtiment de l'instrumentation est un ouvrage dans lequel sont centralisés tous les équipements informatiques utilisés pour effectuer les tests et collecter les paramètres de fonctionnement. Immédiatement à l'ouest du O&C se trouve le siège du centre Kennedy.
Le centre Kennedy est utilisé pour la première fois lors du lancement de la mission Apollo 4 en 1967. Désaffecté à la suite de l'arrêt du programme Apollo, le complexe de lancement est converti pour le lancement de la navette spatiale américaine. Il sera utilisé par celle-ci de son premier vol en 1981 jusqu'à son retrait en 2011. Il a été depuis cette date reconverti pour le lancement de la fusée Falcon Heavy et du lanceur super lourd SLS,.

Installations du centre spatial Kennedy
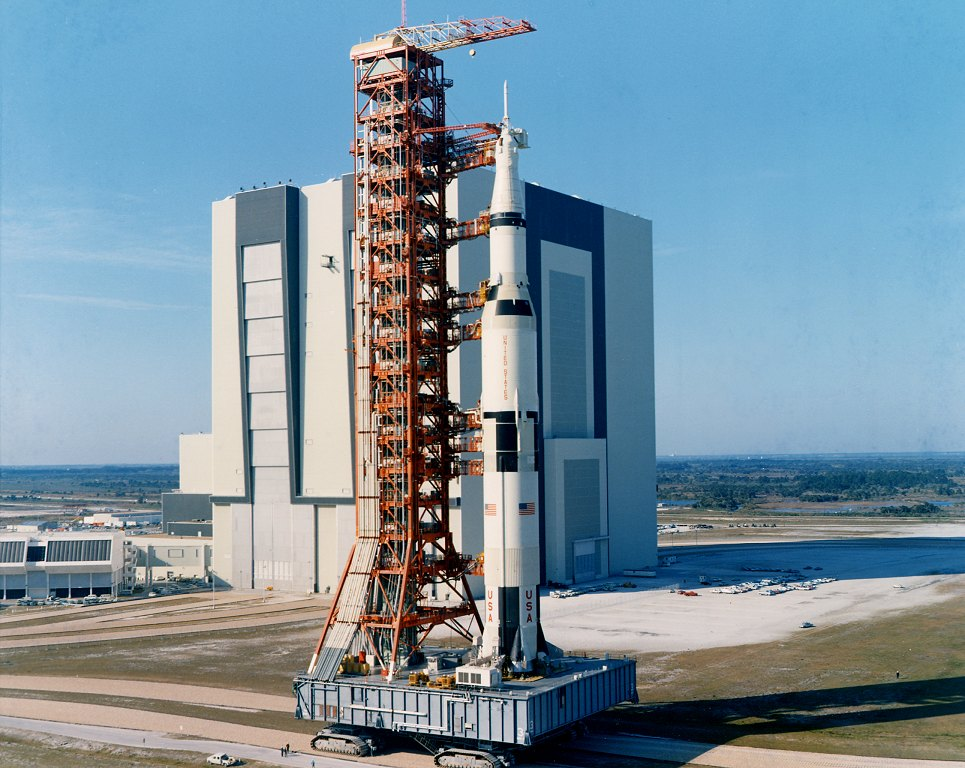
La Saturn V sur sa plateforme de lancement quittant le VAB en arrière plan (Apollo 10, 1969).
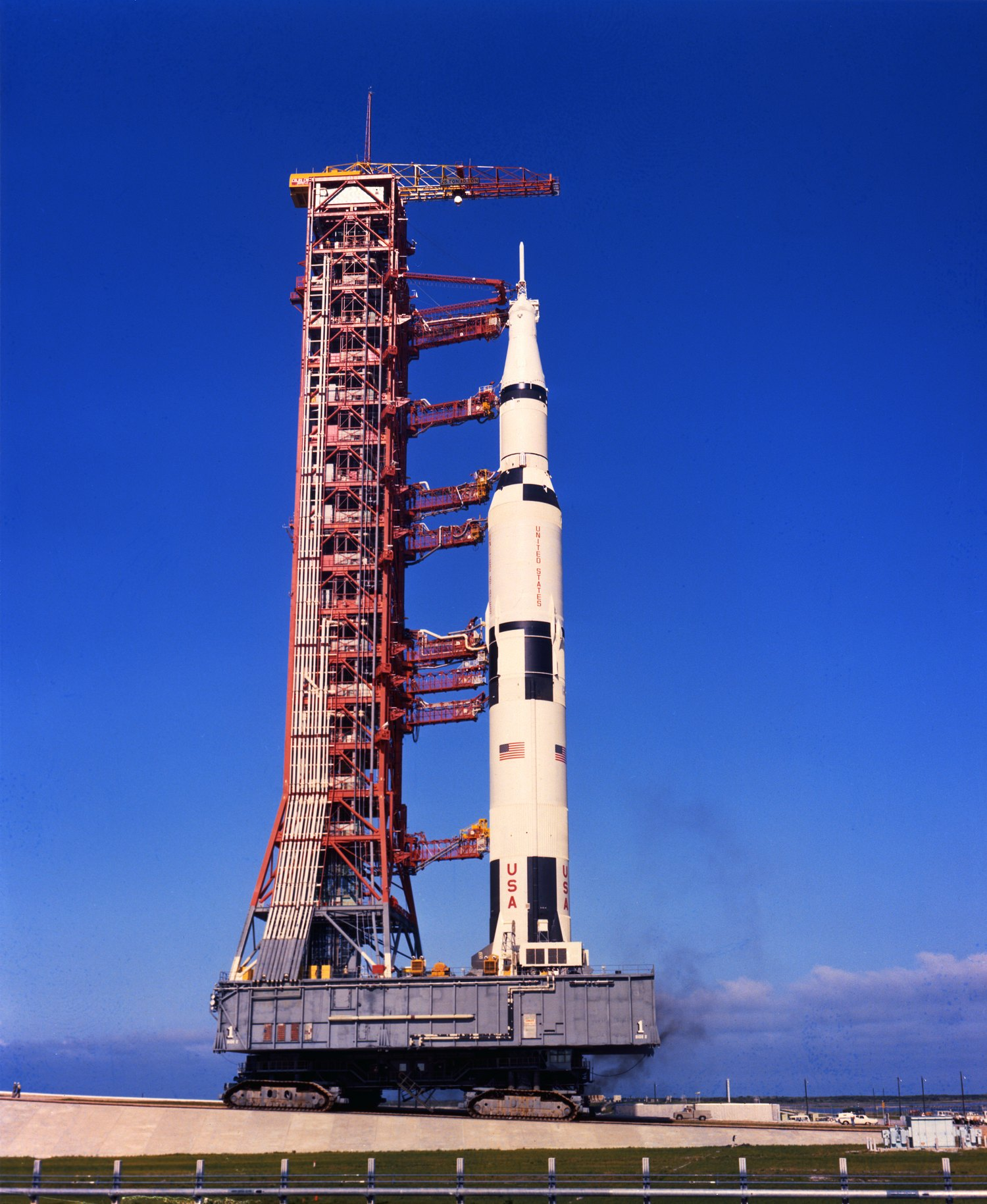
La Saturn V attaque la rampe du pas de tir construit au sommet d'une petite colline artificielle. Notez l'inclinaison de la plateforme maintenant la fusée verticale (Apollo 11, 1969).
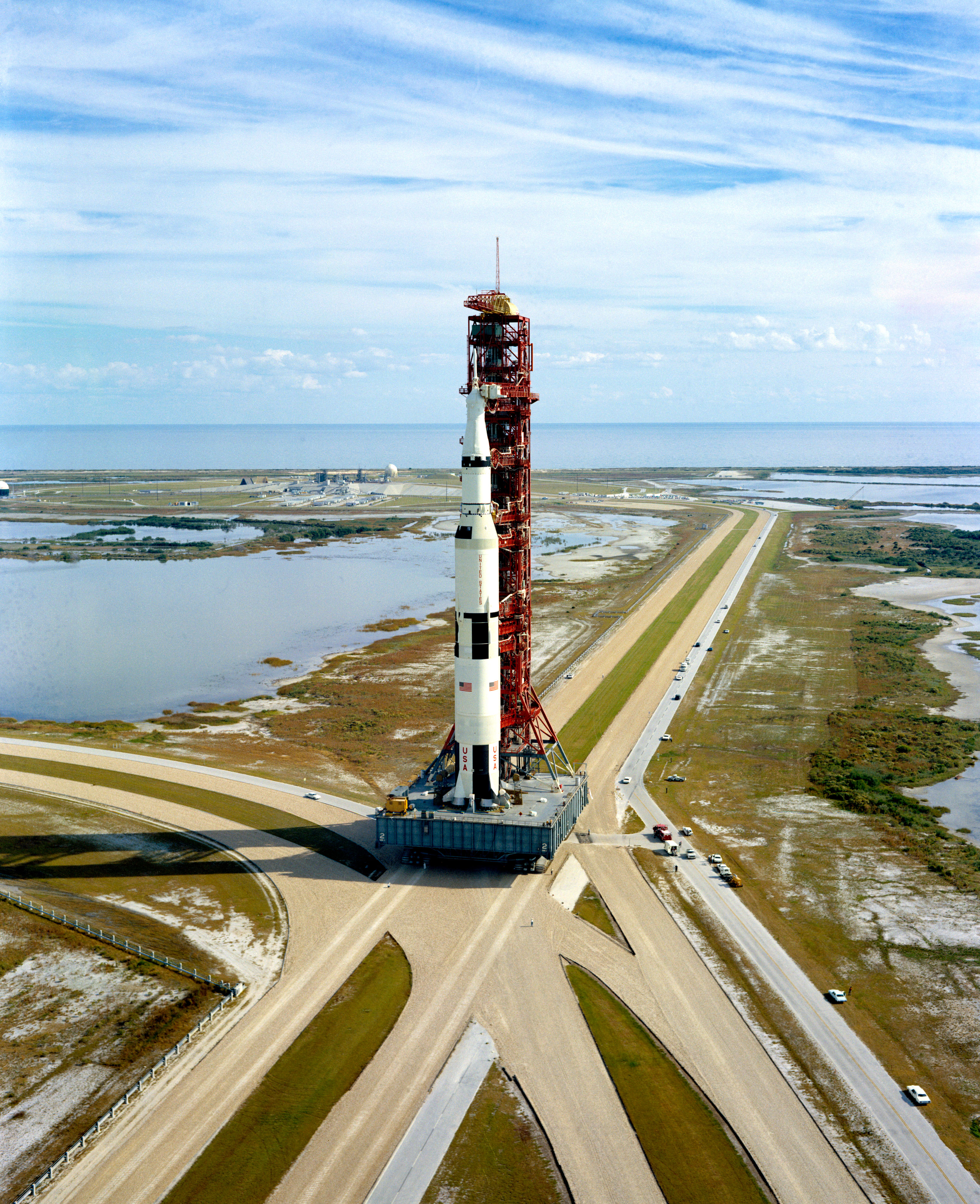
La Saturn V sur sa plateforme de lancement en route pour le pas de tir apparaissant en arrière plan au loin (Apollo 14, 1970).

## Déroulement du lancement des missions lunaires

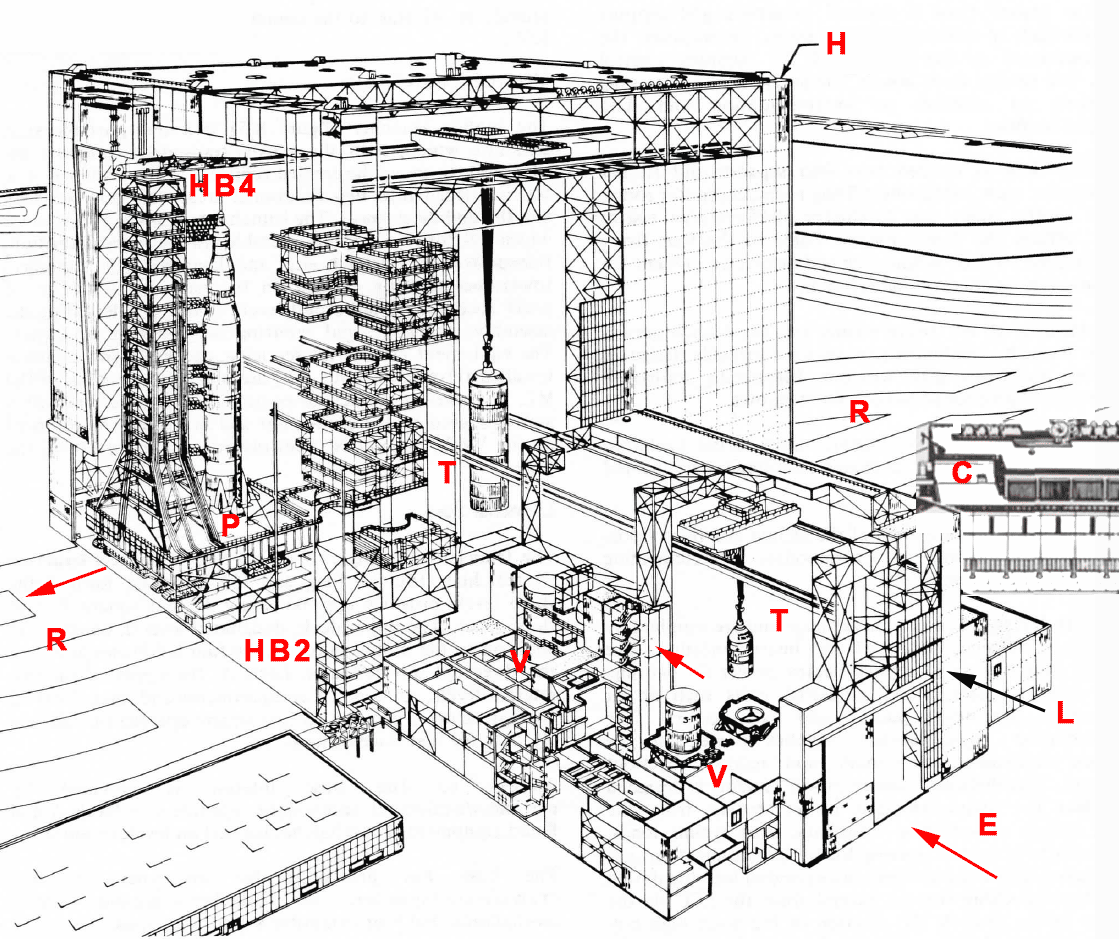
Schéma du VAB à l'époque du programme Apollo : H : Partie haute du VAB comprenant les quatre baies d'assemblage du lanceur - L : Partie basse du VAB - E : Arrivée des composants de la fusée - T : Allée traversant les deux bâtiments (haut et bas) et utilisée pour le transfert des composants vers les cellules de vérification des étages 2 et 3 (V) et vers les quatre baies d'assemblage (deux d'entre elles sont indiquées HB2 et HB4) - P Plateforme de lancement mobile sur laquelle est assemblée la fusée en position verticale - C Centre de contrôle des lancements (LCC) - R : Voie utilisée par le crawler pour transporter la fusée assemblée jusqu'au pas de tir.

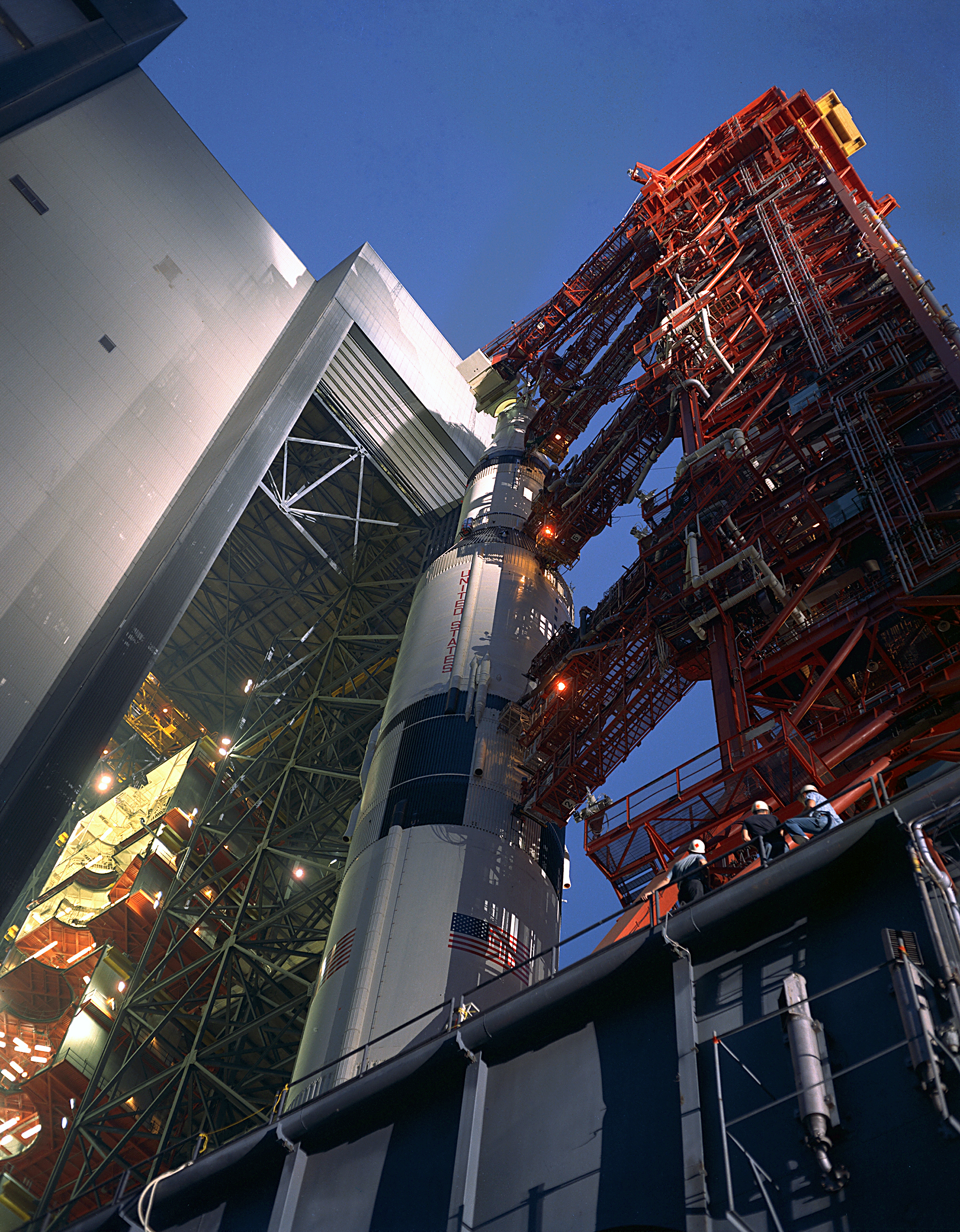
Le lanceur Saturn V de la mission Apollo 12 en train de franchir la porte du VAB pour se diriger vers le pas de tir. Cette vue permet de distinguer les différents bras de la tour ombilicale ainsi que les plateformes à l'intérieur de la baie d'assemblage du VAB.

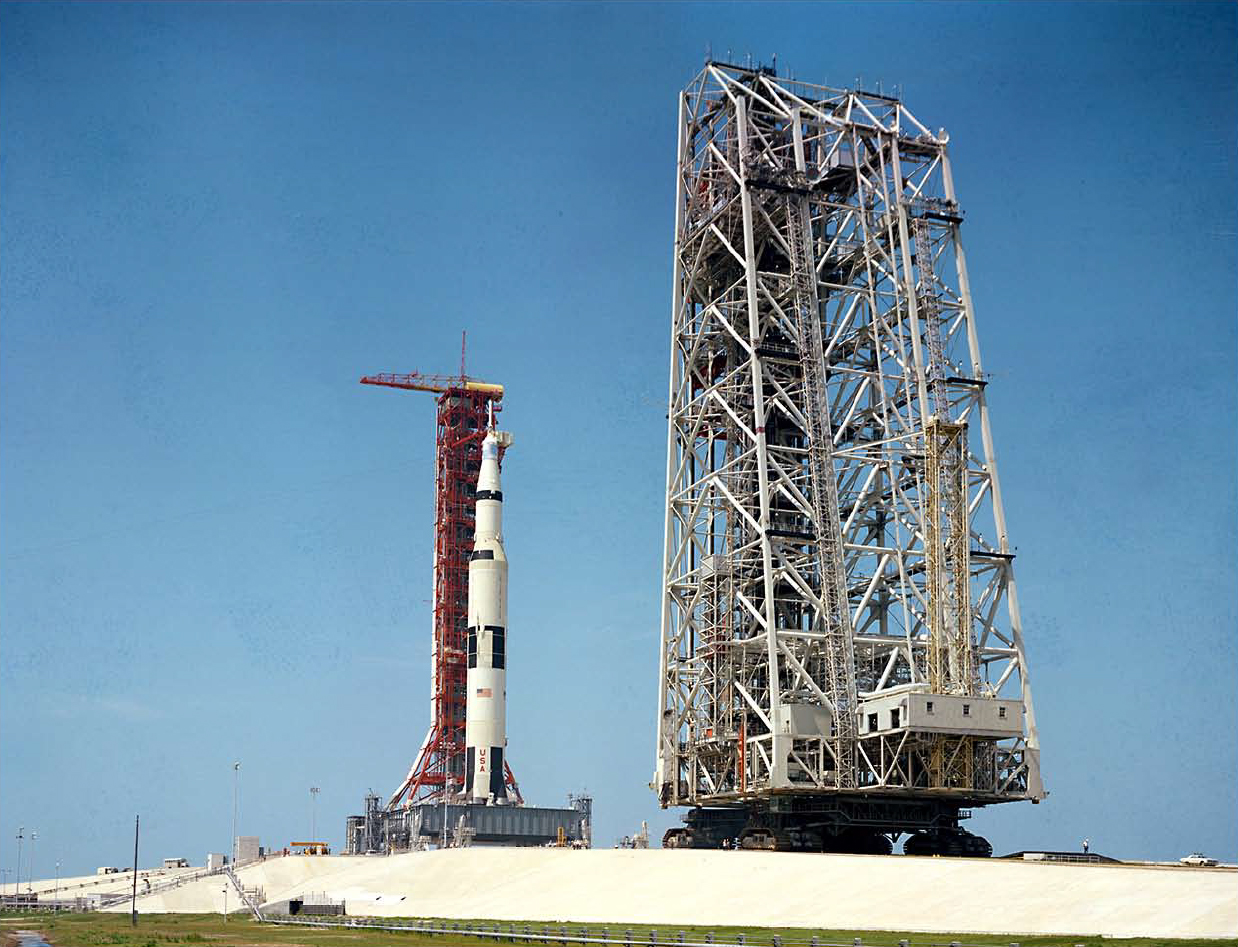
La tour de service est amenée par le crawler jusqu'au pas de tir sur lequel est déjà installé le lanceur Saturn V.

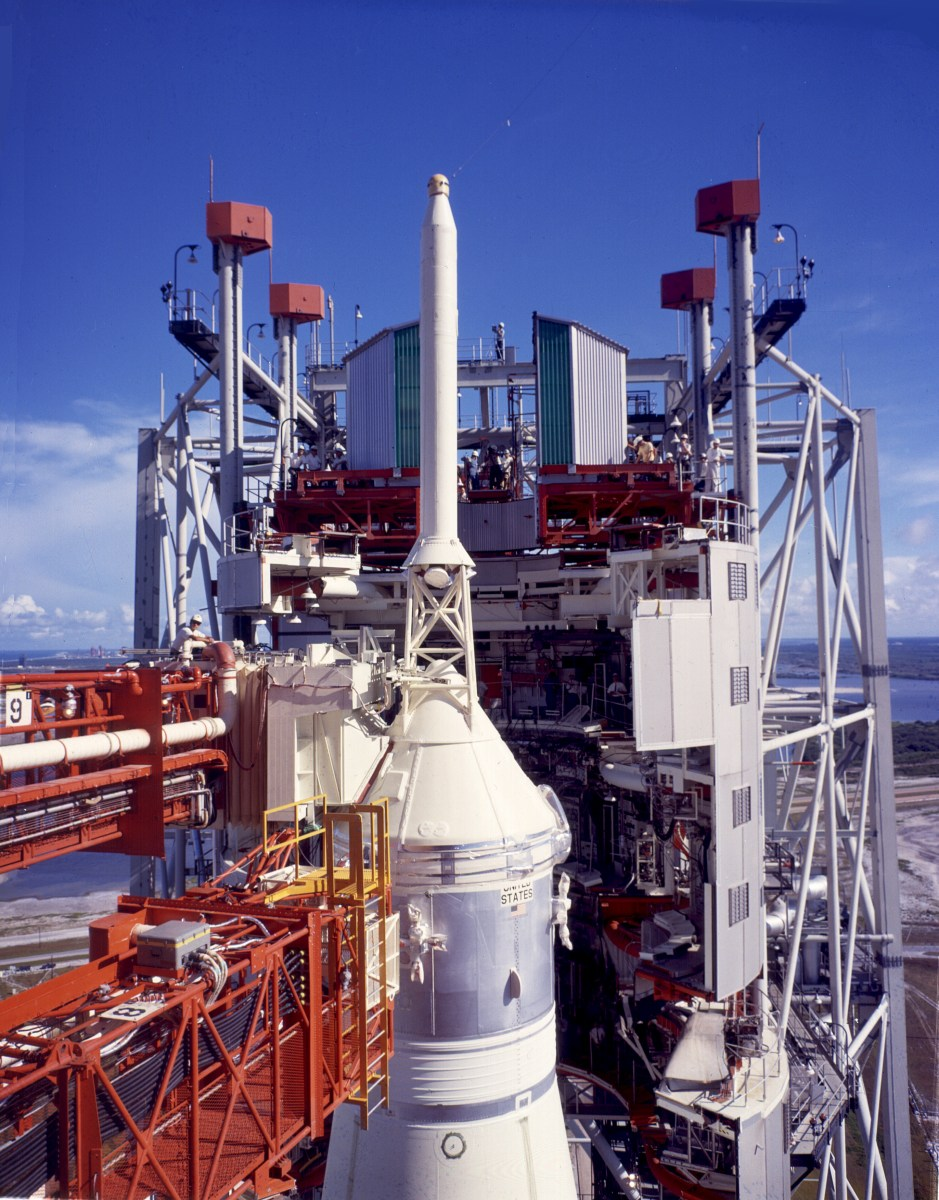
Deux des bras de la tour ombilicale (non visible) sont fixés au vaisseau Apollo qui se trouve sur le pas de tir au sommet de la fusée Saturn V. Un de ces bras est celui permettant aux astronautes de s'installer dans leur capsule. Au fond le sommet de la tour de service.

Tous les lancements de la fusée Saturn V ont lieu depuis le complexe de lancement 39 du centre Spatial John F. Kennedy. Après le décollage, le contrôle de mission est transféré au centre de contrôle Johnson à Houston au Texas. Une mission type utilise de manière active la fusée durant un total d'environ vingt minutes.

### Assemblage de la fusée
Une fois la construction d'un des trois étages achevée dans les locaux de son constructeur, il est transporté jusqu'au centre spatial Kennedy. Les deux premiers étages ont des dimensions tellement importantes qu'ils ne peuvent être transportés que par la voie fluviale. Le S-IC construit près de La Nouvelle-Orléans descend le fleuve Mississippi jusqu'au golfe du Mexique. Après avoir fait le tour de la Floride, il est alors transporté via l'Intracoastal Waterway jusqu'au bâtiment d'assemblage , le Vehicle Assembly Building). L'étage S-II, construit en Californie, passe par le canal de Panama pour rejoindre la Floride. Le 3e étage et la case à équipements sont transportés depuis le site de leur constructeur jusqu'au centre spatial Kennedy par des avions cargos dont la cellule a été transformée pour recevoir ces charges volumineuses : les Aero Spacelines Pregnant Guppy et les super Guppys.
À leur arrivée dans le VAB, les deux derniers étages ainsi que la case à équipements sont contrôlés (système hydraulique, conduites d'ergols, capteurs des conduites d'ergols, isolation) dans la partie basse du VAB avant d'être transférés à l'aide d'un pont roulant jusqu'à l'une des quatre baies de la partie haute du VAB où est assemblée la fusée. Les étages sont ensuite fixés au sommet du premier étage qui lui a été placé, dès sa réception, sur la plateforme de lancement. Pour optimiser la durée de l'assemblage des fusées, la NASA a fait construire des maquettes d'étage qui peuvent être mises à la place de ceux-ci si l'un d'entre eux était retardé. Ces structures ont la même hauteur et la même masse et contiennent les mêmes connexions électriques que leurs modèles. Les étages sont assemblés les uns avec les autres ainsi que la charge utile (vaisseaux Apollo) et la tour de sauvetage. Les liaisons avec la tour ombilicale. Chaque étage est testé individuellement (circuits électriques, hydrauliques, conduites d'ergols, instrumentation, systèmes d'auto-destruction). Une fois tous les étages testés individuellement, trois tests de l'ensemble de la fusée sont réalisés. Le premier consiste à vérifier le fonctionnement des différents systèmes (pneumatique, électrique, etc.), le deuxième consiste à simuler pour chacun de ces systèmes les opérations de lancement et du vol. Enfin un dernier test simule le fonctionnement de l'ensemble de la fusée durant une mission.

### Préparation du lancement
Trois semaines avant le lancement, la fusée Saturn V est convoyée jusqu'au pas de tir. Une fois la plateforme de lancement positionnée, plusieurs répétitions du lancement sont effectuées. La plus importante reproduit exactement la séquence des opérations d'un lancement mais s'arrête juste avant la mise à feu des moteurs du premier étage. Durant ce test, les batteries électriques sont chargées, les réservoirs des trois étages et ceux du vaisseau sont remplis et mis sous pression tandis que l'équipage est installé à bord du vaisseau Apollo. Tout au long du déroulement de cette simulation, l'ensemble des paramètres de fonctionnement sont contrôlés par les opérateurs de la salle de contrôle du centre spatial Kennedy (chargés du lancement) et par ceux du centre spatial de Houston (chargés du suivi de la mission en vol). Cette procédure minutieuse explique au moins en partie le succès des lancements de la fusée qui n'a connu aucun échec durant toute sa carrière.
La fenêtre de lancement des missions lunaires doit prendre en compte de nombreuses contraintes. Le vaisseau Apollo doit se poser sur le sol de la Lune au début de la journée lunaire (1 jour lunaire = 28 jours terrestres) pour bénéficier de conditions d'éclairage et de température optimales. Une deuxième contrainte concerne le moment de la mise à feu du troisième étage pour l'injection des vaisseaux Apollo vers la Lune. Les opérateurs veulent pouvoir suivre en temps réel cette manœuvre et le fonctionnement du vaisseau dans les heures suivantes au cas où un incident nécessiterait une interruption de la mission. Pour des raisons liées à la mécanique spatiale, la mise à feu doit être effectuée lorsque le vaisseau survole la face de la Terre à l'opposé de celle de la Lune. Pour bénéficier de la couverture radio souhaitée, il faut que cette mise à feu se fasse au-dessus d'Hawaï ce qui permet aux stations terriennes situées plus à l'est de prendre le relais durant les heures suivantes. Enfin cette mise à feu doit se faire dans les trois heures suivant le lancement pour limiter l'évaporation des ergols cryogéniques du troisième étage. La fenêtre de lancement résultant de toutes ces contraintes est limitée à quelques heures d'une unique journée du mois lunaire. Pour que cette condition ne soit pas trop contraignante, certaines missions lunaires disposent d'un ou plusieurs sites d'atterrissage de rechange (deux pour Apollo 11) permettant un lancement deux à trois jours plus tard.
Le remplissage des réservoirs débute 13 heures avant le lancement. C'est d'abord le réservoir de kérosène du premier étage qui est rempli car celui-ci ne s'évapore pas à température ambiante. Les ergols cryogéniques, qui doivent être stockés dans les réservoirs à des températures extrêmement basses pour rester liquides (−183 °C pour l'oxygène servant de comburant pour les trois étages et −253 °C pour l'hydrogène utilisé comme combustible par les deuxième et troisième étage), ne sont chargés que dans les dernières heures et nécessitent de suivre des procédures spéciales. L'air est au préalable expulsé des réservoirs d'hydrogène par de l'hélium sous pression pour éviter que de l'azote gèle et ne vienne contaminer cet ergol. Les opérateurs font descendre ensuite progressivement la température des parois des réservoirs cryogéniques en introduisant l'ergol en petites quantités. Lorsque celui-ci ne s'évapore plus au contact des parois, la vitesse de transfert est augmentée jusqu'à sa valeur nominale. Une fois les réservoirs des ergols cryogéniques pleins, le remplissage se poursuit à petite vitesse pour compenser les pertes par évaporation. Quelques minutes avant le décollage, les évents, qui permettent aux vapeurs de s'échapper des réservoirs, sont fermés. L'alimentation est alors interrompue ce qui fait monter la pression dans les réservoirs aux valeurs nécessaires pour permettre au processus d'alimentation de se mettre en marche au moment de l'allumage des moteurs-fusées.
Trois heures avant le lancement, les astronautes de l'équipage empruntent l'un des ascenseurs de la tour ombilicale de la plateforme de lancement qui les amène à 100 mètres au-dessus de celle-ci. Ils empruntent alors l'un des bras reliant la tour à la fusée pour rejoindre une pièce baptisée salle blanche (son environnement est contrôlé) donnant accès à l'écoutille du vaisseau Apollo. Une fois l'équipage installé dans le vaisseau et l'écoutille refermée, les techniciens ayant assisté les astronautes se retirent et le bras pivote de 12 degrés pour s'écarter du lanceur tout en restant à une distance suffisamment faible pour permettre une évacuation rapide de l'équipage en cas d'anomalie sur la fusée. Quatre minutes avant le lancement, le bras est complètement rétracté. 17 secondes avant le lancement, la centrale à inertie de la fusée, qui doit permettre de déterminer la position et la trajectoire suivie par celle-ci, est réalignée,.

### Décollage et fonctionnement du premier étage

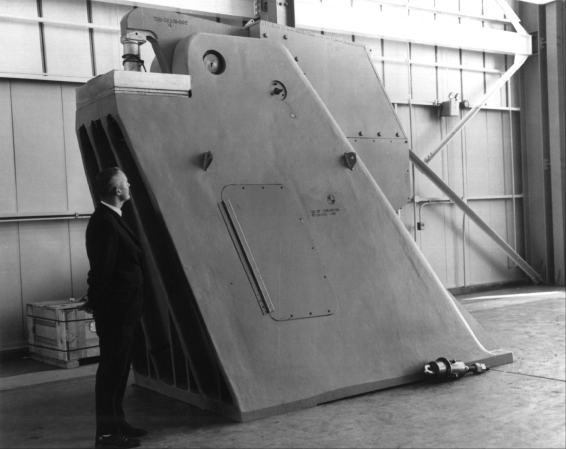
Un des quatre bras mobiles qui retiennent la fusée Saturn V sur la plateforme de lancement mobile jusqu'à son lancement. Les quatre bras supportent les 3000 tonnes du lanceur au repos et peuvent résister à une poussée totale de 1400 tonnes au décollage.

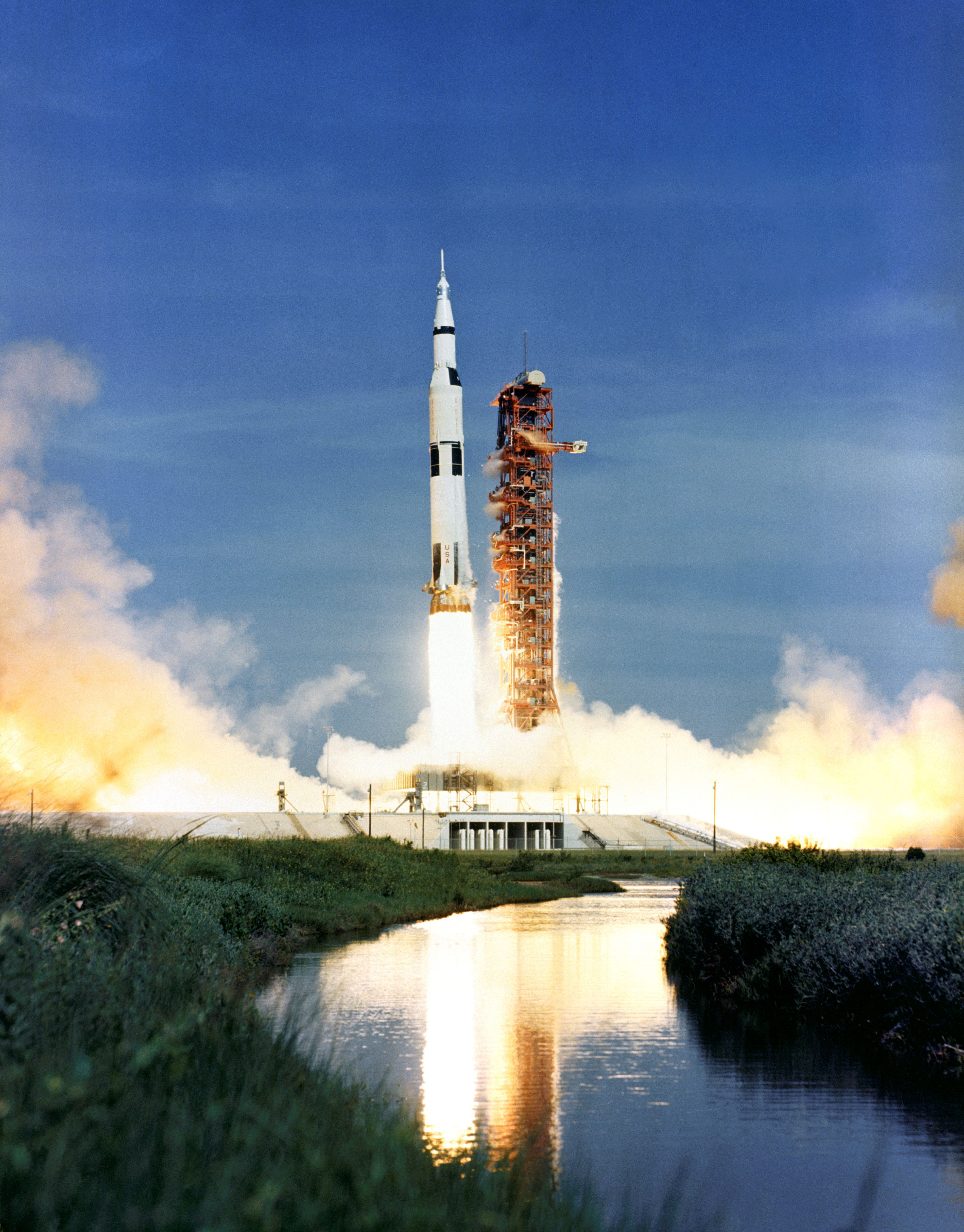
Décollage de la fusée Saturn V de la mission Apollo 15.

Le premier étage fonctionne durant 2 minutes et 30 secondes en brûlant 2 000 t d'ergols liquide. Lorsque le second étage prend le relais, la fusée se trouve à une altitude de 61 km et sa vitesse est de 8 600 km/h .
La séquence d'allumage des cinq moteurs du 1er étage débute 8,9 s avant le lancement proprement dit. Le moteur F-1 central s'allume en premier, suivi par les deux paires de moteurs symétriques avec un intervalle de 300 ms pour réduire les efforts mécaniques sur la fusée. Une seconde avant le décollage, les cinq moteurs fonctionnent à pleine puissance en consommant 15 tonnes d'ergols chaque seconde. Une fois que les ordinateurs ont confirmé que les moteurs ont atteint leur poussée maximale, la fusée est relâchée en douceur en deux étapes : les quatre bras qui supportent les 3 000 tonnes de la fusée tout en l'empêchant de décoller pivotent pour la libérer puis, tandis que le lanceur commence à s'élever au-dessus du sol, des fixations métalliques accrochées à travers des fentes à la fusée se déforment progressivement pour contrôler son accélération jusqu'à relâcher complètement le lanceur lorsque celui-ci s'est élevé de 15 centimètres. Cinq des neuf bras de la tour ombilicale sont restés fixés à la fusée : dès que la fusée s'est élevée de 2 centimètres, les bras s'écartent en déconnectant les différentes conduites. Cette phase du lancement dure une demi-seconde. Lorsque la fusée est complètement relâchée, le lancement ne peut plus être interrompu même si un moteur a un fonctionnement défectueux. La destruction de la fusée en cas d'anomalie de fonctionnement ne peut intervenir qu'après un délai de 30 secondes pour éviter que son explosion ne détruise complètement les installations. Il faut environ 12 secondes à la fusée pour s'élever au-dessus de la tour de lancement. Une fois celle-ci dépassée, le lanceur Saturn V pivote pour s'éloigner suffisamment de la zone de tir en cas de vents contraires ou de panne moteur. À une altitude de 130 mètres, la fusée effectue une manœuvre de roulis et bascule pour s'aligner selon l'azimut prévu. Du lancement jusqu'à la seconde 38 après l'allumage du second étage, Saturn V utilise un programme préenregistré pour corriger son assiette. Ces corrections tiennent compte des vents dominants moyens mesurés pendant le mois correspondant au lancement.
Par précaution, les quatre moteurs périphériques sont inclinés vers l'extérieur, de manière que si un moteur vient à s'arrêter, la poussée des moteurs restants soit dirigée vers le centre de gravité de la fusée. Saturn V accélère rapidement, atteignant la vitesse de 500 m/s à 2 km d'altitude. La priorité de la phase préliminaire du vol était de prendre de l'altitude, le critère de vitesse venant plus tard. Après environ 80 secondes, la fusée atteint le point de sa trajectoire, désigné par Max Q, où la pression dynamique qui s'exerce sur son fuselage atteint son maximum. La pression dynamique sur une fusée est proportionnelle à la densité de l'air autour de la fusée et au carré de la vitesse. Bien que la vitesse de la fusée augmente avec l'altitude, la densité de l'air, elle, décroît. 135,5 secondes après le décollage, le moteur central s'éteint pour réduire les contraintes structurelles sur la fusée liées à l'accélération. En effet, cette dernière s'accroît au fur et à mesure que la fusée brûle ses ergols et s'allège. Or la poussée du moteur F-1 n'était pas modulable. Les quatre moteurs F-1 périphériques continuent à fonctionner jusqu'à l'épuisement d'un des deux ergols mesuré par les capteurs situés dans les systèmes d'alimentation situés dans les réservoirs. 600 millisecondes après l'extinction des moteurs, alors que la fusée a atteint une altitude de 62 km le premier étage se sépare du lanceur avec l'aide de huit petites rétrofusées à poudre qui empêchent le premier étage de télescoper le second étage qui n'avance plus que sur son inertie. Juste avant ce largage, l'équipage subit sa plus forte accélération, 4 g (soit 39 m/s2). Après sa séparation, le premier étage poursuit sa trajectoire ascendante jusqu'à une altitude de 110 km, puis retombe dans l'océan Atlantique à environ 560 km du pas de tir.

### Fonctionnement du deuxième étage
L'étage S-II, qui prend le relais du premier étage, fonctionne durant 6 minutes : il permet au lanceur d'atteindre une altitude de 185 km et une vitesse de 24 600 km/h (6,3 km/s), proche de la vitesse minimale requise pour maintenir en orbite un engin spatial (environ 7,9 km/s).
Les moteurs du second étage sont allumés en deux temps. Après la séparation, des fusées à propergol solide impriment durant 4 secondes une accélération au lanceur qui n'avance plus que sur son inertie depuis la séparation avec le premier étage. L'objectif est de plaquer les ergols au fond des réservoirs pour que les moteurs du second étage soient alimentés correctement lorsqu'ils seront allumés. Puis les cinq moteurs J-2 sont allumés. Le nombre de ces fusées de tassement a varié selon les missions : huit pour les deux premiers vols, puis quatre pour les vols suivants. Environ 30 secondes après la séparation avec le premier étage, la jupe située entre les deux étages, qui sert également de support aux fusées de tassement, est larguée pour alléger le lanceur. Cette manœuvre de séparation demande une grande précision, car il ne faut pas que cette pièce cylindrique qui entoure les moteurs et qui en est distante de seulement 1 mètre touche ceux-ci au passage. Au même moment, la tour de sauvetage qui est fixée au sommet du vaisseau Apollo pour arracher celui-ci au lanceur en cas de défaillance est larguée.

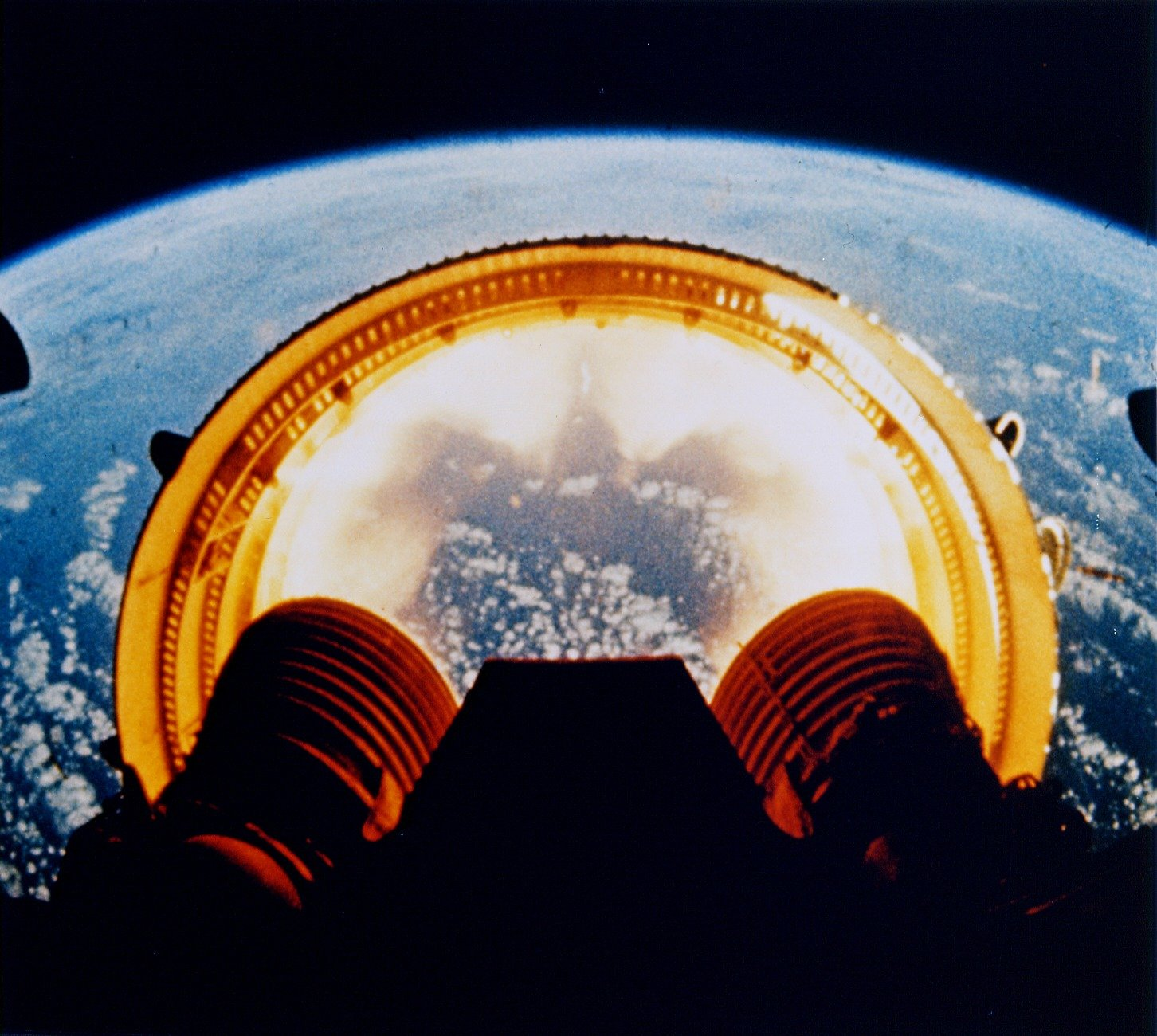
Séparation de l'anneau inter-étage. Image extraite du film de la NASA sur la mission Apollo 6.

Environ 38 secondes après l'allumage du second étage, le système de guidage du lanceur passe d'un système de guidage préenregistré qui lui imposait une trajectoire précise à une navigation autonome pilotée par les ordinateurs de bord assistés par les instruments de la case à équipements, tels que les accéléromètres et les instruments de mesure de l'altitude. L'équipage peut reprendre les commandes si les ordinateurs de bord sortent des limites des trajectoires acceptables : il peut soit annuler la mission soit prendre le contrôle manuel du lanceur. Environ 90 secondes avant l'arrêt du deuxième étage, le moteur central s'éteint pour réduire les oscillations longitudinales connues sous le nom d'« effet pogo ». Un système d'atténuation de l'effet pogo fut mis en place à partir d'Apollo 14, mais on continua à éteindre le moteur central comme lors des vols précédents. À peu près au même moment, le débit de l'oxygène liquide est réduit, modifiant le ratio de mélange des deux ergols pour garantir qu'il reste aussi peu d'ergols que possible dans les réservoirs à la fin du vol du second étage. Cette opération était réalisée pour une certaine valeur de Delta-V. Lorsque deux des cinq capteurs situés au fond des réservoirs ont détecté l'épuisement des ergols, les systèmes de contrôle de la fusée Saturn V initient la séquence de largage du deuxième étage. Une seconde après l'extinction du deuxième étage, ce dernier se sépare, et un dixième de seconde plus tard le troisième étage s'allume. Des rétrofusées à poudre montées sur l'inter-étage au sommet du deuxième étage sont mises à feu pour écarter le second étage vide en l'éloignant du reste du lanceur. L'étage S-II retombe à environ 4 200 km du site de lancement.

### Mise en orbite

L'étage S-IV B d'Apollo 7 en vol orbital autour de la Terre. Apollo 7 utilisa un lanceur Saturn B, et non Saturn, sachant que l'étage S-IV B était quasiment identique sur ces deux lanceurs.

Le troisième étage fonctionne pendant les 2,5 minutes suivantes.
Contrairement à la précédente séparation d'étages, il n'y a pas d'opération spécifique de séparation pour l'inter-étage. L'inter-étage entre les second et troisième étages reste attaché au second étage (bien qu'il soit construit comme une composante du troisième étage). Au moment du largage la fusée a atteint déjà 90% de la vitesse nécessaire pour permettre la mise en orbite. Le troisième étage S-IVB ne fonctionne que durant 140 secondes avant d'être volontairement éteint. Il s'est écoulé 11 minutes et 30 secondes depuis le décollage. Saturn V a atteint une altitude de 164 km d'altitude et se trouve à 1 700 km du site de lancement. Le troisième étage du lanceur ainsi que sa charge utile sont désormais placés sur une orbite de parking (c'est-à-dire provisoire) de 180 km sur 165 km. Il s'agit d'une orbite très basse et la trajectoire ne peut pas rester stable à cause des frottements avec les couches hautes de l'atmosphère. Pour les deux missions du programme qui se déroulent en orbite terrestre, Apollo 9 et Skylab, le lanceur injecte les vaisseaux sur une orbite beaucoup plus haute. Une fois sur l'orbite de parking, le S-IVB et le vaisseau spatial restent attachés et bouclent deux orbites et demi autour de la Terre. Durant cette phase les astronautes effectuent des contrôles des équipements du vaisseau et du dernier étage du lanceur pour s'assurer que tout est en parfait état de marche et préparer le vaisseau pour la manœuvre d'injection « translunaire » (TLI).

### Injection sur une orbite de transit vers la Lune
La manœuvre TLI intervient environ 2 heures et demie après le lancement : le moteur du troisième étage est rallumé pour propulser le vaisseau spatial vers la Lune. La propulsion du S-IVB durant 6 minutes porte la vitesse des vaisseaux à plus de 11 km/s, ceux-ci peuvent ainsi s'échapper de l'attraction de la Terre pour se diriger vers la Lune.
Quelques heures après la manœuvre TLI, le module de commande et de service Apollo (CSM) se sépare du troisième étage, pivote de 180 degrés, puis s'arrime au module lunaire (LEM) qui était situé sous le CSM pendant la phase de lancement. Enfin le nouvel ensemble formé par le CSM et le LEM se détache du troisième étage. Le troisième étage pourrait présenter un danger pour la suite de la mission puisque les vaisseaux Apollo suivent la même trajectoire inertielle. Pour éviter tout risque de collision, les ergols restants dans les réservoirs du troisième étage sont évacués dans l'espace ce qui par réaction modifie sa trajectoire. À partir d'Apollo 13, les contrôleurs dirigent le troisième étage vers la Lune. Des sismographes déposés sur la Lune par de précédentes missions peuvent détecter les impacts des étages s'écrasant sur la Lune. Les données enregistrées ont contribué à l'étude de la composition intérieure de la Lune. Avant Apollo 13 (sauf Apollo 9 et Apollo 12), les troisièmes étages étaient placés sur une trajectoire passant à proximité de la Lune qui les renvoyait vers une orbite solaire. Apollo 9 quant à lui fut dirigé directement vers une orbite solaire.
L'étage S-IVB d'Apollo 12 connut un destin tout différent. Le 3 septembre 2002, Bill Yeung découvrit un astéroïde suspect à qui il donna le nom provisoire de J002E3. Il se révéla être en orbite autour de la Terre, et il fut rapidement découvert par analyse spectrale qu'il était couvert d'une peinture blanche de dioxyde de titane, la même que celle utilisée pour Saturn V. Les contrôleurs de mission avaient prévu d'envoyer le S-IVB d'Apollo 12 en orbite solaire mais l'allumage moteur après la séparation du vaisseau Apollo dura trop longtemps et le troisième étage passa trop près de la Lune et finit sur une orbite à peine stable autour de la Terre et de la Lune. On pense qu'en 1971, à la suite d'une série de perturbations gravitationnelles, le S-IVB se plaça sur une orbite solaire puis revint sur une orbite terrestre 31 ans plus tard. En juin 2003, ce troisième étage quitta l'orbite terrestre.

### En cas de défaillance du lanceur

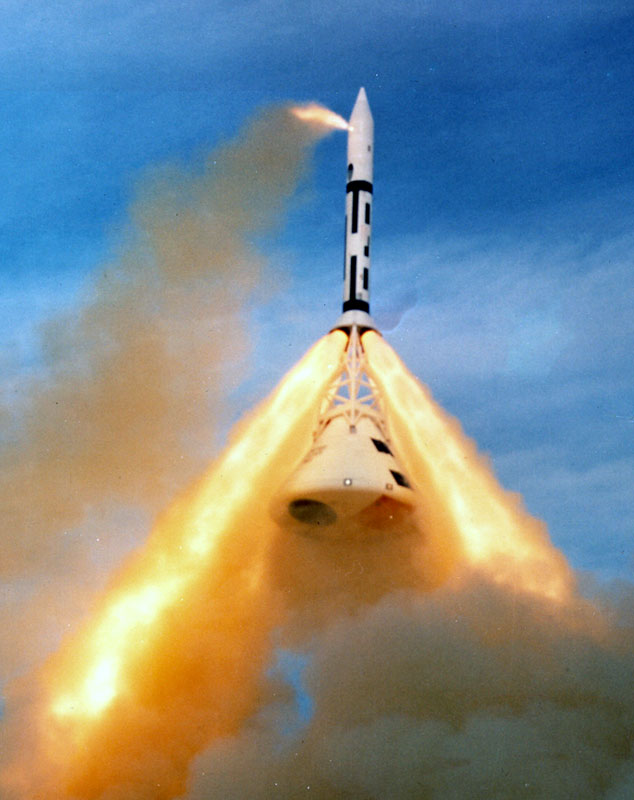
Test au sol de la tour de sauvetage.

Contrairement à ce qui se passe à l'époque en Union soviétique, la NASA a choisi une politique de transparence qui s'applique en particulier au programme Apollo. Un accident entraînant une perte de vies humaines ne peut qu'avoir un impact important sur l'image de l'agence spatiale aux États-Unis et sur celle du pays dans le reste du monde (en particulier dans le contexte de la guerre froide). La survie de l'équipage en cas de défaillance du lanceur constitue donc un objectif très important pour la NASA. Les responsables de l'agence spatiale ont posé comme principe qu'à chaque étape d'une mission il devait y avoir au moins une procédure permettant à l'équipage de survivre à une défaillance de la fusée Saturn V :
- Dans les heures précédant le lancement, alors que les astronautes sont installés dans le vaisseau Apollo, le lanceur, dont les ergols sont en cours de chargement, est particulièrement vulnérable à un début d'incendie. Les astronautes disposent de deux méthodes pour tenter d'échapper à une éventuelle explosion du lanceur. La méthode privilégiée consiste à revenir dans la tour ombilicale puis embarquer dans une nacelle comportant 9 places située au même niveau que le bras reliant la tour au vaisseau. Cette nacelle coulisse alors le long d'un câble qui l'amène au sol à une distance de 1 000 mètres du pas de tir. Là, les astronautes peuvent trouver refuge dans un blockhaus. La deuxième méthode consiste à descendre avec l'ascenseur rapide de la tour ombilicale jusqu'au niveau de la plateforme puis jusqu'au niveau du pas de tir par un deuxième ascenseur. Si le risque n'est pas trop élevé, l'équipage embarque alors dans un blindé qui est stationné là et qui les emmène à une distance suffisante du pas de tir. Si le temps est compté, les astronautes se jettent dans une ouverture située sur la plateforme près du palier de l'ascenseur rapide. Ils dégringolent alors le long d'une glissière qui est en communication avec un tunnel foré dans le socle en béton du pas de tir. Ils sont ralentis et arrivent à l'entrée d'une salle blindée qui est conçue, une fois la porte blindée refermée, pour résister à l'explosion de la fusée et qui permet d'accueillir 20 personnes pendant 24 heures. Un long tunnel, qui débouche à 300 mètres de là, permet d'évacuer la salle et est également utilisé pour renouveler l'air[65].
- Durant les premières minutes de vol jusqu'à l'allumage du deuxième étage, la fusée n'a pas atteint une altitude suffisante et est soumise à des forces aérodynamiques importantes qui ne permettent pas au vaisseau Apollo contenant l'équipage de se contenter de déclencher la séparation avec la fusée Saturn V en cas d'incident grave. Durant cette phase un ensemble de moteurs-fusées à propergol solide regroupées dans la tour de sauvetage qui coiffe le vaisseau Apollo est chargé d'éloigner celui-ci du lanceur puis de lui faire parcourir une parabole en lui donnant le temps de déployer un parachute dans de bonnes conditions d'orientation. Si l'éjection a lieu durant les 42 premières secondes de vol, les fusées de la tour de sauvetage éloignent le vaisseau du pas de tir en direction de la mer pour que celui-ci ne retombe pas dans les débris du lanceur. Une fois son office rempli, la tour de sauvetage est éjectée pour que le parachute puisse se déployer. Au-delà de 42 secondes le vaisseau a atteint une vitesse hypersonique et le problème est désormais de pouvoir éjecter la tour de sauvetage, une fois que celle-ci a effectué son travail. Dans ce mode, des ailerons canard sont déployés pour freiner le vaisseau et permettre l'éjection. Au-delà d'une altitude de 30 kilomètres, les ailerons canard ne sont plus efficaces car l'atmosphère est devenue trop ténue : ce sont des petits moteurs-fusées qui sont actionnés pour modifier l'orientation du vaisseau Apollo et permettre le largage de la tour de sauvetage[66].
- Une fois le deuxième étage allumé, la tour de sauvetage est larguée. Si la fusée Saturn V est victime d'une défaillance à ce stade, les forces aérodynamiques sont suffisamment faibles pour que le vaisseau Apollo puisse s'éloigner et s'écarter de la fusée en utilisant uniquement ses moteurs-fusées puis redescendre vers l'Océan Atlantique en déployant son parachute[67].
- Si un incident se produit au bout de 6 minutes de vol, le vaisseau Apollo dispose de suffisamment de puissance (en utilisant le moteur de son module de service) pour se placer en orbite autour de la Terre mais ne peut toutefois pas accomplir sa mission lunaire[68].

En cas de défaillance en vol nécessitant la destruction de la fusée, le lanceur Saturn V dispose d'un système facilitant la dispersion des ergols afin d'éviter qu'ils ne forment un mélange explosif. Celui-ci est activé une fois que le vaisseau Apollo contenant l'équipage s'est séparé du lanceur grâce à l'action de la tour de sauvetage. Le responsable de la sécurité du vol transmet par radio un ordre d'interruption de la mission, qui est reçu par des antennes situées au sommet de chaque étage et qui sont elles-mêmes reliées aux systèmes de destruction. Ceux-ci déclenchent alors la mise à feu de cordons explosifs placés sur les réservoirs qui les éventrent en libérant les ergols.

## Historique des lancements

### Missions sans équipage

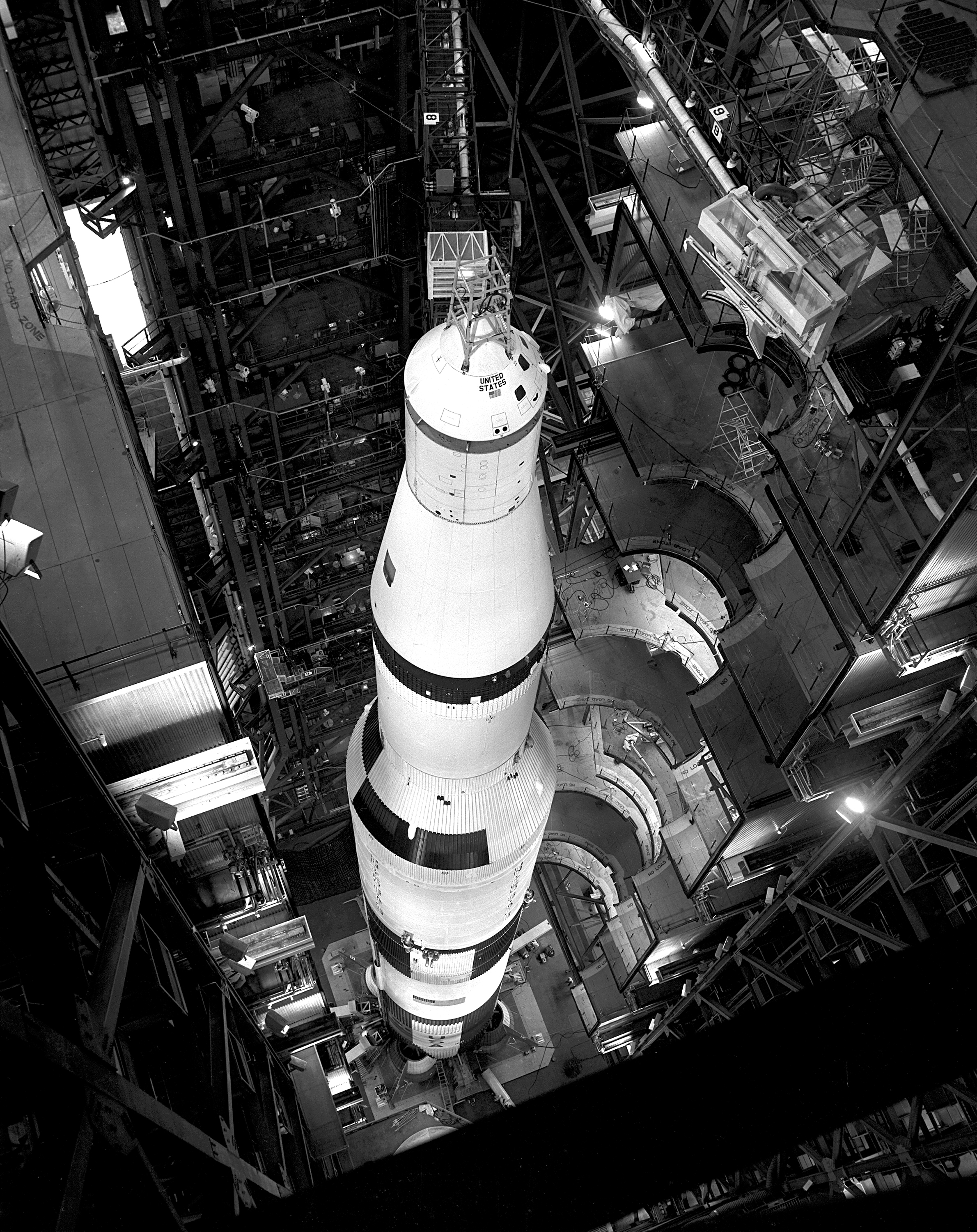
Le lanceur d'Apollo 4 est assemblé dans le VAB.

Le développement de la fusée Saturn V avait pris du retard du fait de nombreux problèmes touchant en particulier le deuxième étage S-II : excès de poids, phénomènes de vibration (effet pogo), etc. Les déboires du vaisseau spatial Apollo (incendie du vaisseau Apollo 1) permirent au lanceur de rattraper son retard. Traditionnellement, les nouveaux lanceurs étaient testés en vol étage par étage et le lancement de la fusée Saturn V du fait de sa taille et de sa complexité constituait un risque particulièrement important. Pour tenir les objectifs fixés par le président Kennedy en 1961 d'envoyer un homme sur la Lune avant la fin de la décennie 1960, le responsable de la NASA, George Mueller, fait le choix audacieux de lancer dès son premier vol la fusée Saturn V complète (procédure de test All-up) en mettant en place l'organisation permettant de réussir ce pari. Deux vols sans équipage ont lieu pour valider le fonctionnement du lanceur mais également du vaisseau spatial Apollo.
- Apollo 4 (9 novembre 1967), mission non habitée, premier essai du lanceur Saturn V.

La mission Apollo 4 est le premier vol du lanceur géant. Afin de recueillir un maximum d'informations sur le comportement de la fusée, 4 098 capteurs sont installés. Le premier lancement de Saturn V est un succès complet.
- Apollo 6 (4 avril 1968) est une répétition plus complète d'Apollo 4. Le test est peu satisfaisant : deux des moteurs J-2 du 2e étage cessent prématurément de fonctionner ce qui ne peut être compensé que par une durée de fonctionnement prolongée des autres moteurs de l'étage. Alors que la fusée est sur son orbite de parking, l'unique moteur J-2 du 3e étage refuse de se rallumer pour simuler l'injection sur une trajectoire lunaire. En sollicitant le moteur du vaisseau Apollo, les équipes de la NASA parviennent malgré tout à effectuer les tests attendus. Malgré ces péripéties, la NASA estima que désormais la fusée Saturn V et les véhicules Apollo pouvaient embarquer des équipages en toute sécurité[72].

### Vols habités destinés à tester les véhicules
Le premier vol habité n'a lieu qu'en octobre 1968 (mission Apollo 7, lancée par la fusée Saturn IB), mais les missions destinées à valider le fonctionnement des différents composants du programme et à effectuer une répétition presque complète d'une mission lunaire, se succèdent rapidement. Trois missions préparatoires utilisant le lanceur Saturn V se déroulent sans anomalie majeure sur une période de 5 mois.
- Apollo 8 (21 décembre 1968 – 27 décembre 1968)

La mission Apollo 8 est le premier vol habité à quitter l'orbite terrestre. À ce stade d'avancement du programme, il s'agit d'une mission risquée car une défaillance du moteur du vaisseau Apollo au moment de sa mise en orbite lunaire ou de son injection sur la trajectoire de retour aurait pu être fatale à l'équipage d'autant plus que le module lunaire a été remplacé par une maquette.
- Apollo 9 (3 mars 1969 – 13 mars 1969)

Apollo 9 constitue le premier essai en vol de l'ensemble des équipements prévus pour une mission lunaire : fusée Saturn V, module lunaire et vaisseau Apollo. Les astronautes effectuent toutes les manœuvres de la mission lunaire tout en restant en orbite terrestre.
- Apollo 10 (18 mai 1969 – 26 mai 1969)

Les dirigeants de la NASA envisagent que cette mission soit celle du premier atterrissage sur le sol lunaire, car l'ensemble des véhicules et des manœuvres a été testé sans qu'aucun problème majeur n'ait été détecté. Mais, dans la mesure où les soviétiques ne semblaient pas préparer de mission d'éclat, ils préférèrent opter pour une dernière répétition au réalisme encore plus poussé. Peu après avoir quitté son orbite terrestre basse, le vaisseau Apollo exécute la manœuvre d'amarrage au LEM. Après s'être séparé du troisième étage de Saturn V, il effectue une rotation à 180° puis arrime son nez au sommet du module lunaire avant de l'extraire de son carénage. Une fois le train spatial placé en orbite autour de la Lune, le module lunaire, surnommé « Snoopy », entame la descente vers le sol lunaire qui est interrompue à 15,6 km de la surface.

### Les missions lunaires
Les sept missions suivantes lancées entre 1969 et 1972 ont toutes pour objectifs de poser un équipage en différents points de la Lune, présentant un intérêt géologique. Apollo 11 est la première mission à remplir l'objectif fixé par le président Kennedy. Apollo 12 est une mission sans histoire, contrairement à Apollo 13 qui, à la suite d'une explosion dans le module de service, frôle la catastrophe et doit renoncer à se poser sur la Lune. La NASA a modifié le modèle de module lunaire emporté par les missions à partir d'Apollo 15 pour répondre aux attentes des scientifiques : le séjour sur la Lune est prolongé grâce à des réserves de consommables plus importantes. Le module lunaire plus lourd transporte le rover lunaire qui accroît le rayon d'action des astronautes durant leurs sorties.
- Apollo 11 (16 juillet 1969 – 24 juillet 1969)

Le 21 juillet 1969, les astronautes Neil Armstrong et Buzz Aldrin, après un atterrissage mouvementé dans la mer de la Tranquillité, font leurs premiers pas sur la Lune.
- Apollo 12 (14 novembre 1969 – 24 novembre 1969)

32 secondes après son décollage, la fusée Saturn V est frappée par la foudre, entraînant une perte temporaire de la puissance électrique. Le module lunaire fait un atterrissage de précision dans l'Océan des Tempêtes à 180 m de la sonde spatiale Surveyor 3.
- Apollo 13 (11 avril 1970 – 17 avril 1970)

Cette mission lunaire est interrompue à la suite de l'explosion d'un réservoir d'oxygène liquide situé dans le module de service d'Odyssey durant le transit de la Terre à la Lune. Heureusement, la trajectoire de transit Terre-Lune a été calculée pour que, en l'absence de manœuvre, le train spatial puisse revenir vers la Terre après avoir fait le tour de la Lune.
- Apollo 14 (31 janvier 1971 – 9 février 1971).

Au début du transit Terre-Lune, l'équipage ne parvient à amarrer le module CSM au module lunaire qu'après 5 tentatives infructueuses, impliquant une longue période de tension pour l'équipage. Apollo 14 atterrit dans la région accidentée de Fra Mauro qui était l'objectif initial d'Apollo 13.
- Apollo 15 (26 juillet 1971 – 7 août 1971)

Apollo 15 est la première mission à emporter un module lunaire alourdi grâce, entre autres, à l'optimisation du lanceur Saturn V. Le poids supplémentaire est principalement constitué par le rover lunaire et des consommables (oxygène et puissance électrique) embarqués à bord du module lunaire Apollo qui permettent d'allonger le séjour sur la Lune de 35 heures à 67 heures.
- Apollo 16 (16 avril 1972 – 27 avril 1972)

Apollo 16 est la première mission à se poser sur les hauts-plateaux lunaires.
- Apollo 17 (7 décembre 1972 – 19 décembre 1972)

Apollo 17 est la dernière mission sur la Lune. L'astronaute Eugene Cernan et son compagnon Harrison Schmitt, un géologue civil américain, le seul astronaute scientifique du programme Apollo à avoir volé, sont les derniers hommes à marcher sur la Lune.

### Le programme Skylab

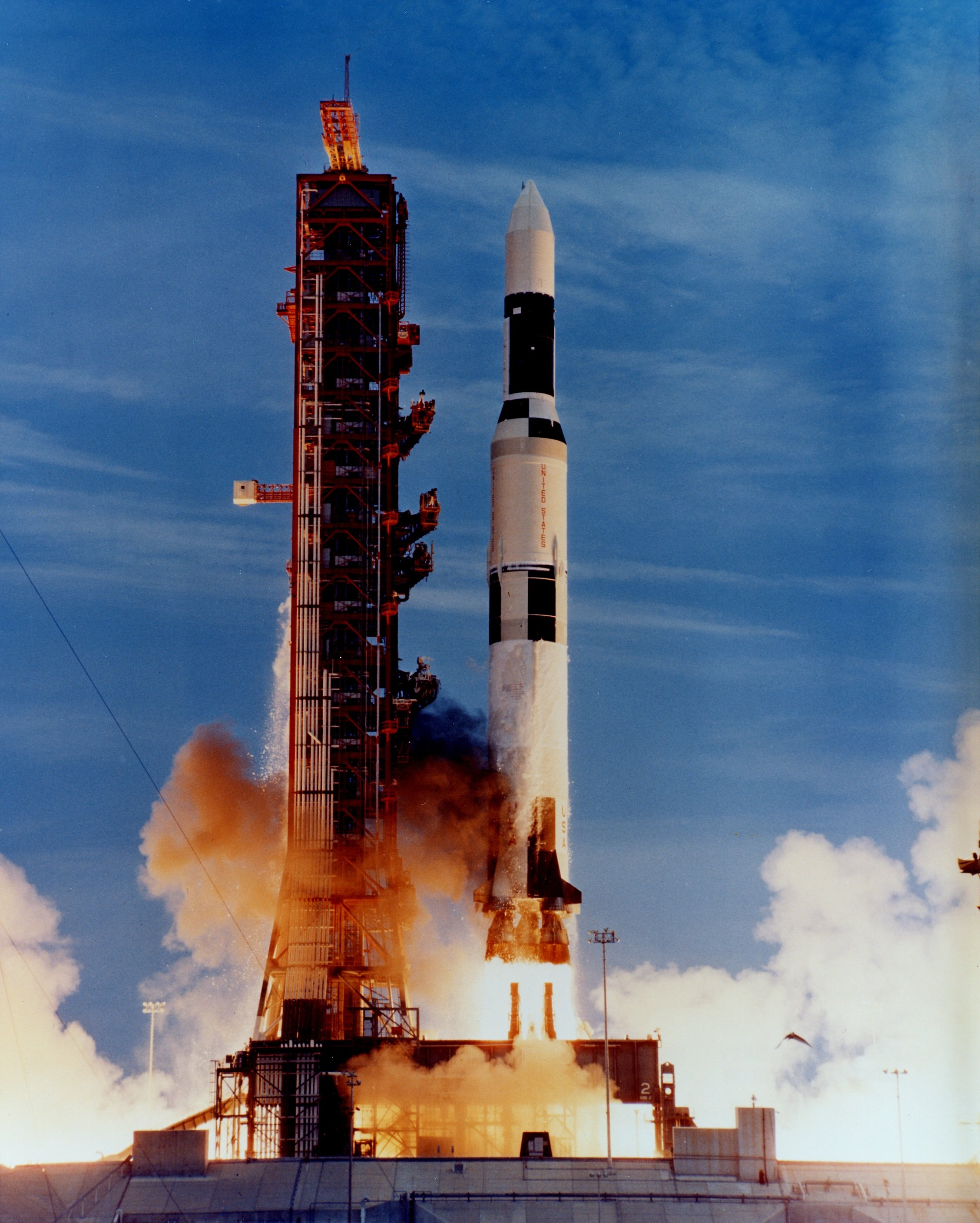
Le dernier lancement de Saturn emporte la station spatiale Skylab en orbite LEO en lieu et place du troisième étage.

En 1965, alors que le programme Apollo est en plein essor, le programme d'application Apollo est créé pour donner une suite aux missions lunaires déjà planifiées tout en utilisant les composants déjà développés. Dans un contexte de réduction budgétaire, la NASA choisit de construire une station spatiale, qui est baptisée Skylab. Le lancement de Skylab, faisant appel à Saturn INT-21, une version à deux étages de la Saturn V. Ce sera le seul lancement de Saturn V non directement lié au programme Apollo de premier homme sur la Lune. La station spatiale est réalisée à partir du troisième étage S-IVB du lanceur Saturn 1B dont l'intérieur est aménagé pour accueillir un équipage. À l'origine, il était prévu de suivre le concept dit de l'atelier « humide » : l'étage de fusée devait être rempli d'ergols et utilisé pour le lancement en orbite avant d'être reconverti en station spatiale par des aménagements réalisés en orbite. Mais ce concept est abandonné au profit du concept de l'atelier « sec » l'aménagement se faisant au sol avant le lancement. La station spatiale d'une masse de 91 tonnes est longue de 35 mètres pour un diamètre de 6,6 m (station spatiale soviétique Saliout 4 contemporaine 15,8 × 4,18 m.). Son volume habitable de 354 m3 (Saliout 4 = 100 m3) et emporte une grande quantité d'instruments scientifiques utilisés notamment pour l'observation de la Terre et du Soleil. L'équipage séjourne dans l'étage qui a été cloisonné et équipé de rangements et aménagements. Cette partie est complétée avec trois modules : un sas (AM), un module d'amarrage (MDA) qui sert également de station de contrôle des instruments scientifiques et un ensemble de télescopes (ATM). Trois équipages occupèrent Skylab du 25 mai 1973 jusqu'au 8 février 1974. Skylab resta en orbite jusqu'en mai 1979. On espérait à l'origine que Skylab resterait suffisamment longtemps en orbite pour être utilisée par les missions de la navette spatiale américaine. La navette aurait pu rehausser l'orbite de Skylab dépourvue de propulsion et effectuer la relève d'équipages permettant de prolonger les expériences menées à bord. Mais le retard pris dans le développement de la navette spatiale et une dégradation plus rapide que prévu de l'orbite de Skylab entraina sa rentrée atmosphérique et sa destruction en 1979 avant que la navette effectue son premier vol (1981). Une doublure de la station spatiale (parfois nommée Skylab B) est aujourd'hui exposée au National Air and Space Museum.

La station Skylab
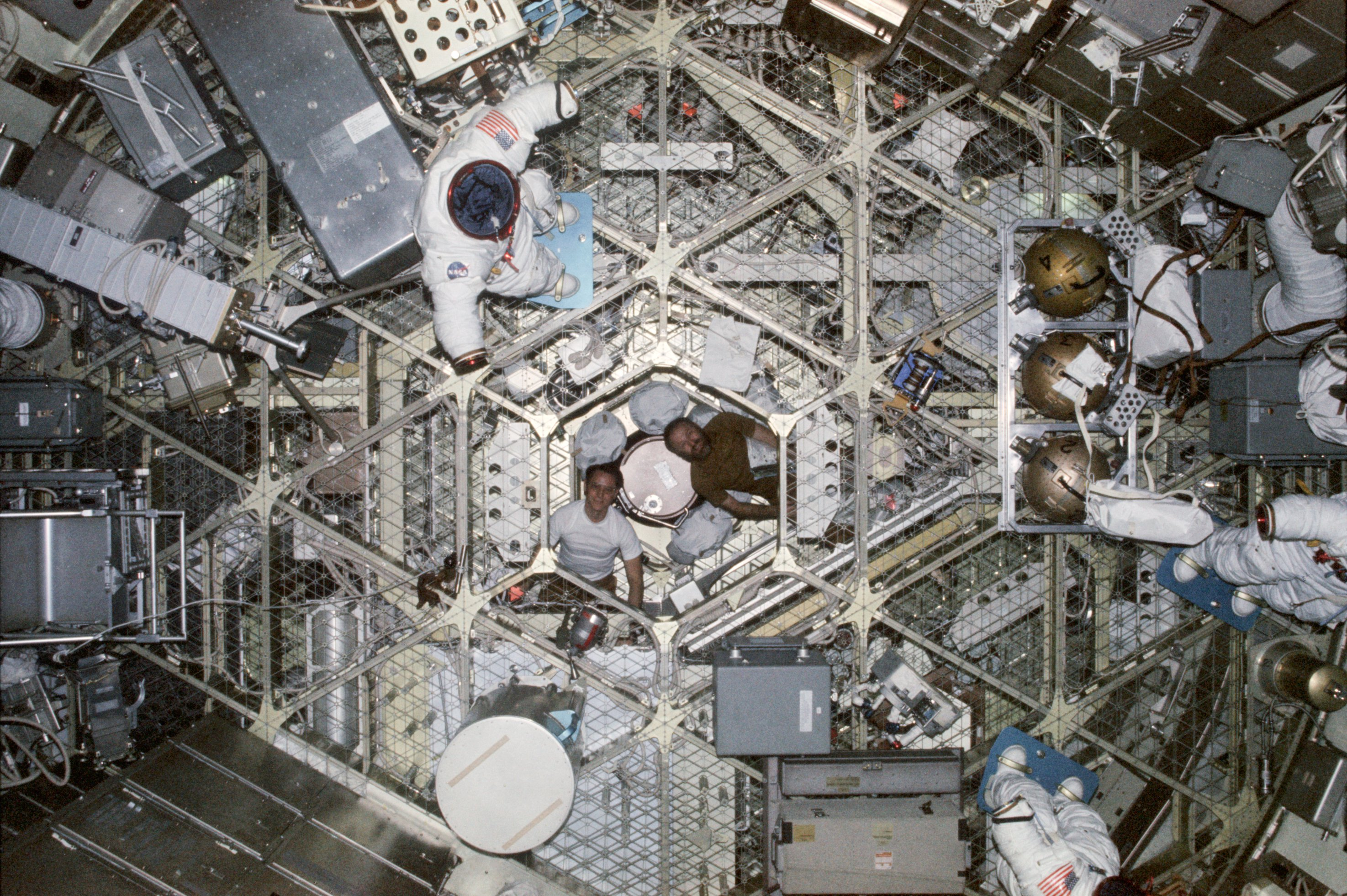
Vue générale du module orbital.
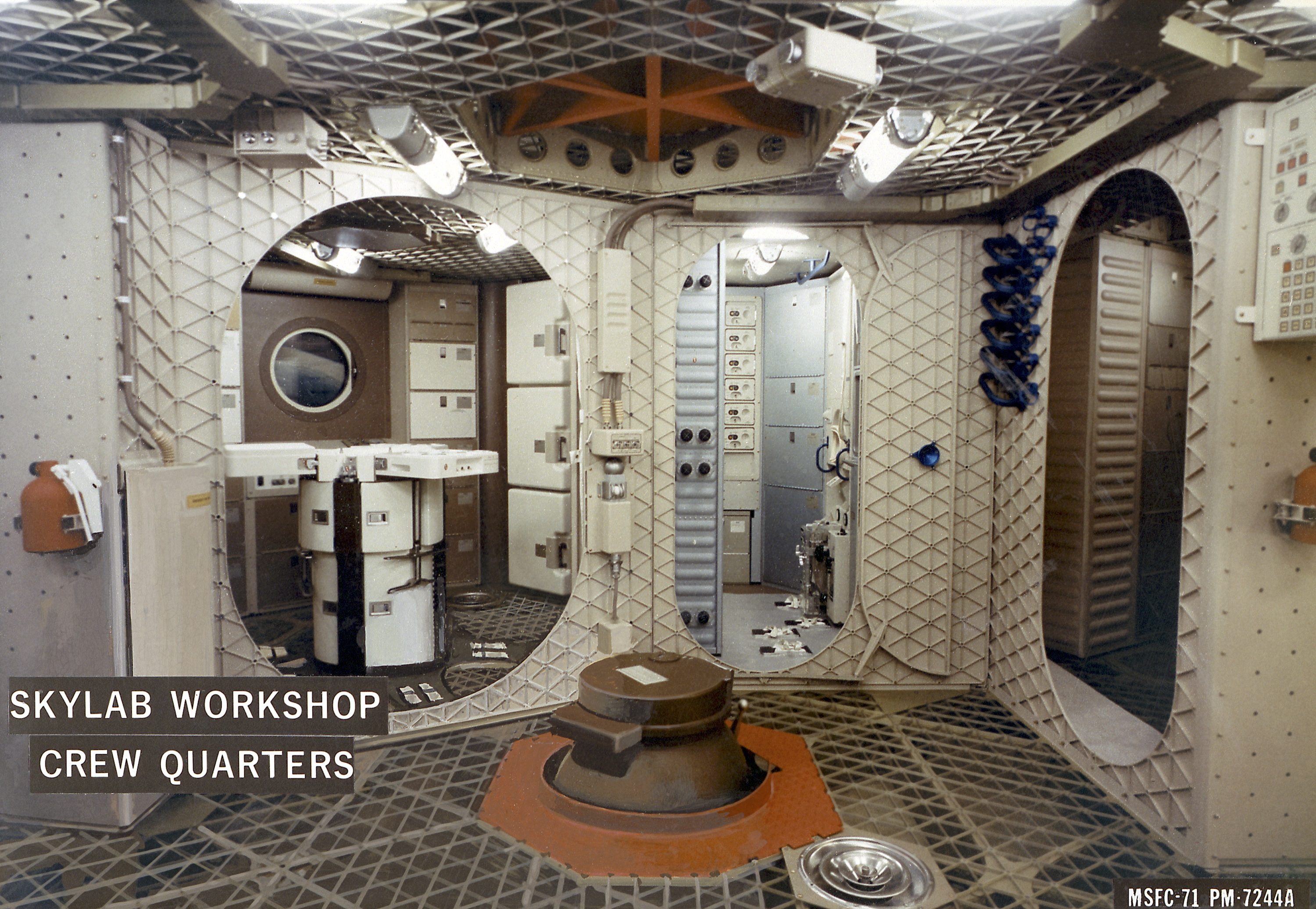
le rez-de-chaussée du module orbital.
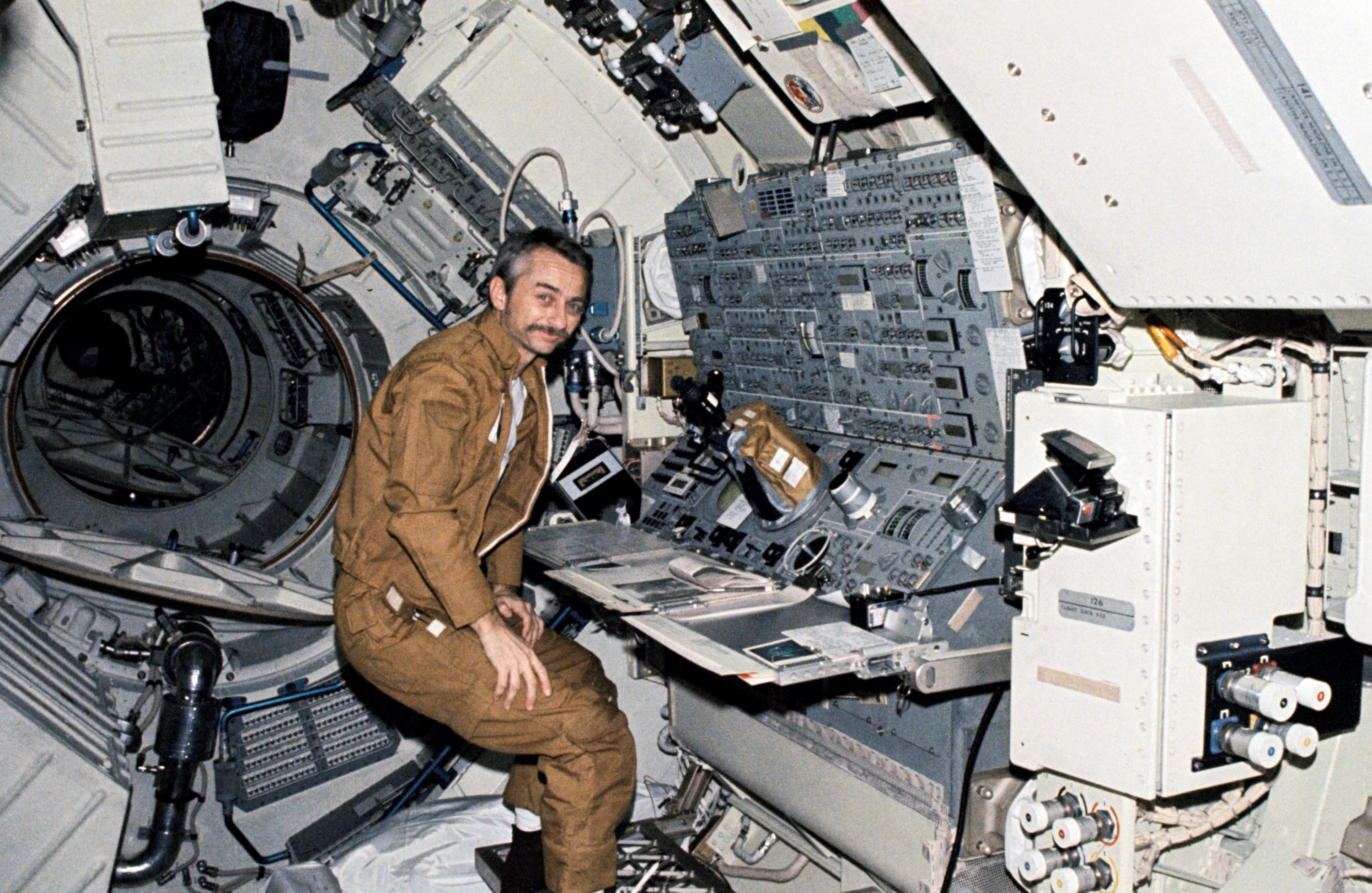
Le module d'amarrage qui sert également de station de contrôle des principaux instruments.

### Utilisation des exemplaires du lanceur construits

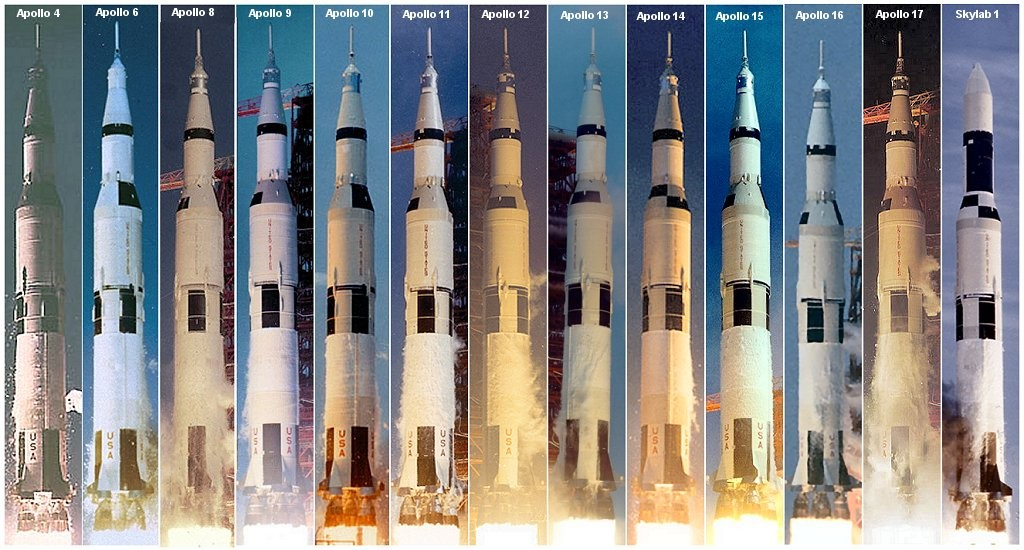
Juxtaposition des tirs de Saturn.

| Numéro de série | Mission   | Date de lancement | Description de la mission |
| --------------- | --------- | ----------------- | --- |
| SA-501          | Apollo 4  | 9 novembre 1967   | Premier vol d'essai sans équipage |
| SA-502          | Apollo 6  | 4 avril 1968      | Deuxième vol d'essai sans équipage |
| SA-503          | Apollo 8  | 21 décembre 1968  | Premier vol habité de Saturn V et orbite lunaire                                                                                                 |
| SA-504          | Apollo 9  | 3 mars 1969       | Test du LEM en orbite terrestre |
| SA-505          | Apollo 10 | 18 mai 1969       | Répétition d'une mission lunaire sans atterrissage                                                                                               |
| SA-506          | Apollo 11 | 16 juillet 1969   | Première mission atteignant le sol lunaire |
| SA-507          | Apollo 12 | 14 novembre 1969  | Le module lunaire se pose près de Surveyor 3 |
| SA-508          | Apollo 13 | 11 avril 1970     | La mission est interrompue à la suite d'une explosion sur le trajet Terre-Lune                                                                   |
| SA-509          | Apollo 14 | 31 janvier 1971   | Le module lunaire se pose près de Fra Mauro |
| SA-510          | Apollo 15 | 26 juillet 1971   | Première utilisation d'une version de Saturn V optimisée permettant l'emport d'un LEM plus lourd comprenant le rover lunaire                     |
| SA-511          | Apollo 16 | 16 avril 1972     | Le module lunaire se pose près de Descartes |
| SA-512          | Apollo 17 | 6 décembre 1972   | Seul lancement nocturne ; dernière mission du programme Apollo                                                                                   |
| SA-513          | Skylab 1  | 14 mai 1973       | Utilisation d'une version à deux étages pour mettre en orbite la station spatiale Skylab (Saturn INT-21) réalisée sur la base du troisième étage |
| SA-514          | Inutilisé | Inutilisé         | Construit pour la mission Apollo18/19 mais jamais utilisé à cause de l'abandon de la mission.                                                    |
| SA-515          | Inutilisé | Inutilisé         | Développée comme lanceur de rechange pour le lancement de Skylab                                                                                 |

## Postérité

### Les évolutions du lanceur Saturn V étudiées
La deuxième série de Saturn V, dont la fabrication a été annulée, aurait très certainement utilisé des moteurs F-1A sur le premier étage, fournissant un surplus de poussée notable. Ceux-ci ont été longuement testés sur banc d'essais mais n'ont jamais volé. D'autres changements probables auraient été la suppression des ailettes (qui apportaient peu de bénéfices compte tenu de leur poids), un premier étage S-IC allongé pour supporter les moteurs F-1A plus puissants et des moteurs J-2 améliorés pour les étages supérieurs.

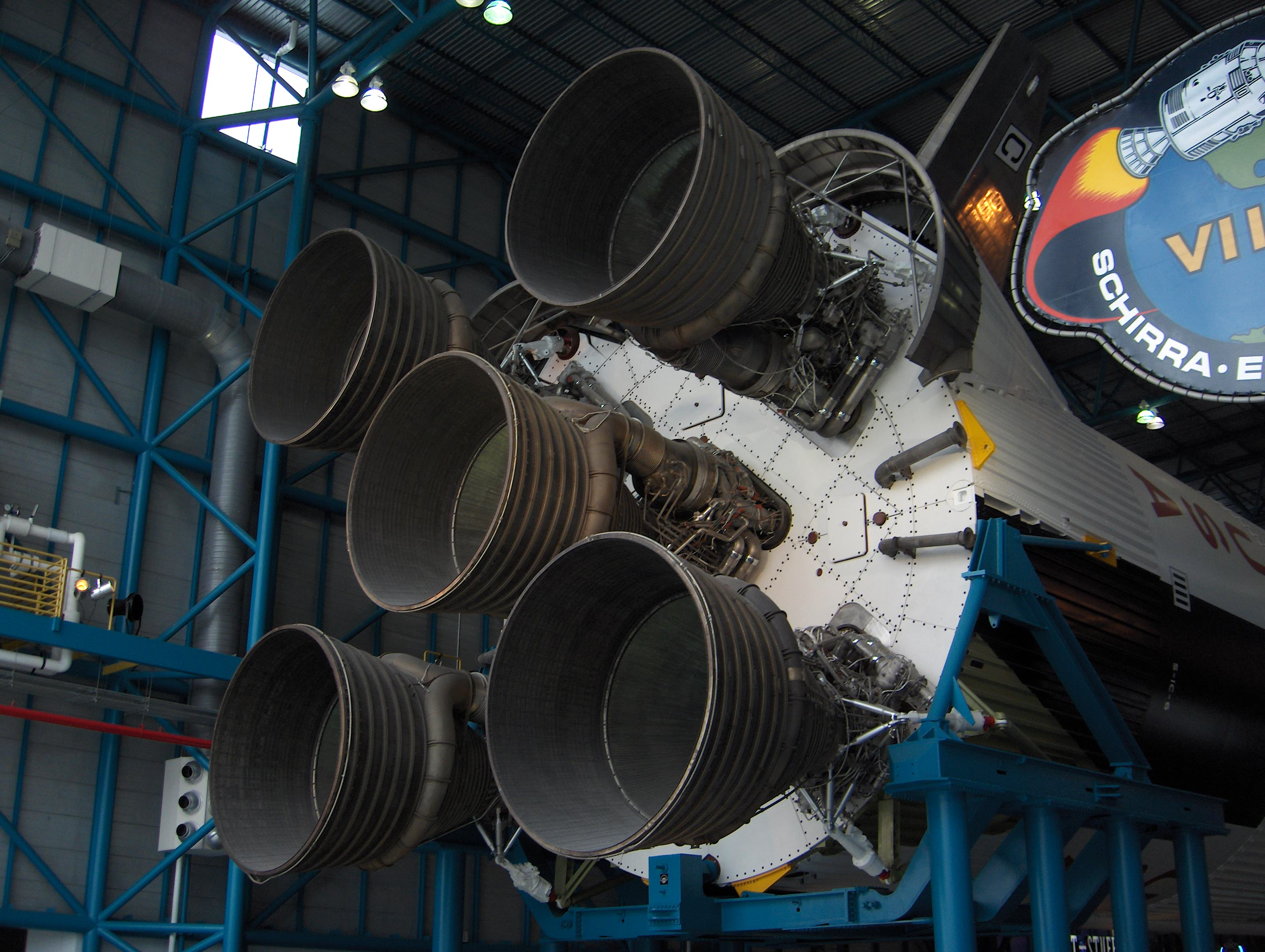
Les moteurs de la fusée exposée couchée au Kennedy Space Center de Floride.

Un certain nombre de lanceurs dérivés de la fusée Saturn V ont été proposés, allant de la Saturn INT-20 avec un étage S-IVB et un inter-étage monté directement sur l'étage S-IC, à la Saturn V-23 (L) qui aurait non seulement eu cinq moteurs F-1 sur le premier étage, mais également quatre propulseurs d'appoint ajoutés avec chacun deux moteurs F-1, portant le nombre total de moteurs F-1 en fonctionnement au lancement à treize.
Après avoir abandonné les plans d'une navette spatiale américaine complètement réutilisable incompatible avec les réductions budgétaires imposées à la NASA en 1970/1971, l'agence spatiale demanda aux différents constructeurs ayant répondu à l'appel d'offres de 1971 d'adapter leurs propositions. Boeing avait fait une proposition utilisant une version modifiée du premier étage S-IC. Celui-ci, surmonté de la navette spatiale équipée d'un réservoir extérieur ou intégré, devait assurer les deux premières minutes de vol. L'étage S-IC était modifié de manière à pouvoir être récupéré : il était équipé d'ailes, d'un train d'atterrissage et de moteurs à réaction classiques lui permettant de revenir se poser sur une piste d'atterrissage du centre spatial Kennedy. Cette architecture, qui avait la faveur des responsables de l'agence spatiale, fut éliminée du processus de sélection car les moteurs F-1 n'étaient pas conçus pour être réutilisés et il aurait fallu les démonter pour les remettre en état allongeant le délai entre deux vols dans des proportions jugées à l'époque inacceptables (plus de 10 jours...).
Voyager Mars était initialement un programme d'exploration robotique élaboré dès 1960 par le Jet Propulsion Laboratory qui devait permettre d'envoyer un orbiteur et un atterrisseur sur la planète Mars. Pour lancer les deux sondes spatiales, il est prévu d'utiliser une variante de la fusée Saturn IB équipée d'un étage supérieur Centaur. Mais la découverte par les sondes Mariner de la faible densité de l'atmosphère martienne change la donne. La sonde spatiale Voyager est fortement alourdie par les ergols et équipements qui doivent lui permettre de poser sur le sol en douceur et le lanceur envisagé n'est plus capable de la placer en orbite. Les responsables de la mission doivent se tourner vers le lanceur Saturn V mais celui-ci a plus de six fois la capacité nécessaire (18 tonnes de charge utile pour Mars). Finalement le programme Voyager Mars sera annulé en 1967 pour des raisons budgétaires.

### Les exemplaires du lanceur conservés

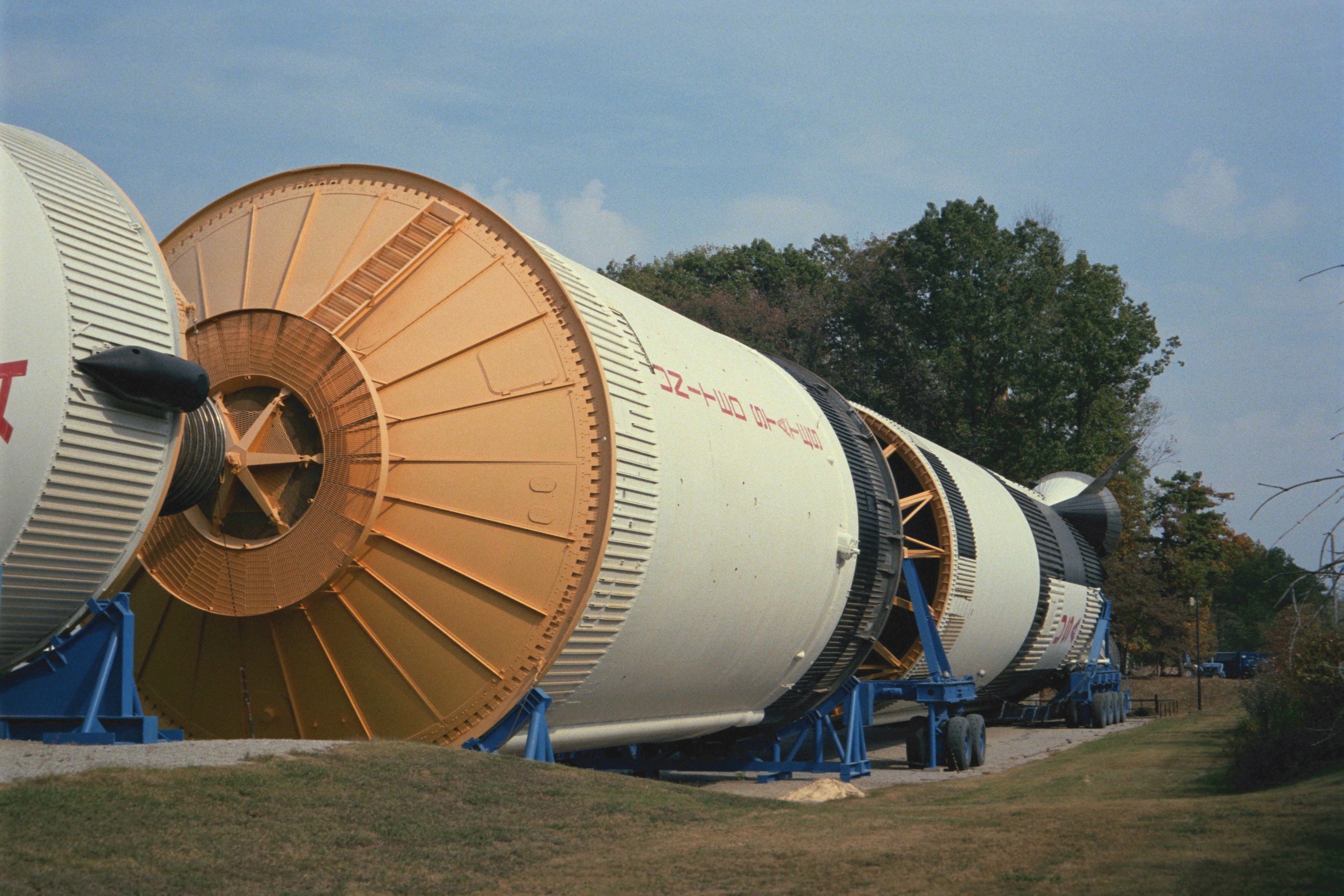
Une Saturn exposée au U.S. Space & Rocket Center à Huntsville en Alabama.

En 2013, trois exemplaires du lanceur Saturn V subsistent et sont présentés au public :
- Le centre spatial Johnson expose un lanceur Saturn V composée du premier étage du SA-514, du second étage du SA-515 et du troisième étage du SA-513
- Au centre spatial Kennedy, le lanceur présenté est composé du S-IC-T (étage de test) et du second et troisième étage du SA-514
- L'U.S. Space & Rocket Center expose le véhicule d'essai dynamique Saturn V, une fusée Saturn V composée du S-IC-D, S-II-F/D et du S-IVB-D (tous des étages de test non prévus pour un vol réel)

Sur ces trois Saturn V, seule celle du centre spatial Johnson est composée entièrement d'étages prévus pour un lancement réel. Le centre américain de l'espace et des fusées à Huntsville dispose également en exposition d'une réplique à l'échelle de Saturn V érigée à la verticale. Le premier étage du SA-515 se trouve au centre d'assemblage Michoud en Louisiane. Le troisième étage du SA-515 quant à lui fut converti pour servir de rechange pour Skylab. Ce dernier est aujourd'hui visible au musée national américain de l'air et de l'espace.

## Les autres projets de lanceur super lourd
En 2022, aucun autre lanceur spatial opérationnel n'a surpassé Saturn V en hauteur, en poids ou en charge utile. Plusieurs lanceurs de la même classe ont volé (N-1 et Energia soviétiques, Falcon Heavy et
SLS) ou sont en cours de développement (Starship). D'autres n'ont jamais dépassé le stade de la planche à dessin (Nova, Ares V).

### Le lanceur Nova (1960)
Aux États-Unis, les propositions pour une fusée plus grande que Saturn V étudiées de la fin des années 1950 jusqu'au début des années 1980 ont toutes porté le nom général de Nova. On compte ainsi plus de trente projets portant sur différentes versions de ce lanceur, avec une charge utile en LEO pouvant aller jusqu'à 450 tonnes. Un projet ultérieur prévoyait d'atteindre 588 tonnes en 1977.
Wernher von Braun et d'autres avaient aussi des plans pour une fusée qui aurait eu huit moteur F-1 sur son premier étage lui permettant d'envoyer un vaisseau spatial habité directement vers la Lune. D'autres variantes pour Saturn V suggéraient d'utiliser un Centaur comme étage supérieur ou d'ajouter des boosters d'appoint. Ces améliorations auraient augmenté sa capacité à envoyer de grands vaisseaux inhabités explorer les autres planètes ou des vaisseaux habités vers Mars.

### La fusée soviétique N1 (1964)

Comparaison de Saturn V et de la fusée N-1.

La fusée soviétique N1, sensiblement de même taille que Saturn V, était d'un aspect plus pyramidal, avec un diamètre du premier étage plus large mais des étages supérieurs plus fins. Elle était plus puissante au décollage que Saturn V avec une poussée de 46 MN contre 34 MN, mais avait une moins grande capacité d'emport (95 tonnes en LEO, contre 140 tonnes) en raison de l'utilisation de kérosène, moins efficace que l'hydrogène, dans ses étages supérieurs. Contrairement à la Saturn V qui utilisait cinq moteurs très puissants, la N1 était équipée d'un assemblage complexe de 30 moteurs plus petits, architecture imposée par le fait que Sergueï Korolev (son concepteur) ne disposait pas à cette époque de moteurs de forte puissance et qu'il se refusait à utiliser ceux que lui proposait son adversaire Valentin Glouchko, plus puissants mais utilisant des ergols hypergoliques toxiques.
Quatre tirs de la N1 furent réalisés entre 1968 et 1972. Tous furent des échecs dès la première phase du lancement, en particulier le second qui détruisit le pas de tir, et conduisirent à l'abandon du programme par les Soviétiques. Les systèmes informatiques embarqués de la fusée soviétique semblaient également moins performants. Au cours des vols Apollo 6 et Apollo 13, Saturn V fut capable de corriger sa trajectoire de vol malgré des incidents de perte de fonctionnement moteur. Au contraire, même si la N1 disposait également d'un système informatique conçu pour corriger les défauts de fonctionnement des moteurs, ce dernier manquait de fiabilité et ne parvint jamais à sauver un lancement de l'échec, étant même à une occasion à l'origine de l'échec du second tir en éteignant de manière impromptue tous les moteurs du premier étage, détruisant le lanceur et le pas de tir par la même occasion.
Fondamentalement, la principale cause de l'échec du programme N1 semble être le manque d'essais sur le bon fonctionnement simultané des 30 moteurs de l'étage 1, insuffisance de précautions à son tour causée par des financements trop faibles.

### La navette spatiale américaine (1972)
La navette spatiale américaine génèrait une poussée maximale de 3 100 tonnes au décollage et pouvait théoriquement injecter 29 tonnes de charge utile (en excluant la navette elle-même) en orbite basse, soit environ le quart de Saturn V. Si on inclut la navette dans la charge utile, on montait à 112 tonnes. Une comparaison équivalente serait la masse orbitale totale du troisième étage S-IVB de Saturn V, qui était de 141 tonnes pour la mission Apollo 15.

### La fusée soviétique Energuia (1976)
La fusée Energuia russe avait une poussée de 35,1 MN légèrement supérieure à celle de la Saturn V utilisée pour la mission SA-513 (Skylab), mais elle ne disposait que d'une capacité LEO de 105 tonnes contre 140 tonnes pour Saturn V. Elle ne réalisa que deux vols d'essais en raison de l'abandon du projet de navette spatiale soviétique Bourane dont elle était le lanceur.

### La fusée Falcon Heavy (2005)
Falcon Heavy peut mettre 63,8 tonnes en orbite LEO (contre 140 tonnes pour Saturn V). Son moteur Merlin a une poussée de 32 et 65 tonnes selon les versions (contre 677 tonnes pour le moteur F-1 de Saturn V, qui utilisait les mêmes ergols l'oxygène liquide (LOX) et RP-1).

### Le programme Constellation et le lanceur Ares V (2007)
Durant les années 2000 la NASA, sous l'impulsion du président des États-Unis, réactive le programme d'exploration de la Lune par des équipages humains (programme Constellation). Pour lancer les équipements les plus lourds, l'agence spatiale décide de développer le lanceur super-lourd Ares V. Cette fusée utilisant des composants de la navette spatiale américaine aurait eu à peu près la même hauteur et la même masse que Saturn V. Le programme Constellation, insuffisamment financé, est arrêté par le président américain Barack Obama début 2010.
Contrairement à Saturn V qui comprenait trois étages, Ares V aurait comporté deux étages, avec un étage principal de 10 mètres de diamètre (le même que sur les étages S-IC et S-II) propulsé par de l'hydrogène et de l'oxygène liquide et assisté pendant ses deux premières minutes de vol par une paire de propulseurs d'appoint à propergol solide dérivés de ceux de la navette spatiale américaine, avec cinq segments de poudre au lieu de quatre. L'étage principal aurait été équipé de cinq moteurs-fusées RS-68 avec la même disposition que celle mise en œuvre sur les étages S-IC et S-II. À l'origine, Ares V devait utiliser cinq moteurs SSME (moteurs principaux de la navette spatiale américaine), mais les RS-68 ont été finalement retenus pour limiter le coût, et parce qu'ils avaient prouvé leurs performances sur le lanceur Delta IV. Par ailleurs, les RS-68 étaient plus puissants et plus faciles à fabriquer que les SSME.
Les moteurs RS-68, construits par la division Rocketdyne de Pratt & Whitney (auparavant propriété de Boeing et de Rockwell international) sont plus efficaces que les moteurs F-1 de Saturn V. Par contre, les moteurs J-2 utilisés sur le S-II et le S-IVB devaient être modifiés et devenir les moteurs améliorés J-2X pour être montés sur l'« étage de départ de la Terre » (Earth Departure Stage - EDS), le deuxième étage d'Ares V dérivé du S-IVB, et sur le second étage de la fusée en proposition Ares 1. L'étage EDS et le deuxième étage d'Ares 1 devaient utiliser un seul moteur J-2X, bien qu'initialement l'EDS ait été prévu avec deux moteurs jusqu'au changement de conception remplaçant les cinq SSME par cinq RS-68.

### Space Launch System (2011)
Le Space Launch System est un lanceur super lourd, visant à remplacer les fusées Ares, présenté en 2011. Son but est de lancer des missions avec équipage vers la Lune et éventuellement d'autres destinations plus lointaines. Son premier vol a eu lieu le 16 novembre 2022. Les 111 mètres de hauteur de sa future version Block 2 Cargo sont comparables aux 110 mètres de Saturn V. Sa poussée au décollage atteint 4 200 tonnes.
Néanmoins, son architecture est différente : il comporte deux étages et deux propulseurs d'appoint à propergol solide. Les deux étages sont cryotechniques. Le premier étage est propulsé par 4 moteurs RS-25D/E dérivés des moteurs SSME, le deuxième par 1 à 4 RL-10 suivant la configuration. Quant aux propulseurs d'appoint, ils sont aussi dérivés de systèmes existants, en l'occurrence des propulseurs d'appoint à poudre de la navette spatiale américaine.

### Starship (2017)
Starship, dénommé jusqu'en novembre 2018 Big Falcon Rocket (BFR), est un lanceur super lourd entièrement réutilisable développé depuis 2017 par la société SpaceX, forte du succès de ses lanceurs réutilisables Falcon 9 et Falcon Heavy. Ce  nouveau lanceur vise à abaisser les coûts d'accès à l'orbite mais aussi, à plus long terme, à un projet de colonisation de Mars envisagé dès 2002 par le fondateur de SpaceX, Elon Musk. Le Starship prend ainsi la suite du projet ITS Interplanetary Transport System (anciennement MCT, Mars Colonial Transporter) datant de 2016.
Le lanceur se compose de deux étages, Super Heavy et Starship, tous deux propulsés par des moteurs Raptor consommant de l'oxygène liquide et du méthane liquide, au nombre de 33 sur Super Heavy et 6 (3 adaptés au fonctionnement au sol et 3 optimisés pour le fonctionnement dans le vide) sur Starship. L'ensemble permet de placer une charge utile de 100 à 150 tonnes en orbite basse terrestre et près de 50 tonnes en orbite géostationnaire, ou 100 à 150 tonnes sur toute orbite après ravitaillement en orbite par un Starship Tanker. Après le lancement, le premier étage retourne se poser sur le pas de tir afin d'être réutilisé. Le second étage, une fois sa mission achevée, effectue une rentrée atmosphérique puis atterrit afin d'être réutilisé.
Le premier prototype à taille réduite du second étage, nommé Starhopper, est construit à partir de décembre 2018 et passe deux tests de vol à 150 m d'altitude. Plusieurs exemplaires du second étage à échelle réelle passent plusieurs types de tests : pressurisation de décembre 2019 à 2020, vols à 150 m en août 2020, vols à 12,5 km de décembre 2020 à juin 2021. Le vol d'essai orbital du Starship (Integrated Flight Test 1, IFT-1) a lieu le 20 avril 2023 et se solde par la destruction de la fusée lors de la tentative de séparation des étages. Après un deuxième échec (mais une séparation réussie) le 18 novembre 2023 lors du vol IFT-2, le vol IFT-3 du 14 mars 2024 est un succès au lancement mais le contact est perdu avec les deux étages, respectivement lors de l'amerrissage et de la rentrée atmosphérique.